# Les Aventures de Rabbi Jacob
Pour la comédie musicale adaptée du film, voir Les Aventures de Rabbi Jacob (comédie musicale).
Pour plus de détails, voir Fiche technique et Distribution.
Les Aventures de Rabbi Jacob est un film comique franco-italien réalisé par Gérard Oury, sorti en 1973.
Ultime collaboration entre Gérard Oury et Louis de Funès, le film raconte les mésaventures de Victor Pivert, un industriel français arriviste, cynique et autoritaire, empli de préjugés racistes, antisémites et xénophobes, ne demandant qu'à se rendre au mariage de sa fille. Englué malgré lui dans les péripéties d’une révolution dans un pays arabe menée par Mohamed Larbi Slimane, poursuivi par les barbouzes du colonel Farès et des policiers français, il se fait passer pour un vénérable rabbin revenu d'Amérique dans le quartier juif de Paris. L'acteur principal est entouré notamment de Claude Giraud, Henri Guybet, Suzy Delair et Marcel Dalio.
Après les succès rencontrés par Le Corniaud (1965), La Grande Vadrouille (1966), Le Cerveau (1969) et La Folie des grandeurs (1971), Gérard Oury concrétise une vieille envie de traiter de la petite communauté juive orthodoxe parisienne, entendant délivrer un message humaniste de tolérance aux spectateurs français voire au-delà, sans se départir du ton burlesque habituel du cinéaste, de sa construction de vaudeville et du jeu extravagant de Louis de Funès. Le tournage a notamment lieu à Paris et ses alentours, au sein des studios de Billancourt et à New York. Cette fois-ci seule tête d'affiche, Louis de Funès s'investit énormément dans ce tournage long et complexe, en particulier pour les éprouvantes séquences de l'usine de chewing-gum et la scène du ballet hassidique.
Élaboré dans un contexte de montée des tensions israélo-arabes au Moyen-Orient, qu'il évoque implicitement, le film apparaît dans les salles lors de l'éclatement de la guerre du Kippour et provoque un détournement d'avion contre sa sortie. Grand succès populaire avec 7,3 millions d'entrées, il finit en tête du box-office français de l'année 1973. La critique, d'ordinaire rude à l'égard d'Oury et de Funès, est enthousiaste envers cette comédie aux accents politiques et son message pacifiste.  Unique percée outre-Atlantique de Louis de Funès, le film est même nommé pour le Golden Globe du meilleur film en langue étrangère en 1975.
Les Aventures de Rabbi Jacob demeure un « film culte » du cinéma comique français et l'un des premiers à mettre en scène la communauté juive de France.

## Synopsis

### De New York, le rabbin est parti

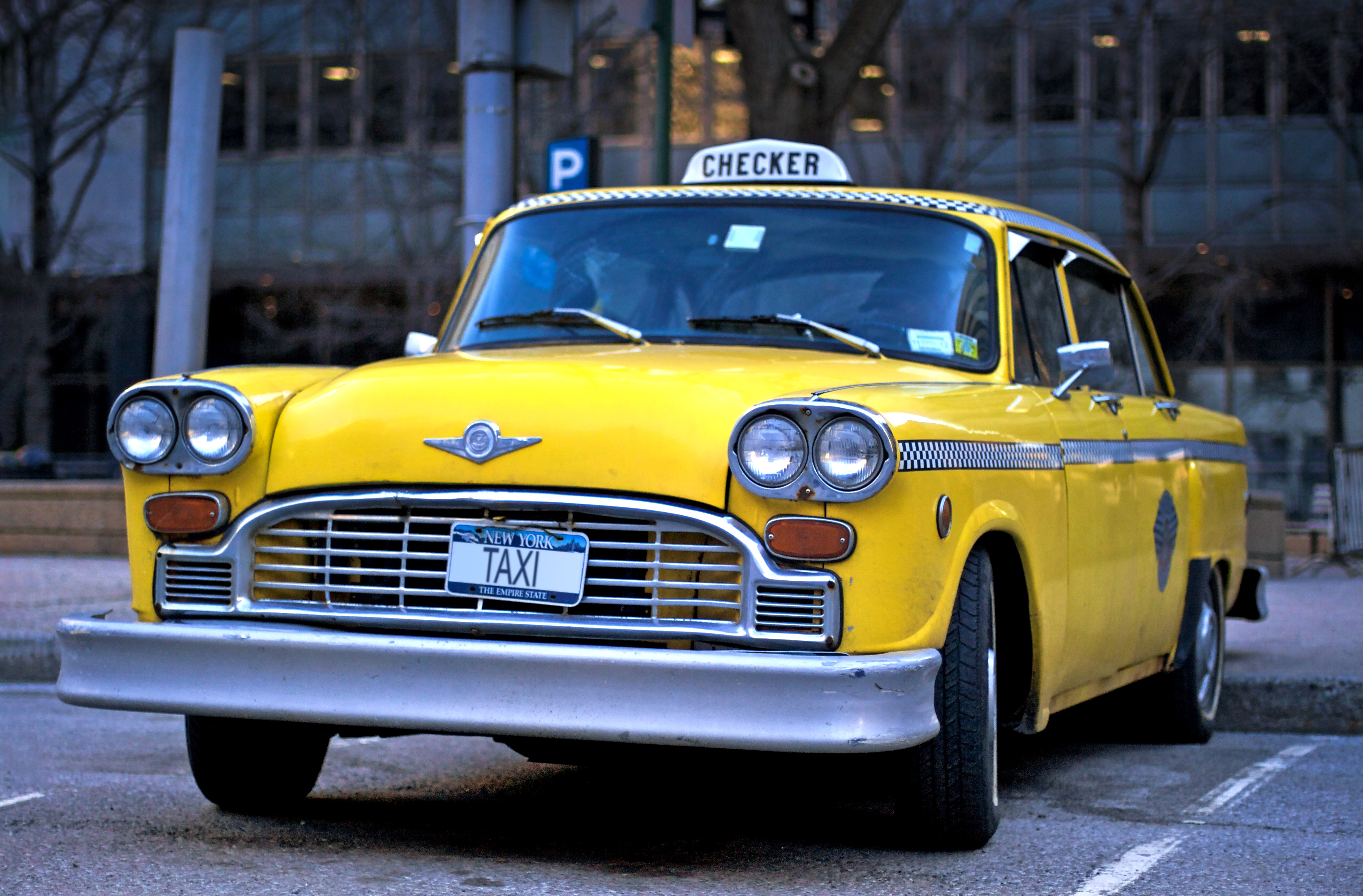
C'est à bord d'un taxi jaune et noir new-yorkais que Rabbi Jacob, son secrétaire et son assistance se rendent à l'aéroport JFK.

À New York, dans la communauté hassidique de Brooklyn. Des Juifs à longues barbes et papillotes, habillés de longs caftans et de grands chapeaux noirs, déambulent dans les rues en tenant des discussions animées tandis que des enfants, à la tête encadrée des mêmes papillotes et portant de grandes kippot, jouent au baseball sur la chaussée. Les jeux et discussions sont interrompus pour saluer Rabbi Jacob, vénérable rabbin de ladite communauté, qui s’apprête à gagner Paris pour assister à la bar mitzva d’un jeune parent, David Schmoll. Juif typique de ce milieu, il s'exprime avec un fort accent yiddish, quelle que soit la langue dans laquelle il parle. Après avoir embrassé la mezouzah de sa porte au milieu des acclamations de ses fidèles, il prend pudiquement congé de sa femme et reçoit un gâteau au fromage avec ses dernières recommandations pour le voyage qu’il entreprend avec son secrétaire Samuel. De nombreux hassidim envahissent le taxi pour accompagner leur vénéré rebbe à l’aéroport JFK, ce qui de prime abord encombrant, se révèle assez pratique pour passer outre aux embouteillages. Au cours du trajet, Rabbi Jacob se laisse aller à une douce rêverie, fredonnant J’irai revoir ma Normandie car « c’est froncis, c’est la Fronce, […] c’est lé pays qui m’a donné lé jour ».

### À Paris, un vendredi

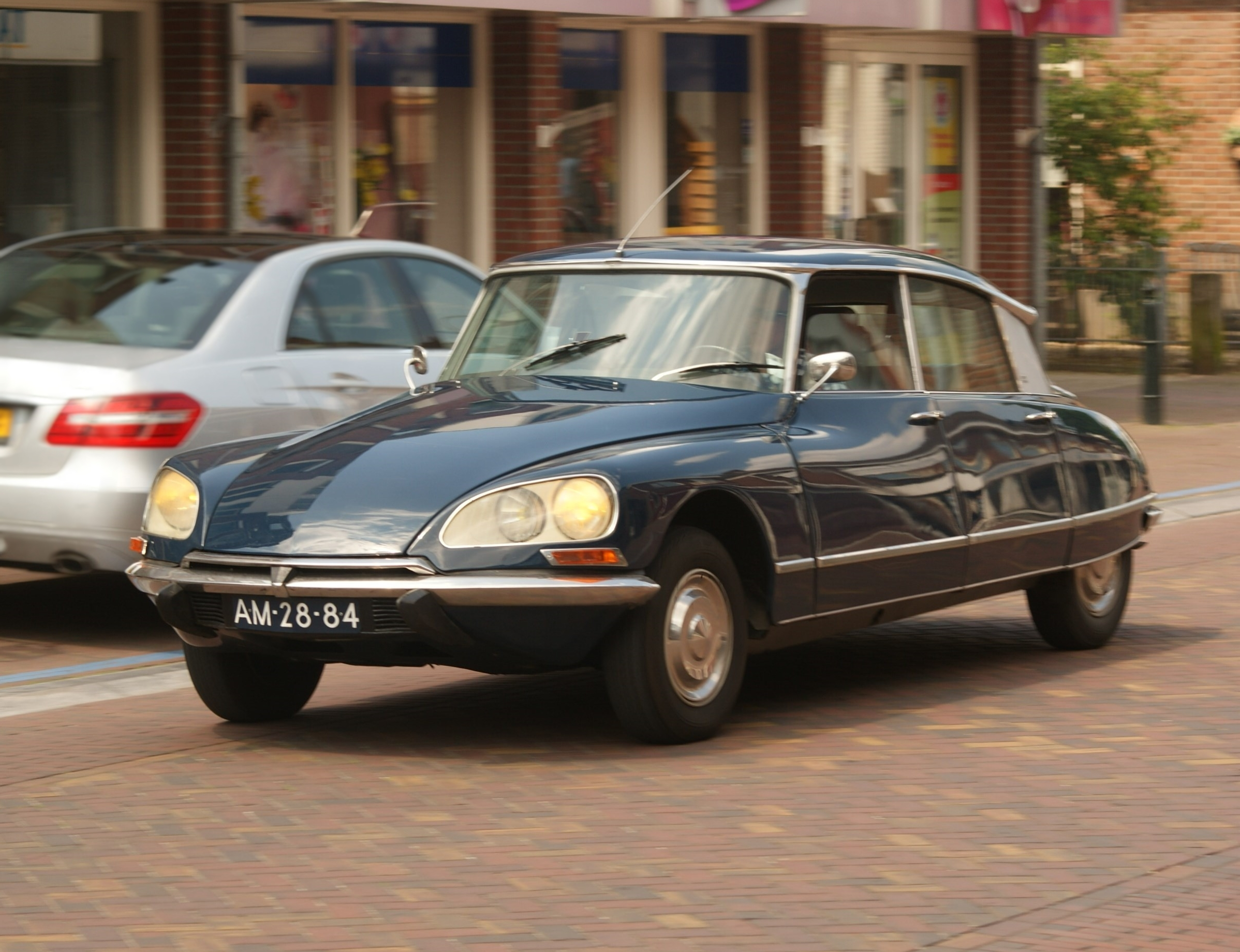
Une Citroën DS 21 Pallas noire similaire à celle de Victor Pivert.

En Normandie, à bord d’une Citroën DS équipée d’un téléphone automobile et surmontée d’une barque à moteur baptisée la Germaine II, Victor Pivert et son chauffeur Salomon rentrent à Paris au départ de Deauville pour célébrer le mariage d'Antoinette — fille du prospère industriel — avec le zézayant Alexandre, fils d’un général. Pivert, incarnation du grand petit-bourgeois français, persifleur, chauvin sur les bords et sûr de la supériorité des valeurs de son petit monde, double aussi allègrement qu’illégalement les voitures qui ont le tort de se trouver sur son chemin, insultant au passage celles des automobilistes étrangers. Or, ce raciste patenté (« Raciste ? Moi, raciste ?! »), qui s'étrangle en découvrant un mariage interracial autant qu'il s'amuse de voir les Noirs convoler dans des Rolls blanches, apprend avec un mélange de stupeur et de consternation que son chauffeur Salomon est juif, neveu d'un rabbin — Rabbi Jacob — de surcroît (magnanime, il décide, bien qu’il soit juif, « de le garder quand même ! »). Recevant un appel de sa femme Germaine, dentiste de son état, jalouse de nature et furieuse du retard de son mari, Victor Pivert tente de détourner la conversation en lui faisant part, sur le ton de la confidence, de la judéité de leur chauffeur. Celui-ci, tendant l'oreille, en perd la conduite des yeux et provoque une sortie de route. La voiture tombe dans un lac et se retourne sur le toit, mais supportée  par la Germaine II, flotte et ne coule pas.

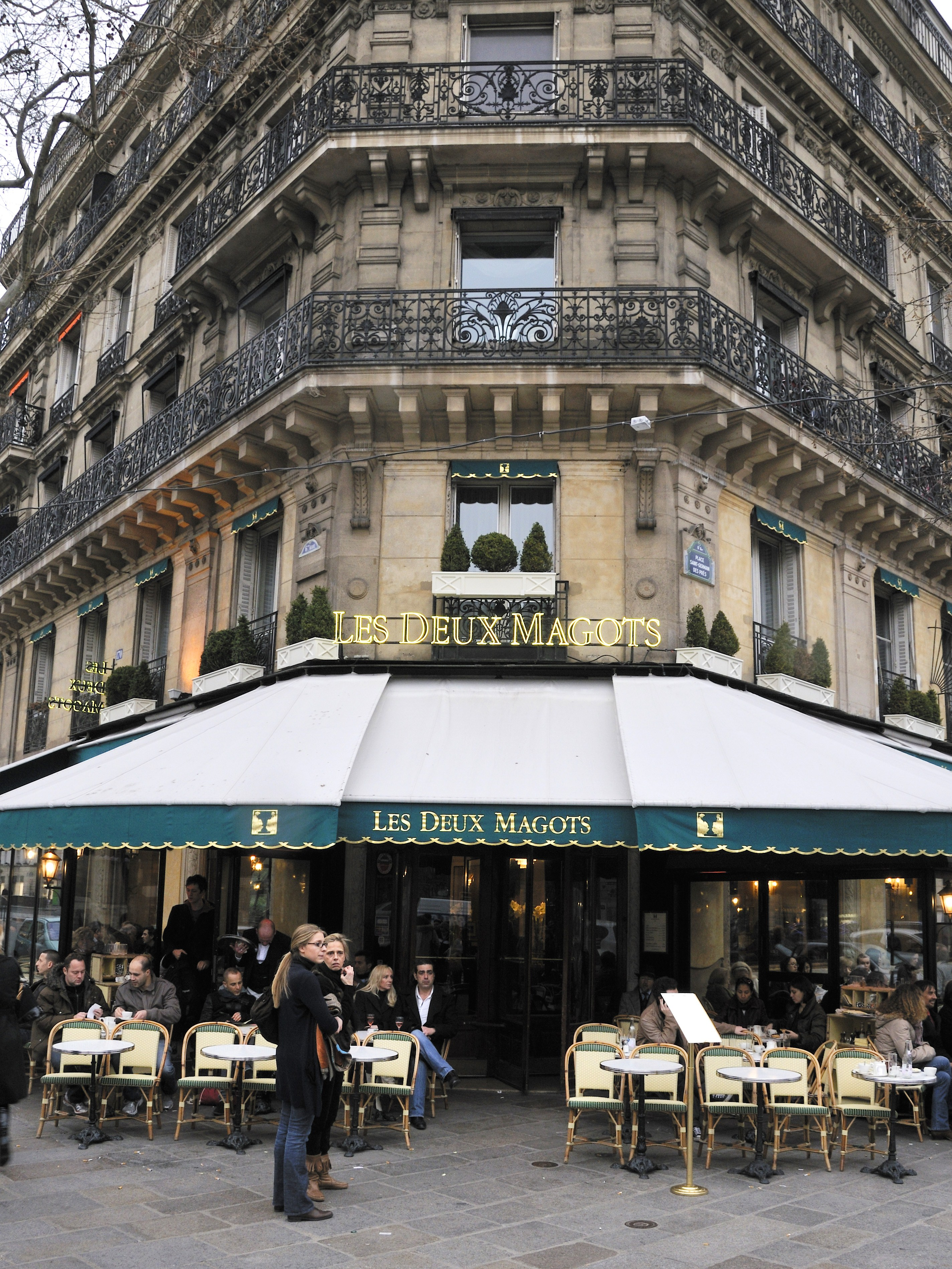
Le café Les Deux Magots, situé boulevard Saint-Germain, où Slimane est enlevé par Farès et ses sbires. L’un de ceux-ci proteste : Mon Colonel, on ne peut pas l'enlever comme ça ! En plein Saint-Germain-des-Prés ! Ça a déjà été fait !

À Paris, le sémillant Mohammed Larbi Slimane se rend au café Les Deux Magots. Menant une révolution dans un pays arabe (non nommé) du tiers-monde, il pense avoir rendez-vous avec un camarade dissident, mais comprend rapidement qu'il a été piégé par la police secrète de son pays. Il tente vainement d’échapper au commando dirigé par le sinistre colonel Farès avant d’être assommé, enfermé dans un coffre et emmené en quelque endroit perdu pour interrogatoire.

### Une veille de chabbat à l'usineLe Yankee

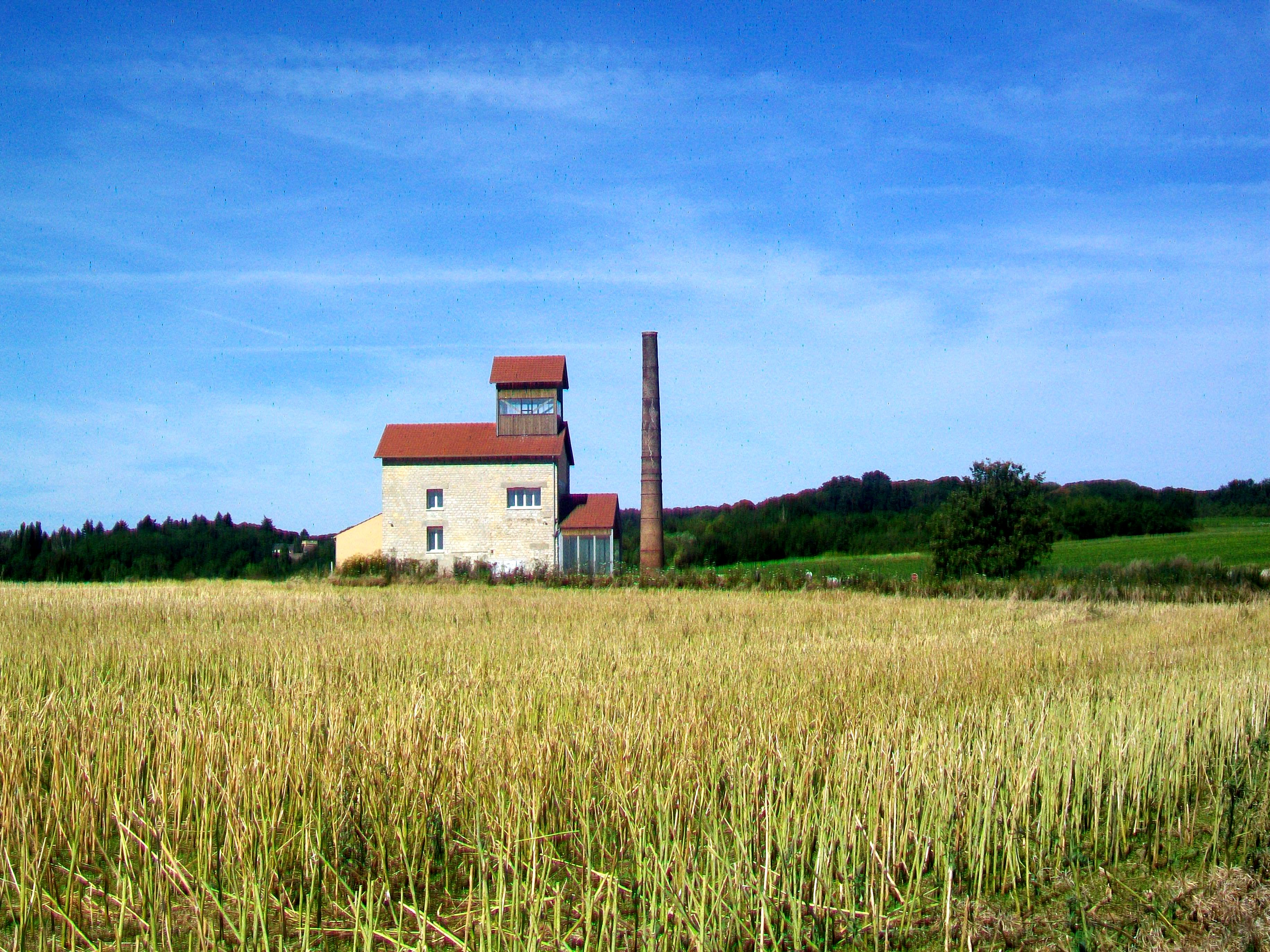
En pleine campagne, Victor Pivert s'abrite dans l'usine de chewing-gum Le Yankee, croisant ainsi la route de Slimane, séquestré par les maramouches du colonel Farès.

Pivert erre sur la route, priant saint Antoine de Padoue de lui venir en aide en lui promettant de se trouver un nouveau chauffeur, « un catholique ! Comme vous, comme moi, comme le Bon Dieu ». Il a en effet congédié Salomon car ce dernier, entendant que les employés de l’usine de Monsieur s’étaient mis en grève, en avait fait de même et regimbé à remorquer la voiture tombée à l’eau. Il avait de même refusé d’en allumer les phares et, sortant de l’eau, s’était mis à chanter le Lekha Dodi en pleine campagne pour cause de Chabbat. Apercevant une lumière, l’industriel remercie saint Antoine et aboutit inopinément dans l’usine de chewing-gum Le Yankee, que Farès a choisie pour son isolement afin de juger le dissident politique Slimane avant de l’exécuter.
Distraits par un appel de Pivert qui croit téléphoner à la police, Farès et ses sbires laissent Slimane sous surveillance légère. Celui-ci parvient à s'échapper, entraînant malgré lui dans sa cavale un Victor Pivert tombé dans la cuve de gomme liquide verte (chewing-gum à la chlorophylle ou mélisse) en fuyant Farès et sa suite. Pris en poursuite par ces derniers ainsi que par la police française qui, dépêchée par Salomon, croit l’avoir vu abattre deux hommes de main de Farès, Pivert est sommé par Slimane qui le tient en joue, de se rendre à l’aéroport d’Orly. Le séditieux entend regagner son pays avant le soir avec son otage, assuré d'en devenir le Premier ministre s’il y parvient.

### Le samedi à Orly
Débarrassé du chewing-gum dont il était recouvert de la tête au pieds, et rasé de frais, Pivert devenu otage de Slimane se rend à Orly au volant de la DS, remise à l'endroit, mais à court d’essence. Pendant qu’on lui fait le plein, Pivert tente d’alerter deux motards de la Gendarmerie par un « festival » de grimaces, mais sa tentative tourne court lorsque Farès s’arrête par hasard à la même station. Cependant, ce dernier se lance à leur poursuite alors que le pompiste n'a pas encore terminé son office, et la voiture des poursuivants accrochée à la pompe se disloque dès la première accélération. Quant à l’industriel, il est contraint de faire croire à sa femme qu’il s’enfuit avec Thérèse Leduc, le jour du mariage de sa fille. Entendant ces mots, Germaine passe ses nerfs sur une infortunée patiente qu’elle finit par abandonner dans son fauteuil de dentiste, sans avoir achevé ses soins.
En arrivant à Orly, Pivert tente vainement d’attirer l’attention d’un membre des Compagnies républicaines de sécurité.

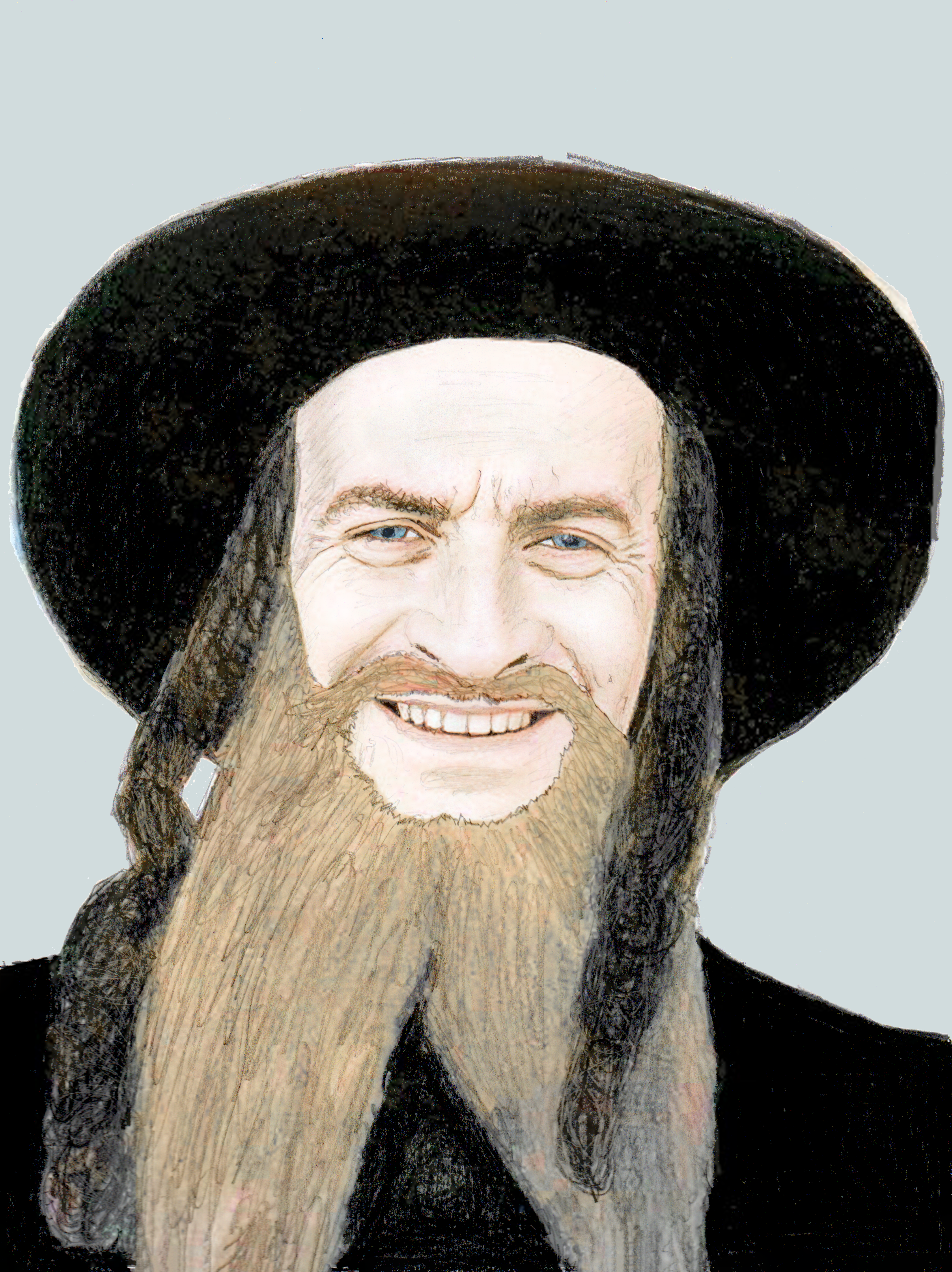
Louis de Funès déguisé en rabbin (portrait au crayon).

Toutefois, profitant du « faible » de Slimane pour les rousses, il parvient à lui fausser brièvement compagnie, pour retrouver sa femme qui, arrivée en trombe dans l'aéroport, s’est emparée du microphone du bureau des renseignements. Cependant, Farès et ses sbires ressurgissent et Pivert ne doit son salut qu’à l'intervention de Slimane. Les fugitifs parviennent à tromper l'attention des barbouzes, toujours sur leurs talons, en se grimant en rabbins hassidiques, mais arrivés dans le hall de l’aérogare, ils sont pris pour le vénérable Rabbi Jacob et son assistant, par Tsippé Schmoll dite « la Mamé », belle-sœur de Rabbi Jacob, à la vue et l’ouïe quelque peu défaillantes. La Mamé, venue accueillir le rabbin avec ses enfants et David, trouve que son cher beau-frère a attrapé un accent américain et s’empresse de lui donner une « léçon délé bon fronçais » en prononçant « lé nom des fourrires », tandis que Germaine est accostée, puis enlevée par Farès et ses hommes.

### Un Chabbat dans le vieux quartier juif de Paris

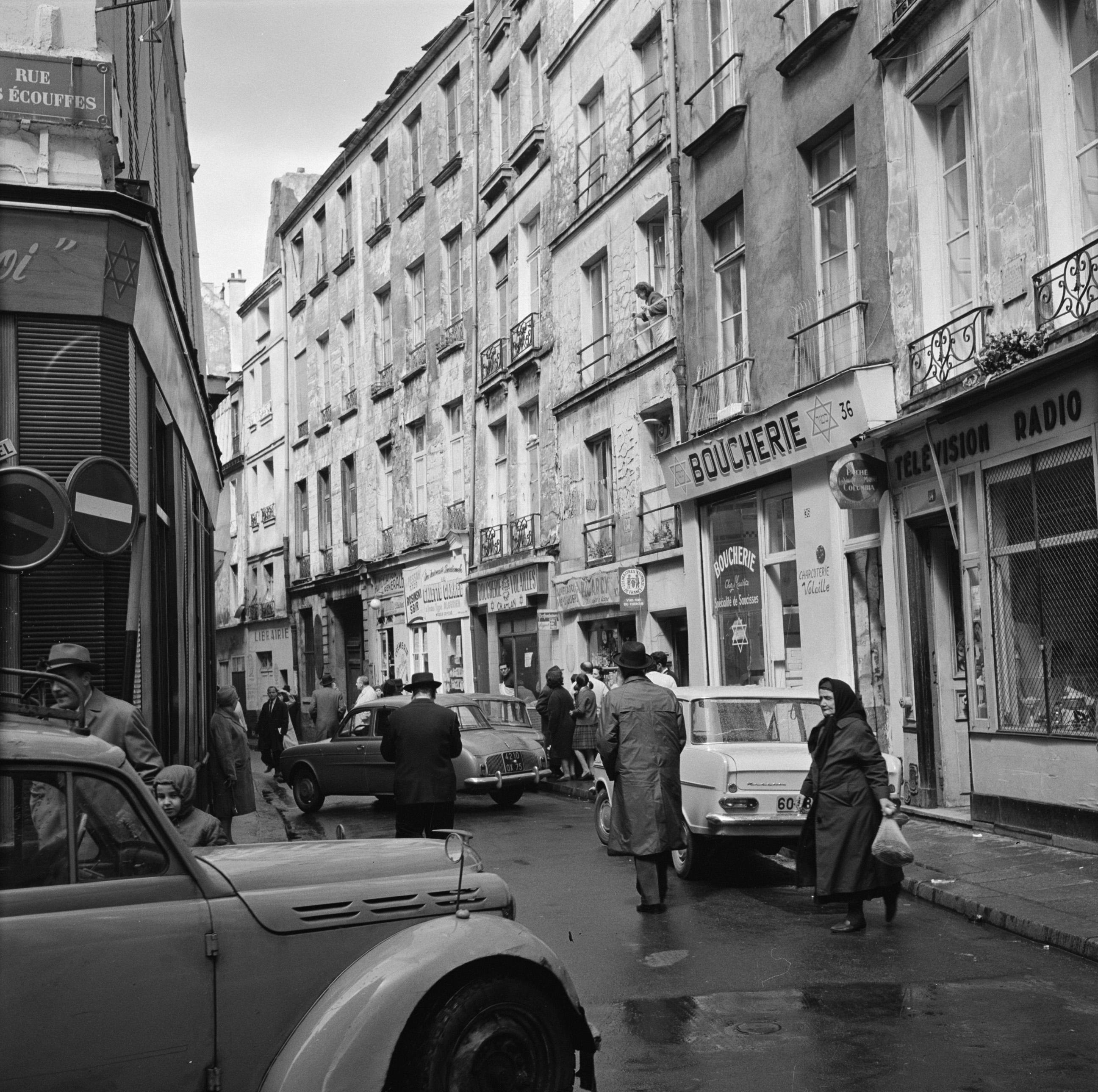
La rue des Rosiers, centre du vieux quartier juif de Paris, en 1965.

Entretenant la méprise, « Rabbi Jacob » et son « portir et chauffir Rabbi Seligman » sont entraînés, malgré eux, à la rue des Rosiers, au cœur du vieux quartier juif de Paris avec ses commerces juifs aux devantures calligraphiées en français et en yiddish. Le « bon catholique » qui a adopté sans trop de peine l’accent requis, prend un bain de foule parmi les Juifs et Juives en liesse venus acclamer le vénérable tzaddik, recevoir sa bénédiction (que Pivert donne en signant la croix, avant de se faire corriger par Slimane) et lui offrir divers présents dont un « modeste shtreïmel ». Quelque peu désarçonné lorsque certains se ruent vers lui pour embrasser le moindre pan de son caftan, de ses payess ou de ses mains, Pivert tente tant bien que mal de donner le change, en adoptant la méthode enseignée à « Rabbi Jacob » par « Rabbi Seligman » : « quand on pose une question à un Juif, il répond toujours par une autre question, ça lui donne le temps de réfléchir à la question ».
Pendant ce temps, toujours à Orly, le véritable rabbin et Samuel, étonnés de ne rencontrer personne, sont appréhendés par le commissaire Andréani qui est informé du subterfuge de Pivert. Un entartage et une vérification d'identité plus tard, le policier s'apercevra de sa méprise. Cependant, les mésaventures du vrai Rabbi Jacob ne sont pas finies : appelant son neveu pour lui faire part de sa déception quant au comité d’accueil, il se fait éconduire par Salomon qui croit avoir affaire à un plaisantin puisque « Rabbi Jacob » est arrivé rue des Rosiers. Cependant, le chauffeur fraîchement congédié reconnaît bien vite son ancien patron, lequel se hâte de lui proposer une réintégration à son poste avec augmentation de salaire. Plutôt amusé de la soudaine « conversion » de « Monsieur », Salomon se trouve assez disposé à porter assistance au « bouc émissaire », mais il se montre bien plus circonspect à la perspective de voir Mohammed Larbi Slimane dans son quartier.
« Rabbi Jacob » — qui a trouvé une nouvelle occasion de se venger de « Rabbi Seligman » en donnant sa bénédiction à un mariage arrangé par la Mamé avec une jeune fille rousse, certes, mais toute en rondeurs et peu au goût du rabbin-révolutionnaire, « lé plis beau type juif qué jé lé vi dépuis longtomps » — est ensuite invité à une danse hassidique. Contre toute attente, « Monsieur » trouve rapidement ses marques et se révèle même « très doué », entraînant le malheureux Rabbi Seligman dans la danse. Après la chute, il s’exclame, provoquant l’euphorie générale : « C’est ine miracle, Salomon, ine vrai miracle ! ».
Il est temps de se rendre à la synagogue où doit se tenir la « communion juive » » de David. Pivert appelle auparavant sa femme pour lui faire savoir qu’il se cache chez des amis juifs (au grand étonnement de son épouse) à l’Étoile de Kiev, un delicatessen situé rue des Rosiers. Séquestrée par Farès dans son propre cabinet et sous la menace d’une fraiseuse, elle est contrainte de passer l’appareil au « commissaire » qui n’a aucun mal à obtenir d’un Pivert décidément bien naïf les informations dont il a besoin.
Pendant ce temps, la cérémonie juive avance bon train : hymne Yigdal repris antiphoniquement par l’assemblée des orants qui se balancent d’avant en arrière, affublés de leurs plus beaux habits et de leurs châles de prière (« Rabbi Jacob » a lui-même revêtu pour l’occasion son beau shtreïmel, et passerait pour un rabbin des plus convenables s’il omettait de se signer devant l’almemor), bénédiction du jeune bar mitzva par son « oncle Jacob » et Rabbi Seligman puis kaddish de l’officiant, lecture de la Torah par David, Mazal tov de son père repris par l’assistance, puis, avant même qu’il ne l’ait réalisé, c’est au tour de Rabbi Jacob. Ce dernier use de mille stratagèmes pour échapper à la lecture de l'hébreu, qu'il est totalement incapable de faire. Finalement, il se décharge du « grand honneur » en le transmettant à « Rabbi Seligman, c’est lui qui va la lire, l’hébré ». L’on n’entendra pas la lecture de Rabbi Seligman — dont la connaissance de l’arabe n’entraîne pas ipso facto celle de l’hébreu, encore moins des règles de lecture selon la cantillation hébraïque, laquelle varie en outre selon les rites liturgiques juifs d’Espagne, d’Allemagne ou d’Orient —, mais celle-ci s’effectue apparemment sans heurt, puisque le prêtre poursuit l’office normalement.
Soudain, Salomon surgit dans la synagogue et s’adressant à l’assemblée en hébreu, provoque une levée de châles qui permet aux fugitifs de sortir en hâte au nez et à la barbe du commissaire Andréani. Salomon offre sa motocyclette à Slimane et Pivert, afin qu’ils puissent arriver au mariage d'Antoinette. Pivert ne peut s'empêcher de  remarquer la proximité de leur deux prénoms (Salomon, Slimane) et leur demande s'ils ne seraient pas au fond des « cousins éloignés ». Entre-temps, Antoinette, furieuse de ne pas voir ses parents arriver, s’est rendue à l’appartement de sa mère et l’a délivrée, après quoi, Germaine a immédiatement appelé Salomon pour le prévenir de l’arrivée de Farès à la synagogue. Salomon s’est alors adressé aux orants en hébreu pour leur demander d’arrêter les poursuivants, se rendant compte, mais trop tard, qu’il s’agissait du commissaire Andréani.

### C'est à l’église que tout finit

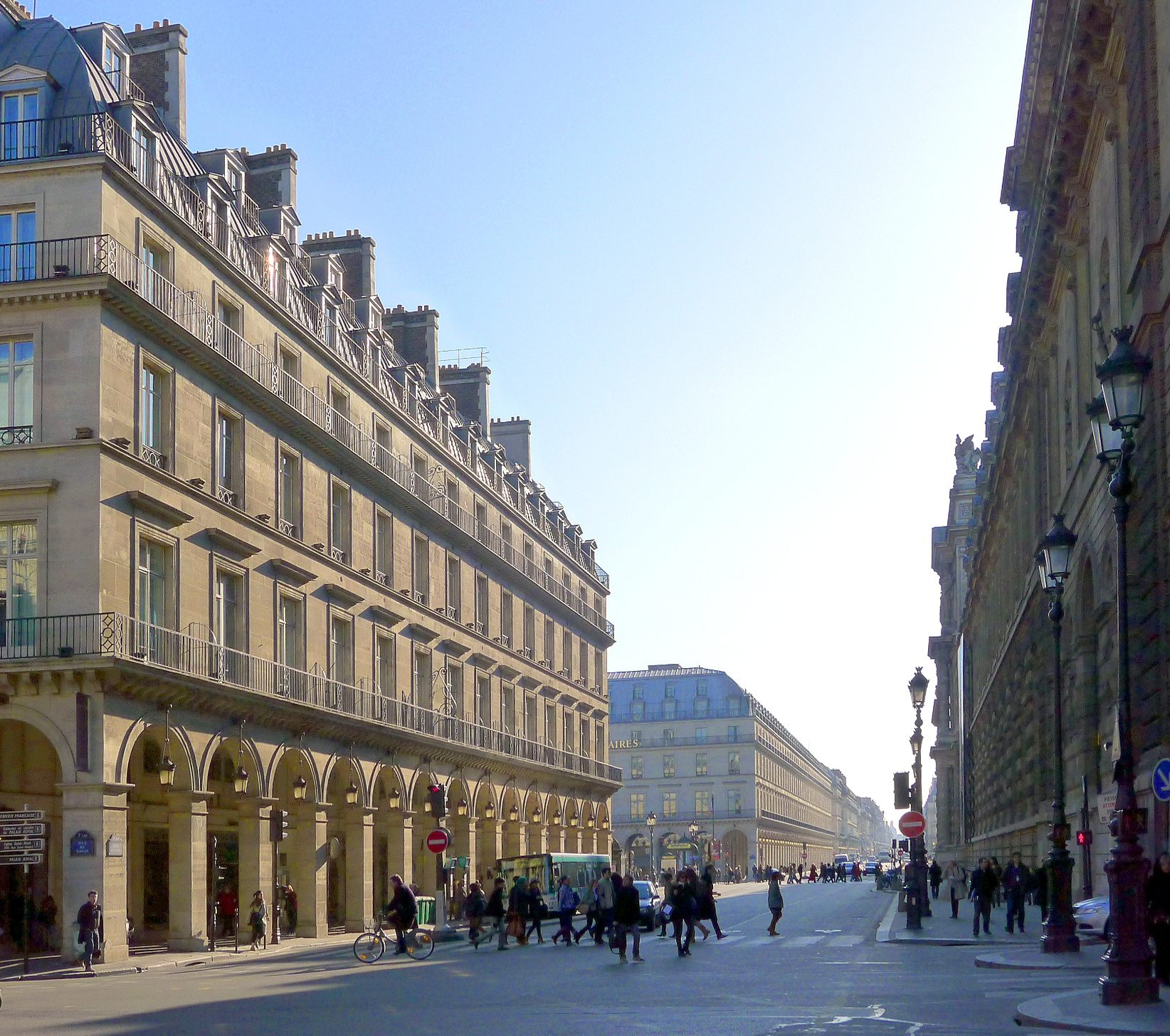
Au croisement de la rue de Rivoli et de la rue de Rohan, où se recroisent Pivert et Slimane, Farès et ses hommes et rabbi Jacob et Samuel.

Pivert et Slimane se lancent à corps perdu dans une course à travers Paris pour assister au mariage d’Antoinette, laquelle, de son côté, est arrivée plus tôt avec sa mère à la rue des Rosiers. Cependant, apercevant la Citroën et la Germaine II, Pivert et Slimane se ruent sur les voleurs qui se trouvent naturellement être Farès et ses hommes. Peu avant, ceux-ci ont capturé les « vrais » Rabbi Jacob et Samuel devant l’Étoile de Kiev, les ayant évidemment pris pour Pivert et Slimane.

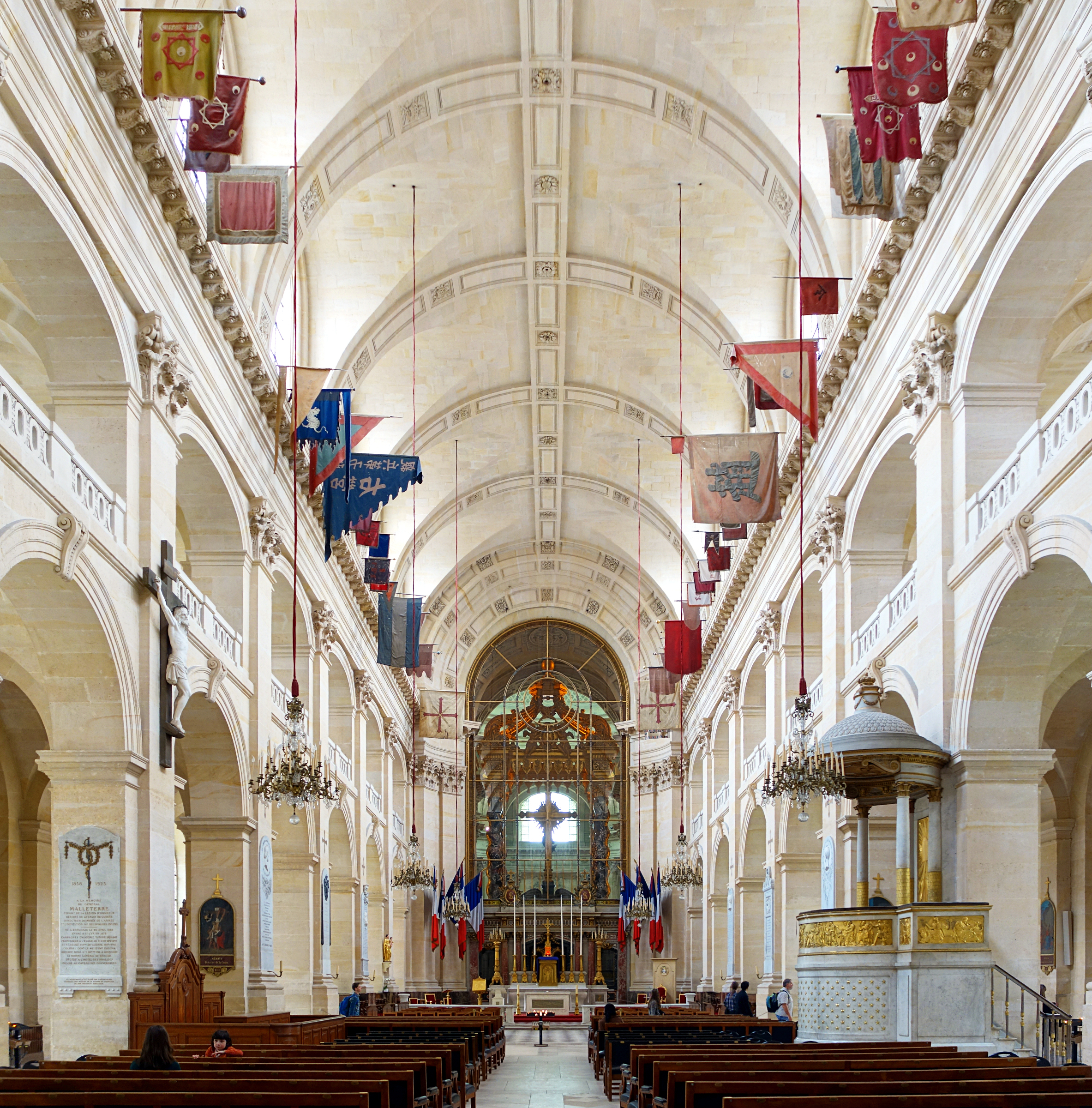
La cathédrale Saint-Louis-des-Invalides, où doit se célébrer le mariage d'Alexandre et Antoinette.

Le canon du revolver sur la tempe, Slimane prie Farès de laisser la vie sauve aux otages, assurant qu’ils ne parleront pas. Pivert abonde dans ce sens, le suppliant de le laisser assister au mariage de sa fille, quitte à l’assassiner plus tard avec une lettre piégée. Tandis qu’à grands gestes, il mime l’explosion de ladite lettre, le téléphone automobile sonne pour annoncer à Slimane, Deus ex machina, que sa révolution ayant réussi à 13 heures GMT, il est désormais président de son pays et que la France — fort intéressée par le pétrole que cet État peut fournir, ainsi que par les Concorde et les Alouette qu’elle peut lui vendre — est toute à sa disposition. Slimane triomphe et Farès, défait, supplie la clémence du nouveau président ; Pivert, subitement requinqué, rappelle au nouveau président ses vaillants « états de service » pour l'amadouer. C'est ainsi que, prestige oblige, ils arrivent escortés par la Garde républicaine — en retard, certes, mais en grande pompe et en fanfare — à la cathédrale Saint-Louis-des-Invalides où la cérémonie de mariage était sur le point d’être annulée, au grand dam du fiancé d'Antoinette, de son père, général dans l’Armée française en tenue d’apparat, et de saufemme  beau chapeau en fourrure de vison orné de seyantes rouflaquettes.
Sortis de la voiture, Slimane s’en va à la rencontre du ministre français, pendant que Pivert se répand en nouvelles simagrées pour faire patienter le curé — lequel n’est pas peu étonné de devoir célébrer en son église le mariage de la fille d’un rabbin — et justifier son accoutrement au général et son épouse offusqués. Germaine et les Schmoll arrivent en trombe avec la voiture de « Madame » dont les freins ont lâché et qui termine sa course en heurtant la Citroën, fracassant la Germaine II. Tandis que « Monsieur et Madame » s’empoignent, les Schmoll au grand complet retrouvent les vrais Rabbi Jacob et Samuel. Au général de plus en plus excédé, Pivert explique que ses amis, les Schmoll, l’ayant invité à la synagogue pour la communion de leur petit-fils, il les a, à son tour, invités à l’église pour le mariage de sa fille. Le commissaire Andréani, qui a promptement épinglé Pivert et Slimane, est sommé de les relâcher. Alexandre ayant exulté lors de l’arrestation, il est giflé par Antoinette qui a auparavant échangé un long regard avec Slimane lorsqu’elle l’a rencontré pour la première fois. L’hélicoptère venu accueillir Slimane fait voler le voile de la mariée et le bel Arabe découvre que la mariée est non seulement jolie, mais rousse ; elle saisit la main qu’il lui tend et tous deux s’envolent, sans que Pivert ne s’y oppose, puisque sa fille est partie « avec un président de la République ». Lui-même est invité par la famille Schmoll à la fête qui suit la Bar mitzva et, bien qu’il ne soit pas juif, « on le garde quand même ! ».

## Fiche technique
Sauf indication contraire, les informations mentionnées dans cette section peuvent être confirmées par la base de données cinématographiques IMDb,  présente dans la section « Liens externes ».
- Titre original : Les Aventures de Rabbi Jacob
- Réalisation : Gérard Oury
- Scénario, adaptation et dialogues : Gérard Oury, Danièle Thompson, Josy Eisenberg[note 1]
- Musique : Vladimir Cosma
- Décors : Théobald Meurisse
- Costumes : Tanine Autré, Pierre Nourry, Jean Barthet et Georges Bril[1]
- Photographie : Henri Decaë
- Son : William-Robert Sivel
- Montage : Albert Jurgenson
- Production : Gérard Beytout, Bertrand Javal
- Sociétés de production : Les Films Pomereu, Horse Films
- Société de distribution :
  - France : Société nouvelle de cinématographie (SNC)
  - Italie, Canada : Paradise Film Exchange
- Budget : estimé à 18 millions de francs[2]  (soit environ 18,8 millions d'euros en 2024[3])
- Pays de production :  France ;  Italie
- Langues originales : français, anglais, arabe, hébreu, yiddish
- Studios : Paris-Studios-Cinéma (Studios de Billancourt)
- Format[4] : couleur (Eastmancolor) — 1,66:1 (VistaVision) — 35 mm — son mono
- Genre : comédie
- Durée : 97 minutes (2 618 mètres)[5]
- Dates de sortie[6] :
  - France : 18 octobre 1973
  - Belgique : 30 novembre 1973
  - Italie : 15 février 1974
- Classification[7] :
  - France : tous publics[5]
  - Italie : tous publics (T - film per tutti)[8]
  - Belgique : tous publics (Alle Leeftijden)[9]
  - Québec : tous publics (G - General Rating)

## Distribution
- Louis de Funès : Victor Pivert
- Claude Giraud : Mohamed Larbi Slimane
- Henri Guybet : Salomon
- Renzo Montagnani : le colonel Farès
- Suzy Delair : Germaine Pivert
- Marcel Dalio : Rabbi Jacob
- Claude Piéplu : le commissaire divisionnaire Andréani
- Janet Brandt : Tzipé Schmoll, dite « la Mamé »
- Miou-Miou : Antoinette Pivert, la fille de Victor Pivert
- Lionel Spielman : David Schmoll, le jeune garçon qui acquiert la bar-mitzvah
- Popeck (crédité « Jean Herbert ») : Moïshe Schmoll, le père de David, neveu de Jacob et fils de la Mamé
- Denise Provence : Esther Schmoll, la mère de David
- Xavier Gélin : Alexandre, fils de général et fiancé d'Antoinette
- Jacques François : Jean-François, le général et père d'Alexandre
- Malek Kateb (crédité « Malek Eddine ») : Aziz, le bras-droit de Farès
- André Penvern : un inspecteur, adjoint d'Andréani
- Roger Riffard : un inspecteur, adjoint d'Andréani
- Michel Duplaix : un inspecteur à l'aéroport
- Pierre Koulak : Omar, l'homme de main de Farès qui affronte Slimane[c]
- Gérard Darmon : l'homme de main de Farès qui annonce le jugement de Slimane
- Abder El Kebir : un homme de main de Farès
- Cherif Adnane : un homme de main de Farès
- Lucien Melki  (crédité « Gérard Melki ») : l'homme de main de Farès dans la cabine téléphonique du café
- Alix Mahieux : l’infortunée patiente de la dentiste
- Jean-Jacques Moreau : le gendarme motard au poireau sur le visage
- Michel Fortin : l'autre gendarme motard
- Denise Péronne : la générale, mère d'Alexandre
- Micheline Kahn : Hannah, la rousse que la Mamé présente à Slimane
- Dominique Zardi : le cuisinier de l'Étoile de Kiev
- André Falcon : le ministre
- Philippe Brigaud : l'adjoint du ministre dans l'hélicoptère
- Michel Robin : le curé qui doit célébrer le mariage
- Georges Adet : le vieux Lévi
- Robert Duranton : le CRS « costaud » à l'aéroport
- Paul Bisciglia : le pompiste qui remplit le réservoir de la voiture de Farès
- Catherine Prou-Marshall[note 3] : le mannequin avec le Yorkshire à l'aéroport
- Clément Michu : le gendarme devant l'église
- Maria Gabriella Maione : Odile, la secrétaire de la dentiste
- Cary Rick : Samuel, secrétaire de Rabbi Jacob[10],[11]
- Jacob Toledano : le hazzan
- André Valardy (scène coupée au montage)
- Yves Peneau : l'homme accueillant « Rabbi Jacob » rue des Rosiers
- Noël Darzal

### Non crédités
- Zvee Scooler : un rabbin à New York
- Paul Mercey : l'automobiliste dans sa 2 CV
- Baaron : un invité au mariage mixte
- Francis Lemaire : un gendarme à la recherche de Pivert après l'accident
- Vincent Ropion : un enfant invité au mariage[12]
- Annick Roux : l'hôtesse au sol qui se querelle avec la femme de Pivert
- Ari Aricardi : un homme rue des Rosiers
- Georges Ass : un homme rue des Rosiers
- Ilan Zaoui : un danseur hassidique
- Henri Sztanke : un danseur hassidique[13]
- Patrick Burgel : un rabbin dans les toilettes à Orly
- Marcel Gassouk : le boucher
- Jacques Pisias : un policier à Orly
- Frédéric Norbert : le livreur de fleurs
- Robert Favart : un invité au mariage
- Charles Bayard : un invité au mariage
- Robert Chevrigny : un invité au mariage
- Robert Le Béal : un invité au mariage
- Christine Boisson : une invitée au mariage
- Olivier Lejeune : un ami d'Alexandre invité au mariage
- Jérôme Deschamps : un ami d'Alexandre invité au mariage
- Raymonde Vattier : la marquise invitée au mariage
- Pierre Vaudier : le maître de cérémonie

## Personnages
- Victor Pivert (Louis de Funès) : un patron d'usine, catholique, bourgeois et raciste.
- Mohamed Larbi Slimane (Claude Giraud) : un révolutionnaire arabe.
- Salomon (Henri Guybet) : le chauffeur juif de Victor Pivert.
- Farès (Renzo Montagnani) : le chef de la police politique du pays arabe.
- Germaine Pivert (Suzy Delair) : la femme de Victor Pivert, dentiste.
- Antoinette Pivert  (Miou-Miou) : la fille de Germaine et Victor Pivert
- Rabbi Jacob (Marcel Dalio) : le rabbin d'Amérique, oncle et invité d’honneur à la bar-mitzvah de David Schmoll.
- Le commissaire Andréani (Claude Piéplu) : un commissaire divisionnaire.

## Production

### Genèse et développement

#### Gérard Oury et les Juifs

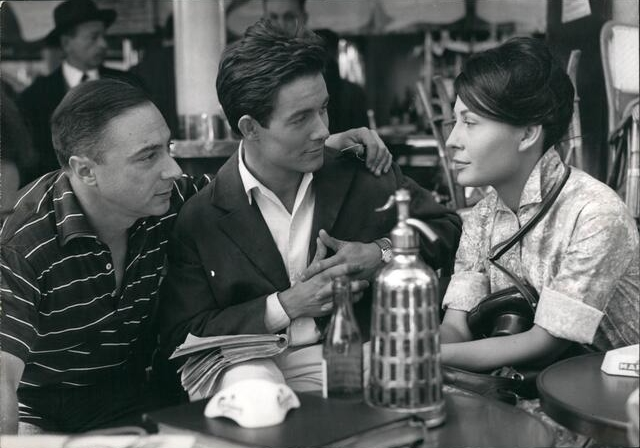
Gérard Oury (à gauche) avec ses comédiens lors du tournage de son premier film, La Main chaude, en 1959.

Le réalisateur Gérard Oury a grandi dans une famille juive assimilée, sans être élevé dans la tradition, ni dans la pratique religieuse,,. Il compte toutefois un rabbin dans ses aïeuls. Sa famille du côté maternel, les Goldner, arrivés d'Allemagne au XVIIe siècle, sont des bourgeois non religieux et pleinement assimilés à la France ; son grand-père préfet s'est battu deux fois en duel à l'époque de l'affaire Dreyfus,. Gérard Oury n'a pas été confronté à l'antisémitisme dans son adolescence, et ne prend conscience de sa judéité que lorsque, jeune acteur, il est empêché de travailler par les lois sur le statut des Juifs du régime de Vichy puis doit fuir en zone libre, à Monaco et en Suisse afin de ne pas être arrêté,,,. À la naissance de sa fille Danièle en exil, en 1942, il ne la reconnaît pas afin qu'elle n'ait pas officiellement deux grands-pères juifs — pour la protéger.
Cependant, Gérard Oury est fasciné par la communauté juive orthodoxe hassidique vivant à Paris, rue des Rosiers,,. Sa fille Danièle Thompson raconte une anecdote remontant aux années 1960 : « Nous traversions le quartier du Marais en voiture pour aller dîner rue des Rosiers. Il y avait mon père, sa mère, le meilleur ami de mon père, le documentariste François Reichenbach, et Jean-Claude Eger, toute une bande qui s'était réfugiée en Suisse pendant la guerre. Tout à coup sort d’un immeuble un rabbin en redingote noire, longue barbe, papillotes et chapeau en fourrure. À sa vue, ma grand-mère s’est écriée : “En voilà un !” alors que nous étions tous juifs dans cette voiture ! Cette silhouette est restée dans la tête de mon père ». Alors que ses amis juifs ne leur ressemblent pas, il est intrigué par la persistance de ces traditions, ces tenues qu'il juge incongrues, ces règles très strictes, ce mode de vie ascétique contrebalancé par une grande joie dans des fêtes et danses le jour de shabbat,.
Gérard Oury n'exprime pourtant pas son identité dans ses films. La Grande Vadrouille (1966) ne fait ainsi aucune allusion au sort des Juifs pendant la Seconde Guerre mondiale. En ce début des années 1970, une certaine « fierté communautaire » règne parmi les Juifs, après la victoire israélienne de la guerre des Six Jours et le libérateur mémoriel qu'est le documentaire Le Chagrin et la Pitié (1969). Après Le Corniaud (1965), La Grande Vadrouille et La Folie des grandeurs (1971), trois succès avec Louis de Funès, l'idée d'un film sur cette communauté lui vient lors du tournage du dernier,. Il la soumet rapidement à son acteur fétiche. Sa fille et co-scénariste Danièle Thompson l'incite à travailler ce sujet : « Tout est parti de cette idée simple de sortir un personnage de cette communauté, de raconter ces gens » et d'« y insérer, au milieu, un personnage construit autour de Louis de Funès, capable de jouer quelqu'un de profondément antisémite, raciste, donc très antipathique, tout en ne délivrant que des vibrations comiques. »,,. Dès décembre 1971, une semaine après la sortie de La Folie des grandeurs, Oury et de Funès commencent déjà à aborder ce qui pourrait être leur prochaine collaboration. L'histoire alors imaginée amènerait son personnage à vivre en compagnie de trois rabbins, dont l'un serait interprété par Charles Denner. Le tournage se déroulerait à Paris, à New York, en Israël (à Tel-Aviv) et en Jamaïque, à partir du 1er mars 1973.

#### Un projet difficile à lancer
« On me demande toujours si l'on pourrait refaire Rabbi Jacob. Mais, à l'époque, nous nous questionnions déjà sur la possibilité de le faire ! »

— Danièle Thompson, 2018.

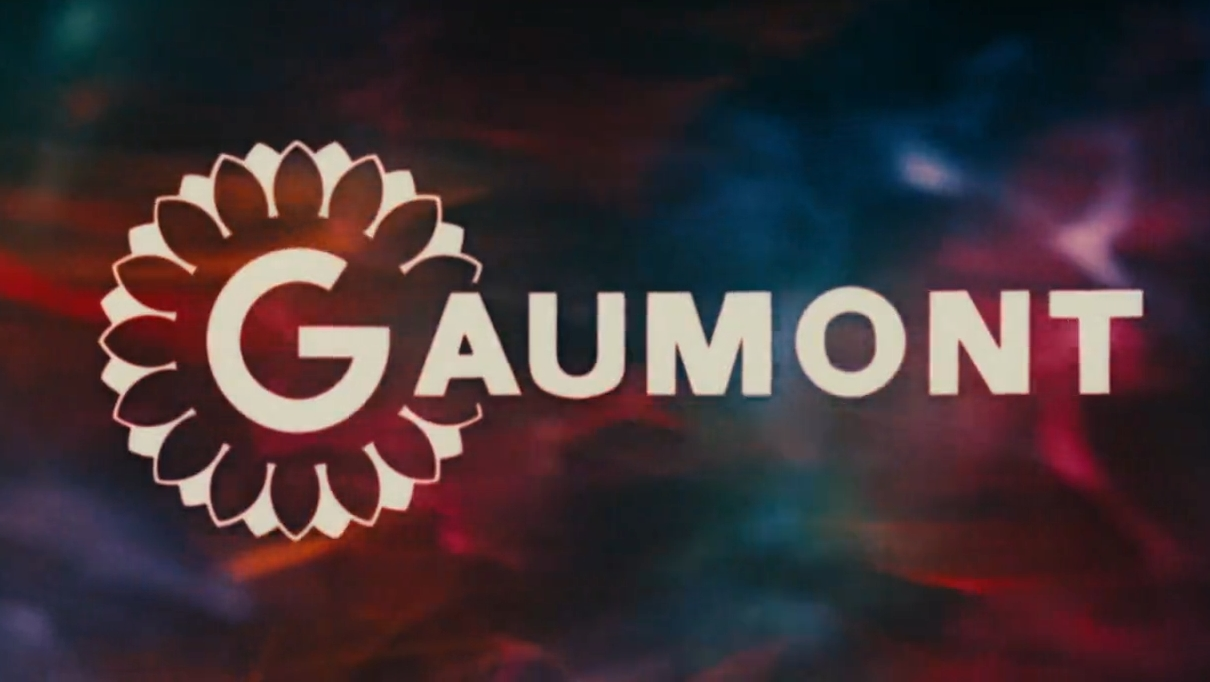
Malgré le triomphe de La Folie des grandeurs, la Gaumont, entrée dans une période de restructuration, ne produit pas le film suivant d'Oury.

Après Le Cerveau en 1969 et La Folie des grandeurs en 1971, Alain Poiré, producteur principal à la Gaumont, doit selon toute évidence produire ce nouveau film d'Oury. Dans ses mémoires parus en 1988, Oury explique que le producteur était alors en mauvaise posture dans sa société. En 1970, Jérôme Seydoux, héritier de la société Schlumberger, fut chargé de mettre de l'ordre dans les comptes de la filiale Gaumont, et acquit alors le pouvoir et la stature d'un vice-président. La firme entra dans une période de restructuration pendant deux ans et mit une pause dans ses productions, Seydoux posant aussi son veto à certains projets. Au sein de l'entreprise, on imaginait que ce changement de direction entraînerait à terme une nouvelle politique de production, avec des films moins « grand public » : Alain Poiré voyait donc sa place menacée, bien qu'il ait été derrière de nombreux succès historiques de la firme. Il était par ailleurs très mal vu en ces années-là à la Gaumont depuis l'échec de la superproduction Boulevard du rhum, qui avait coûté très cher à la compagnie. Il aurait donc dit à son ami : « Je ne pourrai pas produire ton prochain film, cela me navre, je le regrette, je suis sûr que Gaumont le regrettera aussi mais tu connais la situation, je ne suis plus en mesure de décider quoi que ce soit »,,. Cependant, Danièle Thompson avoue en 2019 que Poiré était sceptique devant le sujet et peu enthousiasmé, ce qu'Oury a préféré omettre dans ses mémoires.
Le projet des Aventures de Rabbi Jacob est en péril. Le réalisateur peine dans sa recherche d'un nouveau producteur, le sujet de son film en repoussant beaucoup : « Un film sur l'amitié entre Juifs et Arabes, non mais vous délirez ! Alors qu'à chaque instant le Proche-Orient risque de s'embraser à nouveau. Et de Funès bourgeois français raciste, xénophobe, antisémite, déguisé en rabbin orthodoxe, avec barbe et papillotes, lancé dans une affaire de prise d'otages ! Les arabes le prendront mal, les juifs encore plus. Vous voulez prouver quoi ? » lui répond-on de nombreuses fois. En effet, le film touche un sujet très sensible à l'époque puisque les relations entre arabes et juifs sont très tendues, notamment à cause de la rivalité existant entre Israël et les pays arabes du Moyen-Orient depuis les débuts du conflit israélo-palestinien. Lorsque Gérard Oury tente de monter son projet de film, déjà quatre guerres ont eu lieu entre Israël et ses voisins arabes depuis 1948. Ces tensions se ressentent jusqu'en Europe depuis la prise d'otages puis l'assassinat de onze athlètes israéliens par des terroristes palestiniens lors des Jeux olympiques de Munich de 1972.
Durant un temps, Gérard Oury envisage même de partir réaliser son film aux États-Unis, à New York, où les majors lui ont proposé de venir à de nombreuses reprises depuis le succès du Corniaud, mais abandonne vite cette possibilité, redoutant le final cut et les méthodes de travail américaines et jugeant que « c'est en France, en français, que je sais m'exprimer le mieux. Ou le moins mal, selon que l'on apprécie ou pas ma forme de cinéma »,. Après plusieurs mois, il trouve finalement un producteur en la personne de Bertrand Javal et sa société de production Films Pomereu, producteur de L'Aveu (1970) de Costa-Gavras et délégué sur Le Petit Baigneur (1968),. Thompson estime a posteriori que Javal « n'avait peut-être pas les épaules » pour un si gros film.

### Écriture du scénario
Les précédentes comédies de Gérard Oury — Le Corniaud, La Grande Vadrouille, Le Cerveau et La Folie des grandeurs — avaient été co-écrites avec Marcel Jullian et Danièle Thompson. Dès le début du projet, Jullian annonce à Oury ne pas participer au scénario faute de temps, étant sollicité par d'autres activités dont les directions des maisons d'édition Plon et Julliard puis d'Antenne 2, dont il est l'un des fondateurs,,,. Le réalisateur se retrouve donc seul avec sa fille Danièle, une collaboration à quatre mains qui durera sur sept scénarios jusqu'à la fin des années 1980,,,,. Leur relation filiale et leurs « mécaniques de pensée identiques » aident particulièrement à l'élaboration des idées et à la résolution des divergences,,. Leurs longues et épuisantes séances d'écritures s'étalent aux heures de bureau, de 10 h à 19 h. D'ailleurs, la défection de Jullian avait aussi été motivée par cette durée de travail scénaristique préconisée par Oury, selon lui déraisonnable et lassante, surtout pour une comédie. L'écriture du scénario couvre ainsi quarante semaines,. Le réalisateur et sa co-scénariste de fille se réunissent d'abord dans l'appartement parisien d'Oury au 179, rue de Courcelles,. À partir de septembre 1972, ils se déplacent dans la base de production, installée boulevard Malesherbes,. Là, le scénario est peaufiné chaque jour jusqu'en mars 1973, avec le réalisateur de seconde équipe Jacques Besnard pour construire le découpage technique. Tous les membres de l'équipe alors présents peuvent s'impliquer dans le processus créatif, pour inventer ou améliorer des gags, ou se les voir soumettre pour en vérifier l'effet,.

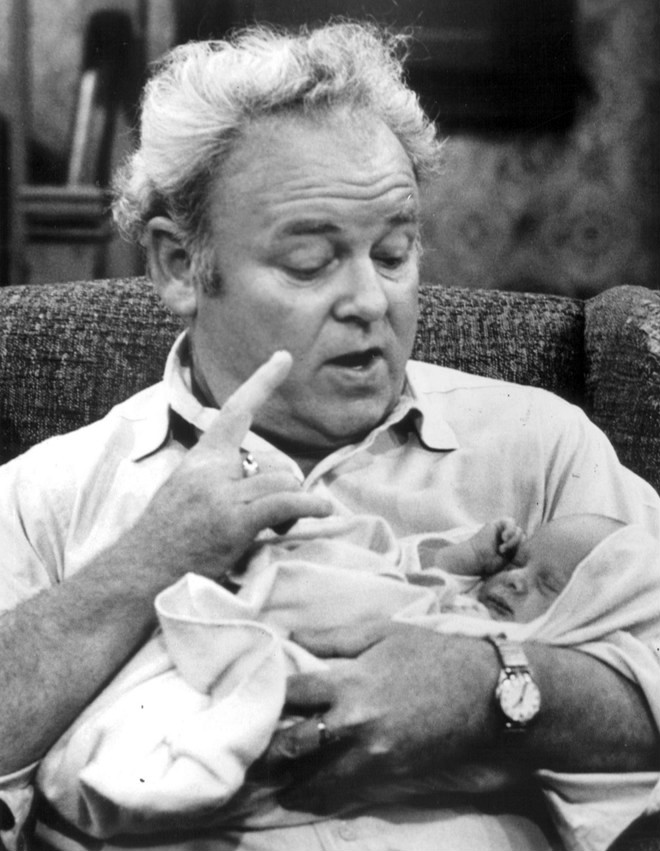
Archie Bunker, héros de la sitcom américaine All in the Family incarné par Carroll O'Connor, inspire le personnage de Victor Pivert.

L'un des points de départ du scénario est la création du personnage principal. Danièle Thompson, vivant aux États-Unis, apporte l'inspiration en se rappelant un feuilleton populaire là-bas, All in the Family, racontant la vie d'une famille ouvrière. Le personnage du père de famille, Archie Bunker, est « pétri de préjugés. Il se heurtait à ses enfants qui apportaient, sous son toit, la civilisation américaine, multiculturelle. Mais ce type assumait, malgré tout, son sexisme, son racisme, son antisémitisme ». De cet antihéros réactionnaire, les scénaristes tirent un équivalent français, mais bourgeois et patron dans l'industrie. Oury le nomme Victor Pivert, « comme l'oiseau », en souvenir d'un moment de franche rigolade lorsque Louis de Funès s'était lancé dans l'imitation de « bruits d'oiseaux absolument délirants » en apercevant la devanture d'un magasin au nom d'un volatile — il espère, sans le lui dire, que l'acteur puisse improviser quelques moments comiques à partir de ce patronyme,.

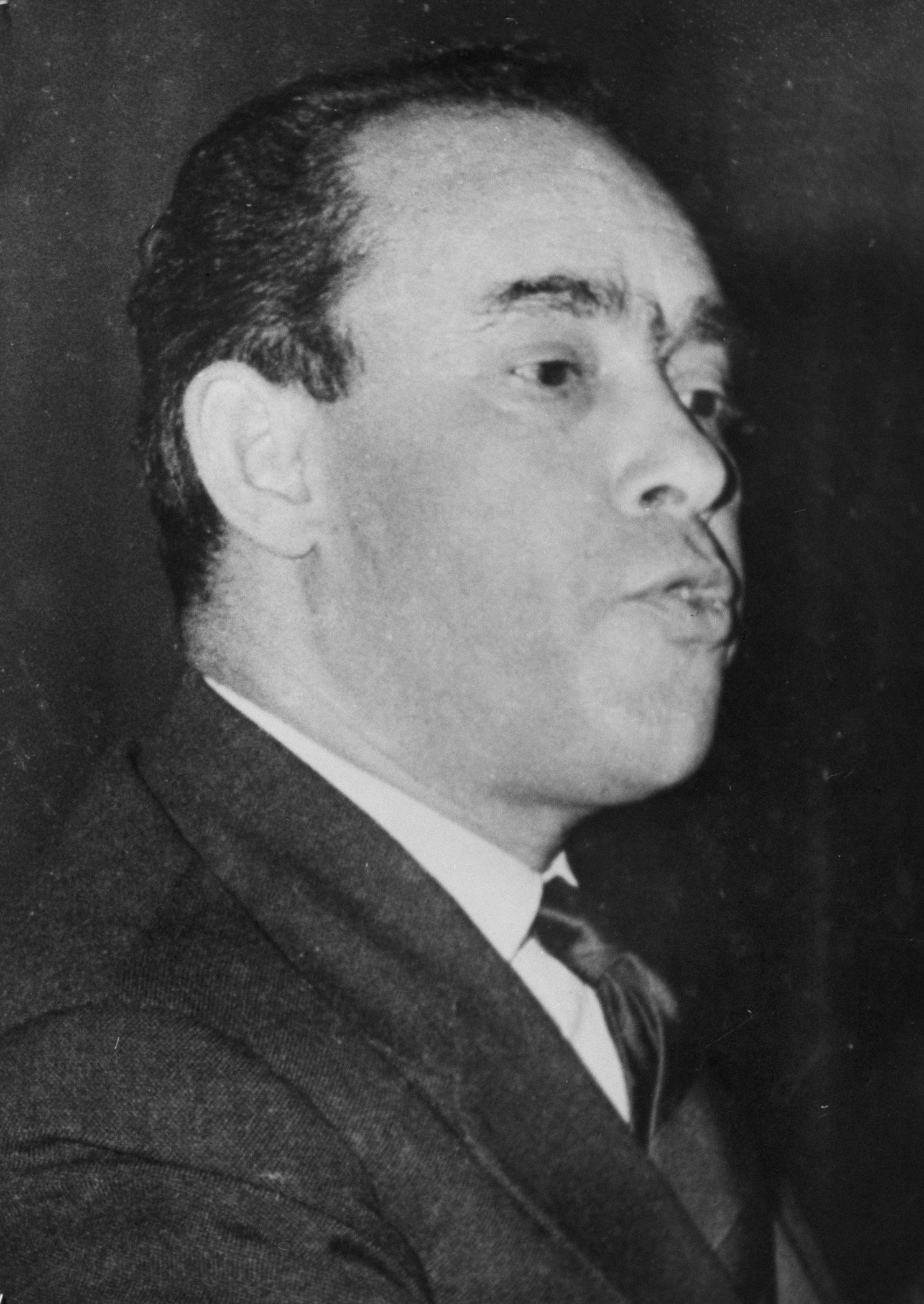
L'affaire Ben Barka donne le moteur de l'intrigue : le rapt en plein Paris de Slimane, meneur d'une révolution dans un pays arabe.

Gérard Oury aime fonder ses comédies sur l'actualité, Le Corniaud d'après un réel trafic de drogue lié à la French Connection ou Le Cerveau sur l'attaque du train postal Glasgow-Londres. Il bâtit l'intrigue en s'inspirant de l'enlèvement du tiers-mondiste et panafricaniste Mehdi Ben Barka en plein Paris, devant la terrasse de Lipp en octobre 1965,,,,. Opposant socialiste au roi du Maroc, Ben Barka est arrêté par deux policiers français et livré aux services secrets chérifiens, séquestré dans une villa de banlieue prêtée par des truands parisiens, puis vraisemblablement interrogé sous la torture et exécuté, sans que son corps ne soit jamais retrouvé ; l'affaire, encore à élucider, connaît de nombreuses révélations contradictoires dans les années 1960 et 1970,,,. Les scénaristes imaginent Slimane, révolutionnaire arabe du Tiers monde, capturé par la police secrète de son pays près du café Les Deux Magots, à deux pas de Lipp,,,. Ils parsèment l'intrigue de références au déroulement de l'enlèvement et aux soubresauts de l'affaire,. Ils se permettent même de la citer ouvertement : l'un des sbires de Farès s'exclame « Mon colonel, on ne peut pas l'enlever comme ça ! En plein Saint-Germain-des-Prés ! Ça a déjà été fait ! ». Ils égrènent enfin des références au conflit israélo-arabe, à la diplomatie pétrolière, aux ventes d'armes de France et aux récurrentes grèves post-mai 68,.
Comme à chaque scénario, le réalisateur sort son « dossier à gags », une pochette en carton où il compile dès qu'il le peut des bribes d'idées de scènes, gags ou dialogues, des articles de presse inspirants, des dessins humoristiques ou même des scènes coupées ou idées non exploitées des films antérieurs,. Dans cet amas de feuillets, ils exhument une note indiquant « usine de chewing-gum », vieille idée qu'ils n'avaient jamais réussi à caser,,,. L'endroit, propice aux gags burlesques, leur paraît être le lieu idéal pour y séquestrer Slimane et lui faire rencontrer Pivert,. Thompson précise : « Cela nous a pris un mois pour l'intégrer à l'histoire et la développer »,.
Plusieurs blocages sévères perturbent la bonne avancée du récit. Oury et Thompson n'arrivent pas à imaginer ce qui pourrait rendre pressé Pivert au début de l'histoire, sa raison d'être impatient de revenir chez lui, en partie responsable de l'accident. Ils sollicitent le scénariste aguerri Jean-Loup Dabadie qui introduit l'idée du mariage de la fille de Pivert. Deux incohérences les font également hésiter pendant longtemps. Le film ne peut se dérouler que d'un vendredi soir à un samedi, puisque Salomon est congédié à cause de Shabbat et que les scénaristes tiennent à ce que la scène de l'usine ait lieu la nuit : l'emboîtement des intrigues oblige à ce que Rabbi Jacob voyage le vendredi soir de New York à la France et que, pour l'accueillir, la famille Schmoll et lui utilisent la voiture et le téléphone,. Or, jamais un rabbin libéral, des juifs orthodoxes et à plus forte raison un rabbin ultra-orthodoxe, n'auraient pris l'avion, la voiture ou le téléphone à Shabbat,,,. Les scénaristes se résignent à laisser cette anomalie, espérant qu'elle ne soit pas trop remarquée,,. De même, le fait que Pivert porte la véritable barbe d'un rabbin après la lui avoir rasée ne semble pas assez vraisemblable à Oury et Thompson,. Le subterfuge leur a été inspiré par une scène de To be or not to be (1942) d'Ernst Lubitsch, l'un des maîtres d'Oury, dans laquelle la confusion régnait entre plusieurs postiches de boucs,. Là, il ne semble pas crédible aux scénaristes qu'une vraie barbe rasée puisse devenir un postiche porté par quelqu'un d'autre,,. Ils finissent également par contourner le problème en ne montrant que la transformation déjà effectuée, empêchant le spectateur de se poser des questions en enchaînant rapidement par de nouvelles péripéties,.

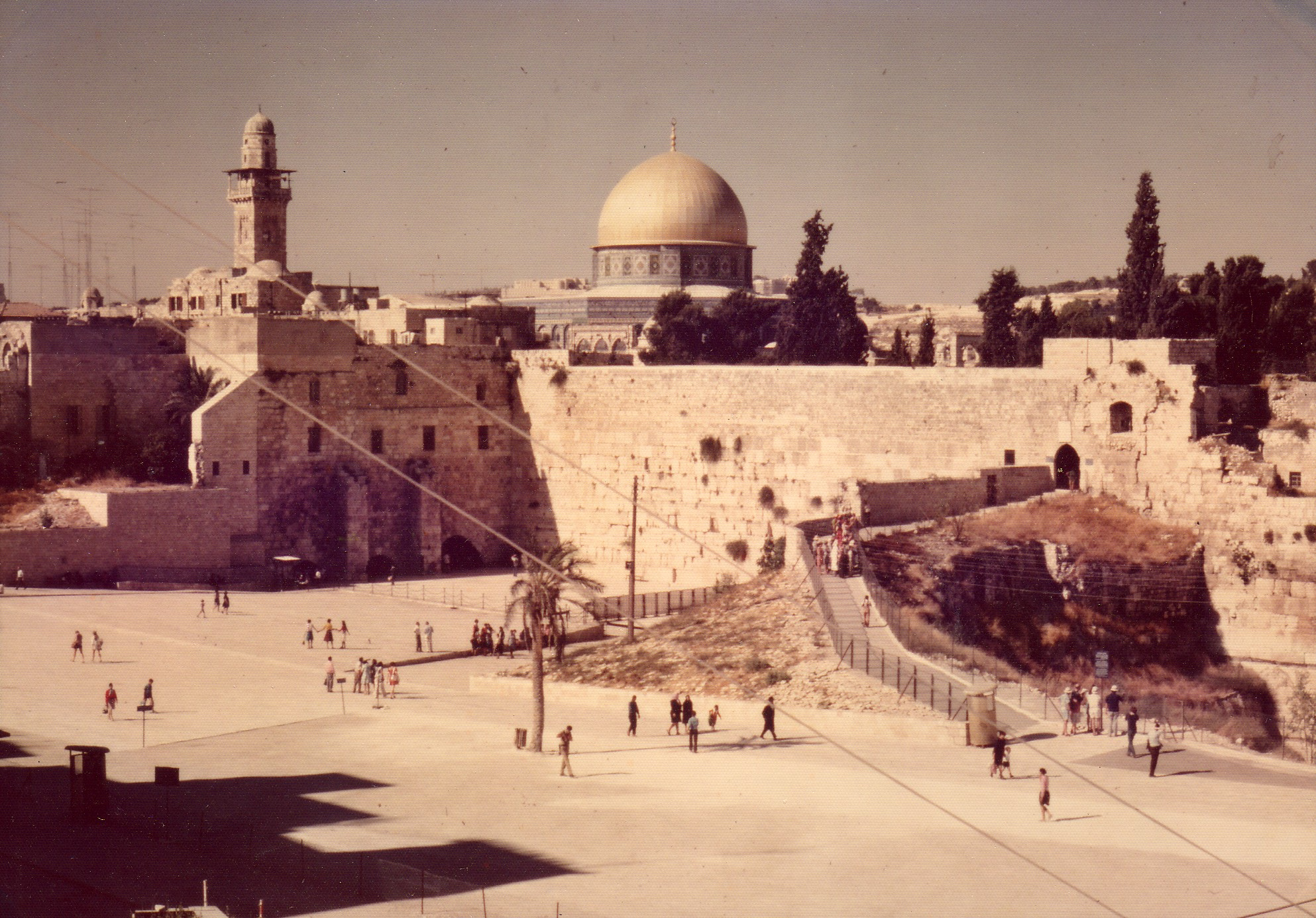
Jérusalem dans les années 1970. Indécis sur l'avancée du récit, Gérard Oury et Danièle Thompson voyagent en Israël pour trouver l'inspiration.

Une dernière entrave majeure se pose à partir de l'aéroport. Oury et Thompson hésitent sur l'orientation du film après ces premiers bases. Ils pensent d'abord faire détourner un avion à Slimane avec Pivert pour otage et poursuivre l'aventure en Israël,. Le père et la fille se rendent dans ce pays, pour effectuer quelques repérages mais surtout s'imprégner de la culture juive,,. Leur séjour d'une semaine les ravit, sans pour autant faire avancer l'intrigue,. De retour à Paris, ils optent pour la petite communauté juive de la rue des Rosiers, : « la mécanique du film nous indique de rester en France » explique Thompson.
Tout au long de l'écriture, Oury et Thompson craignent sans cesse de heurter la sensibilité de la communauté juive,,. Ils redoutent « à chaque ligne »  de « virer vers quelque chose de vulgaire ou de raciste »,. La situation est d'ailleurs tendue : la prise d'otages et l'assassinat de onze athlètes israéliens par des terroristes palestiniens lors des Jeux olympiques de Munich — signe que le conflit israélo-palestinien peut aussi se répercuter en Europe — survient en septembre 1972,. Thompson relate en 2023 : « On était très nerveux. On était extrêmement conscients pendant l’écriture qu'on bousculait les choses, et qu’on marchait sur des œufs. On était vraiment au bord du précipice, et chaque réplique était un petit peu compliquée. Il y en a beaucoup qu'on a coupées parce qu'elles n'auraient pas été possibles ». De plus, ils se documentent abondamment sur la culture et la communauté juives, remontant jusqu'au XVIIe siècle. Afin d'éviter également les erreurs liturgiques, Oury engage comme consultant le rabbin Josy Eisenberg, animateur des émissions La Source de vie et À Bible ouverte sur la deuxième chaîne,,,. Eisenberg se trouve finalement être un bon co-scénariste, imaginant des gags et apportant d'après Oury « une connaissance éclairée du Talmud, beaucoup de finesse, de fantaisie, un grand sens de l'humour » ; selon Thompson, il les libère « de la crainte d'abuser de l'humour »,,.

### Choix des interprètes

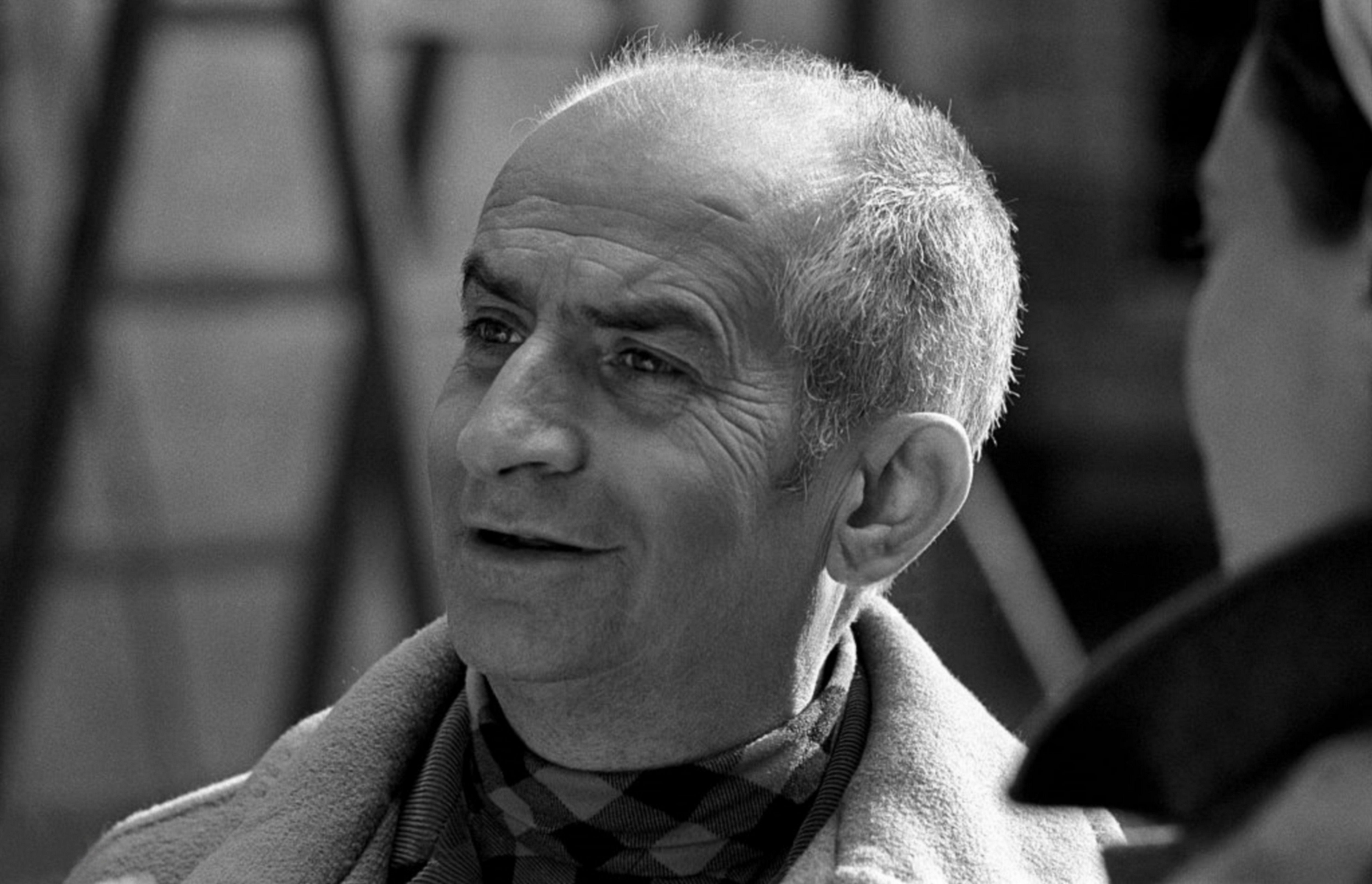
Louis de Funès en 1970, lors du tournage de L'Homme orchestre.

Le personnage de Victor Pivert a été conçu dès le départ pour Louis de Funès qui a demandé à Gérard Oury de lui écrire « un beau rôle de salopard ». Le patronyme même a été choisi en souvenir d’un moment de franche rigolade, lorsque De Funès avait imité un rossignol en apercevant la devanture d’un patron au nom de l’oiseau. On retrouve les éléments habituels de son jeu énergique, avec ses grimaces, son attitude à double standard selon le statut de son interlocuteur, et son complexe physique (qui revient dans plusieurs de ses rapports à sa femme ainsi que dans l’une des scènes de l’aéroport où le culturiste Robert Duranton — qui avait précédemment joué dans Le Corniaud où il arborait sous la douche sa taille d'athlète et ses biceps devant un Louis de Funès médusé — figure un CRS devant lequel Pivert bafouille dans ses propos et finit par renoncer). Au reste, le comédien, pieux catholique et positionné politiquement à droite, n’est pas sans partager les idées de celui qu’il incarne, déclarant de ce film qu’il lui a « décrassé l’âme » de nombreux préjugés (en revanche, ses collègues de tournage soulignent tout l’écart entre l’ignominie du personnage et la gentillesse de l’interprète). Alors que ses précédents films post-Mai 68 — tels que L'Homme orchestre (1970), Sur un arbre perché et La Folie des grandeurs (1971) — touchaient déjà à des sujets politiques contemporains, l'acteur poursuit sa tentative de changement d'image en abordant le thème du racisme et l'antisémitisme.

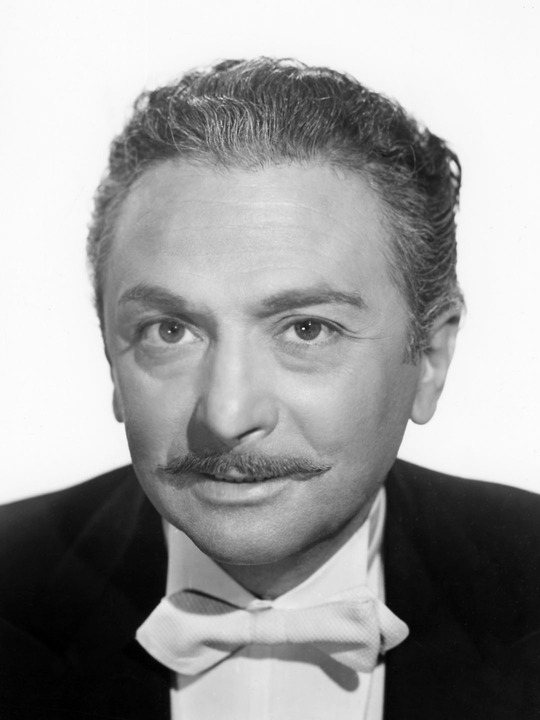
Marcel Dalio (1950)

Il en est de même pour celui qui prête vie au double de Pivert, héros nominal du film : comme Rabbi Jacob, Marcel Dalio naît à Paris, dans la rue des Rosiers, sous le nom d’Israël Moshe Blauschild. Ayant tourné avec les grands acteurs de son temps, il a vu sa carrière cinématographique prometteuse brutalement interrompue par l’arrivée des Nazis en France. Tandis qu’il fuit aux États-Unis (Rabbi Jacob qui, en 1973, n’était plus venu à Paris depuis « tronte ons », en a probablement fait de même), sa famille disparaît dans les camps d'extermination et les affiches de ses films sont utilisées par les autorités pour illustrer « un Juif typique »,. Revenu en France après la Libération, il peine toutefois à renouer avec le succès et repart souvent à Hollywood où il joue des rôles secondaires de Français. En 1964, il apparaît dans Le Monocle rit jaune de Georges Lautner, où il tient le rôle d’un « honorable correspondant » juif qui chante J’irai revoir ma Normandie, performance que renouvelle Rabbi Jacob dans le taxi qui l’emmène de Brooklyn à l’aéroport. Dalio qui, du reste, n’appréciait guère Gérard Oury, réapparaît brièvement aux côtés de Louis de Funès dans L'Aile ou la Cuisse de Claude Zidi (1976), où il incarne le tailleur confectionnant l'habit vert d'académicien du personnage interprété par Louis de Funès.

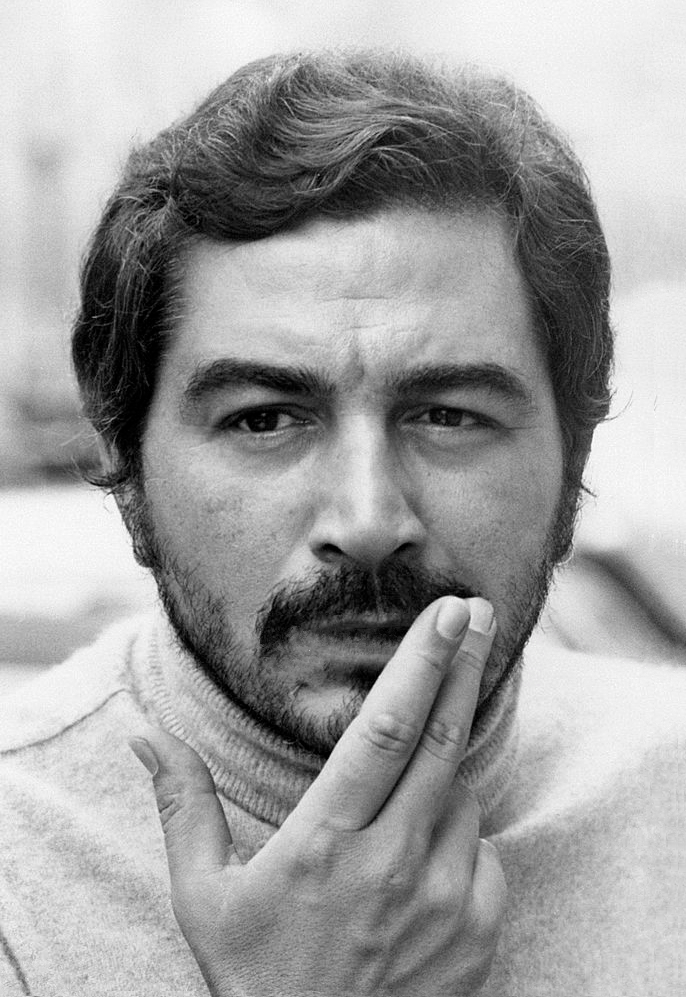
L'acteur italien Renzo Montagnani, interprète du colonel Farès, en 1972.

Dans ses films précédents, Gérard Oury avait tenu à respecter la similitude des nationalités entre acteurs et personnages. Ici en revanche, le dissident du pays « arabe » et le chef de la police secrète de ce pays, sont joués par Claude Giraud et Renzo Montagnani qui ne sont pas arabes (Giraud est français et Montagnani est italien) ; si trois hommes de main sont issus du Maghreb, Gérard Darmon (qui joue ici l’un de ses premiers rôles) est juif tandis que Henri Guybet, qui campe Salomon, ne l'est pas ; interrogée sur ces disparités, Danièle Thompson répond que c’est le principe même de l’anti-racisme qui sous-tend le film. Guybet, auquel le film a fourni son premier rôle d’envergure, précise toutefois que Gérard Oury lui avait demandé s’il était juif car Salomon devait s’exprimer en hébreu ; ayant convaincu le réalisateur avec la scène de la voiture — à laquelle il a apporté sa touche personnelle, il parfait ses répliques hébraïques auprès d’un rabbin. Pour les scènes synagogales, Gérard Oury ne peut en revanche que faire appel à un véritable hazzan (chantre), Jacob Toledano qui officie principalement à la Grande synagogue de Genève et donne des concerts à échelle internationale. La couleur locale est complétée par la famille du Bar Mitzva David Schmoll : Janet Brandt, une actrice new-yorkaise qui répond aux critères de l’annonce passée dans le journal : « une vieille dame juive de 70 ans, à l'accent yiddish, pittoresque et charmante, qui régente avec autorité sa famille et son petit monde », ne parle pas un mot de la langue de Molière avant le tournage ; elle doit l’apprendre pour ses répliques, y compris « tu veux qué jé té donne une lèçon dé lé bon fronçais ? » ; Moïshe Schmoll, père de David, est représenté par Judka Herpstu dit Jean Herbert, un ancien enfant caché qui commence à trouver son public dans les cabarets en racontant ses histoires avec l’accent yiddish de son père mais ne croit pas encore assez à ce personnage pour faire figurer son nom de scène, Popeck, au générique. Louis de Funès et Gérard Oury le convainquent de cultiver ce rôle qui le fait effectivement connaître.

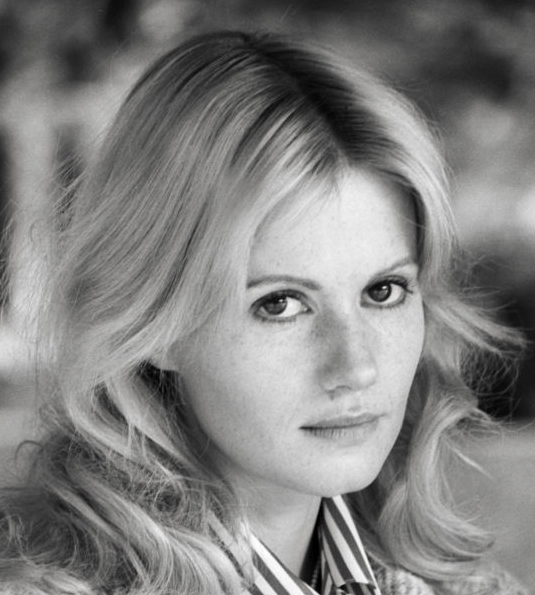
Miou-Miou en 1975.

Pour le rôle de Mme Pivert, Louis de Funès chercha à imposer la comédienne Claude Gensac, son habituelle épouse à l'écran depuis la série des Gendarmes. Mais Gérard Oury refusa, justement parce qu'elle était trop liée à cette série, et choisit Suzy Delair, dont le dernier tournage remontait à dix ans, tandis que celui de sa fille Antoinette est assuré par la débutante Miou-Miou qui fait à l'époque partie, comme Henri Guybet, du cercle du Café de la Gare.

### Préparations

#### Immersion dans la culture juive
Les Aventures de Rabbi Jacob est l'occasion pour les principaux protagonistes de connaître la culture juive. Gérard Oury et sa fille ne sont pas pratiquants et n'ont aucune éducation religieuse. Durant les repérages, ils visitent la communauté hassidique du quartier de Williamsburg à New York et constatent le paradoxal mélange de grande joie festive et d'austérité archaïque : Danièle Thompson se souvient notamment de « ces rabbins qui parlaient à mon père et jamais à moi, qui ne me regardaient pas, ne me serraient pas la main. On était dans le vif du sujet ! ». Josy Eisenberg les renseigne sur la religion, ses rites, la culture yiddish et l'humour juif.
Henri Guybet est entraîné par Eisenberg à parler l'hébreu pour quelques répliques. Oury et Eisenberg font découvrir à Louis de Funès, fervent catholique, un monde dont il ne sait rien,. Ils l'amènent dans des synagogues, où il assiste à des offices,. De même, Danièle Thompson entre pour la première fois de sa vie dans une synagogue à l'occasion de la préparation du film. Le rabbin apprend au comédien comment célébrer l'office et manier l'accent yiddish. Dans une synagogue, Louis de Funès vit une situation amusante : un homme assis à côté de lui le remarque, lui dit le reconnaître — au cinéma, pense naturellement la vedette — mais, après réflexion, croit simplement l'avoir vu dans un autre temple.

#### La complexité des gags et des décors
Au cours de la préparation, le scénario évolue en fonction de la faisabilité des gags, déterminée par les spécialistes « truqueurs » sous l'égide de l'assistant-réalisateur Bernard Stora. Déjà derrière l'accident de la 2 CV dans Le Corniaud, de la DS scindée en deux dans Le Cerveau, ou du carrosse de La Folie des grandeurs, Pierre Durin est chargé des « gags lourds » à la conception complexe,,. Les « petits gags » sont plutôt l'apanage de l'accessoiriste Jacques Martin, rivalisant d'ingéniosité et disposant d'une fourgonnette « avec un fourbi invraisemblable » selon Stora,. C'est par leur biais que naît le principe de la DS de Pivert surmontée d'un bateau : à l'origine, le gag du véhicule dans le lac s'annonce compliqué et Durin prévoit d'installer des rails au fond de l'eau sur lesquels glisserait la voiture ; quelqu'un dans la production suggère de monter plus simplement la réplique en résine de la carcasse de la voiture sur un bateau. En plus de concevoir les gags imaginés par les scénaristes, ces truqueurs sont volontiers invités à enrichir le film d'autres effets comiques.

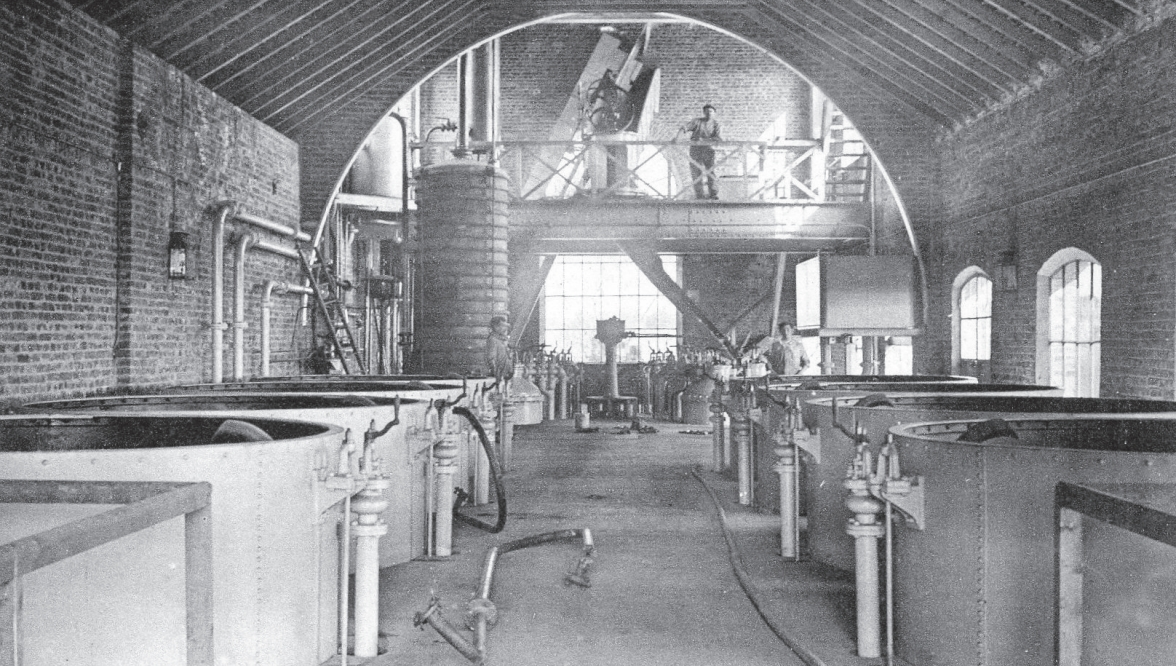
Une distillerie de betteraves à Roissy, semblable à l'usine sucrière de Goussainville qui a inspiré les décors de la fabrique de chewing-gum.

Pour la scène de l'usine, Gérard Oury et Danièle Thompson visitent la fabrique de la marque Hollywood afin d'être crédible dans leur scénario, d'y puiser l'inspiration pour des gags et d'éventuellement employer du véritable chewing-gum lors du tournage,,,. Ils désespèrent en découvrant cette usine, bien loin de l'idée qu'ils s'en faisaient,,. Le lieu, gardé comme une centrale nucléaire, nécessitant une tenue et un masque aseptisés, ressemble à un laboratoire avec d'énormes réfrigérateurs blancs plutôt qu'à une « usine à l'ancienne » où le chewing-gum serait visible,,. Ils ne peuvent donc pas y tourner ni y fabriquer le chewing-gum et le bubble gum prévus au scénario. De plus, le directeur, peu amène, ne leur montre rien par peur de l'espionnage industriel,,. Une vieille sucrerie du XIXe siècle est ensuite repérée dans le Val-d'Oise, à Goussainville,,. L'usine vétuste et son ambiance à la Zola ravissent Oury et sa fille : une chaleur insupportable obligeant les ouvriers à travailler en short « leurs torses nus couverts de sucre collant », « une odeur étouffante de mélasse », « de grandes cuves marron foncé »,,. L'endroit nourrit leur imagination dans l'avancée du scénario. Une partie des scènes sera vraiment tournée à l'intérieur de cette usine,. Un décor raccord — le bureau, la cuve de chewing-gum et son « toboggan » — est élevé par le décorateur Théobald Meurisse aux studios de Billancourt,.
Les décorateurs et accessoiristes recherchent une façon d'imiter le chewing-gum,,,,. Louis de Funès explique : « la gomme véritable s'effiloche dans tous les sens, colle et durcit. Elle était donc inutilisable pour le tournage ». Il faut une matière collante aux mêmes propriétés mais pas toxique pour les yeux et la peau puisque doivent y évoluer des cascadeurs et des acteurs,,. L'assistant Bernard Stora raconte qu'« on a mis très longtemps avant de trouver » ; d'après lui, le directeur de production, Georges Vallon, ayant un boulanger dans sa famille, a lancé l'idée de faire de la pâte à pain. Un essai concluant est réalisé en plongeant un cascadeur nu dans de la pâte à pain,. Pierre Durin élabore alors un mélange de farine de froment, de gruau, de glucose et de colorant pâtissier, malaxé dans deux pétrins géants et remplissant la cuve de cinq tonnes du décor,,,,,. Gérard Oury réclame à ce qu'il soit vert, de la même teinte que les pompons de don Salluste dans La Folie des grandeurs : selon sa fille « ce vert-là était pour lui plus drôle que les autres »,,. Afin de réaliser les bulles s'échappant de la pointe des souliers de Pivert et de sa tête après la plongée dans le chewing-gum, Jacques Martin emploie des préservatifs (achetés par centaines dans une pharmacie), teints en vert et gonflés à l'aide d'une pompe à vélo via des tubes reliés sous le costume de l'acteur,,,,,. Pour le bubble gum sur lequel glissent Farès et son bras droit, la production commande une tonne de billes multicolores,.

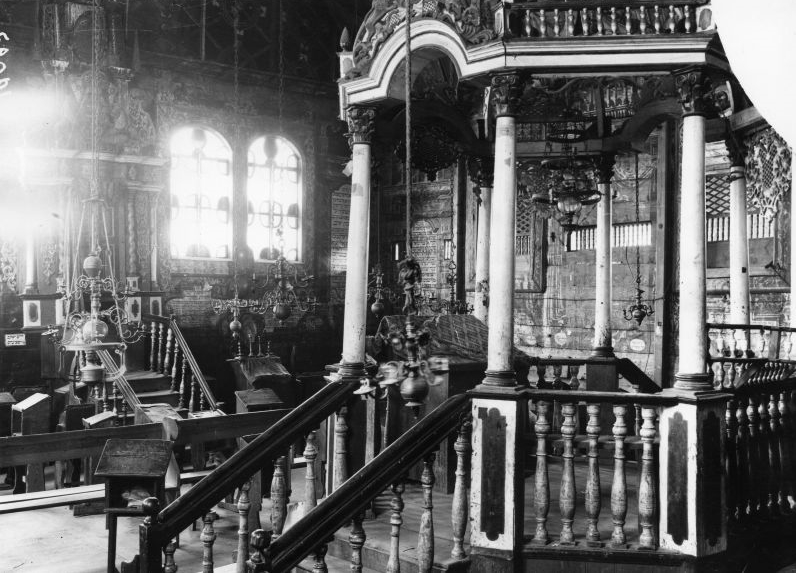
Une vieille synagogue en bois du XVIIe siècle en Pologne, incendiée par l'armée allemande en 1939.

Alors qu'une partie importante du film se déroule dans la rue des Rosiers, cœur du Pletzl, le vieux quartier juif du Marais à Paris, le tournage sur place est impossible, au risque de bloquer une artère de la capitale déjà régulièrement embouteillée et de gêner la circulation de tout l'arrondissement,,. Un quartier à l'apparence similaire est déniché dans le centre historique de Saint-Denis, à l'ombre de la basilique : la rue Jean-Jaurès, vouée à la démolition et peuplée d'immigrés algériens et de juifs tunisiens,,,,,. Le décorateur transforme l'endroit en une évocation de la rue des Rosiers, avec l'entrée de la synagogue, une boucherie casher et plusieurs petits commerces aux noms juifs, masquant les enseignes en arabe,,. Le delicatessen À l'Étoile de Kiev est aménagé — devanture et intérieur — dans le couscous El Djézaïr,.
Gérard Oury espère trouver une belle synagogue pour la cérémonie de bar-mitsvah, dans un périmètre raisonnable, mais la plupart des vieilles synagogues ont été détruites pendant la guerre. Le décorateur Théobald Meurisse en élève alors l'intérieur dans les studios de Billancourt,,,. Il s'inspire d'images de synagogues parfois très anciennes, pour la plupart en bois, détruites ou brûlées en Pologne et en Russie durant la Seconde Guerre mondiale, d'après un livre prêté par Josy Eisenberg,,.

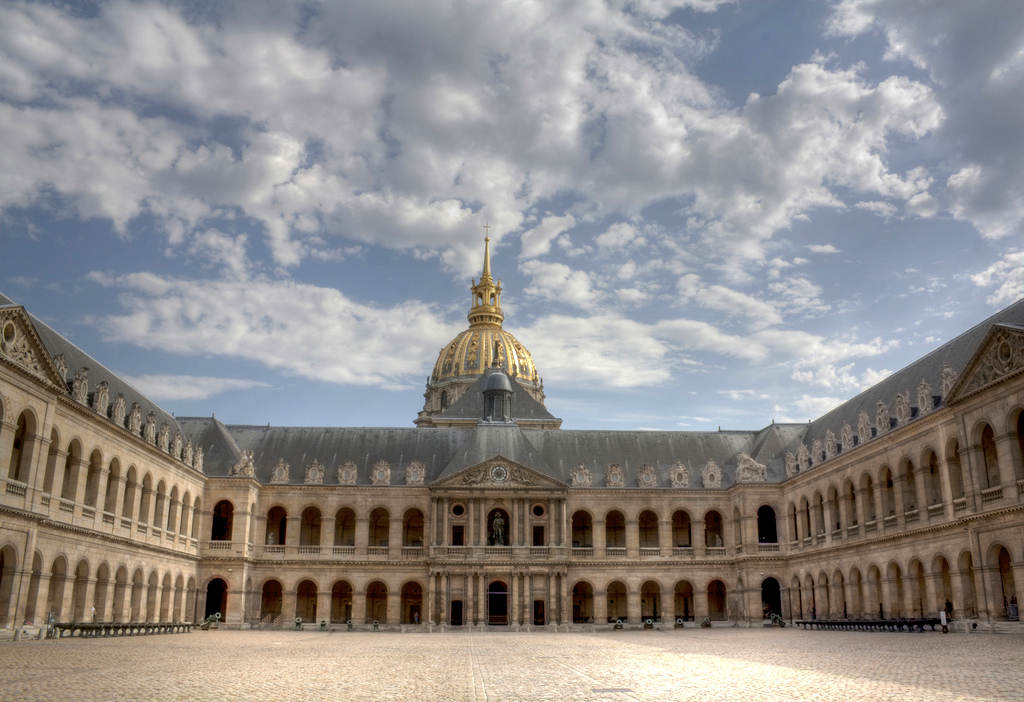
La scène finale se déroule dans la cour d'honneur de l'hôtel des Invalides.

L'obtention de la cour d'honneur et la cathédrale de l'hôtel des Invalides ainsi que des cavaliers de la Garde républicaine s'annonce difficile, d'autant plus pour un tel film,,. Oury s'entend dire qu'une telle autorisation est impossible : « seul le ministre de la Défense peut [l'octroyer] mais il ne la donnera pas, [c'est] un lieu sacré de la France, on n'y laissera jamais tourner un film comique même s'il recèle un thème sérieux et même grave ». Il sollicite une audience auprès du ministre, Michel Debré. Sous des dehors austères, Debré est également le président de la Société des amis d'Eugène Labiche. Oury parvient à gagner les faveurs du ministre en titillant son goût pour la comédie et leur passion commune pour ce dramaturge. Séduit par les péripéties du film, Michel Debré accorde finalement trente gardes républicains sur les cinquante demandés et prévient le réalisateur de la nécessité d'évacuer les lieux pour les fréquentes cérémonies officielles,.
Gérard Oury fait une fois de plus preuve de son aisance auprès de la haute société, qui lui avait déjà permis d'accéder à de nombreux monuments italiens et français pour Le Corniaud, à l'opéra Garnier et aux hospices de Beaune pour La Grande Vadrouille, au paquebot France mobilisé dans le port du Havre pour Le Cerveau et aux palais royaux espagnols pour La Folie des grandeurs. Quelques mois après, l'autorisation lui est néanmoins retirée,. Il lui est interdit de faire décoller et atterrir un hélicoptère dans la cour d'honneur, de peur de faire chuter les tuiles datant du XVIIe siècle,,,. Le ministre de la Culture, Maurice Druon, règle la situation lorsque le réalisateur lui assure de ne pas faire voler l'hélicoptère au niveau du toit,.

#### Entraînement de la danse hassidique

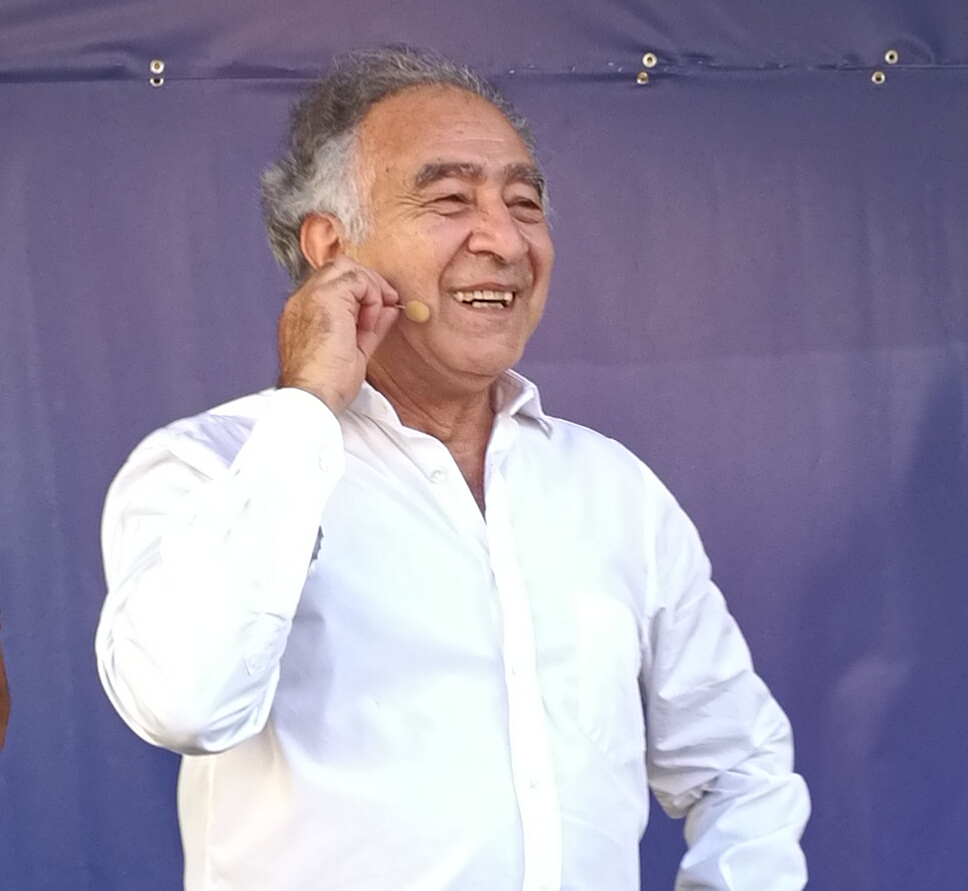
Le jeune chorégraphe Ilan Zaoui (ici en 2019 à l'inauguration du musée Louis-de-Funès) entraîne l'acteur pour la scène de la danse hassidique, inventée pour sa compagnie Kol Aviv.

Le scénario prévoit que Victor Pivert, à son arrivée dans le quartier juif, soit contraint à jouer des mélodies fameuses au violon, puisque le véritable Rabbi Jacob en est un virtuose,,,. La presse annonce pour Louis de Funès trois heures de cours de violon par jour pendant un mois et demi. Cherchant ainsi des musiciens klezmer, Margot Capelier découvre, par l'intermédiaire d'Alexandre Arcady, le jeune Ilan Zaoui,,,. Étant également le chorégraphe d'une troupe mêlant des inspirations israélienne, judéo-yéménite et hassidique,, Zaoui l'invite à leur spectacle. De cette représentation de la compagnie Kol Aviv, Capelier retient une séquence de danse d'influence hassidique. Gérard Oury, sa compagne Michèle Morgan et Danièle Thompson assistent ensuite à une démonstration dans les locaux de la Fédération des sociétés juives de France ; une seconde audition est organisée pour montrer la danse à Louis de Funès et son épouse,,. Séduit par cette danse, Oury change sa scène pour l'incorporer et engage Kol Aviv et son chorégraphe,,,. Les troupes reprenant ce folklore sont alors rares en France ; Philippe Gumplowicz, membre de Kol Aviv et ce jour-là à la tête de l'orchestre, explique a posteriori : « Nous n'étions pas forcément les meilleurs, mais nous étions les seuls ».

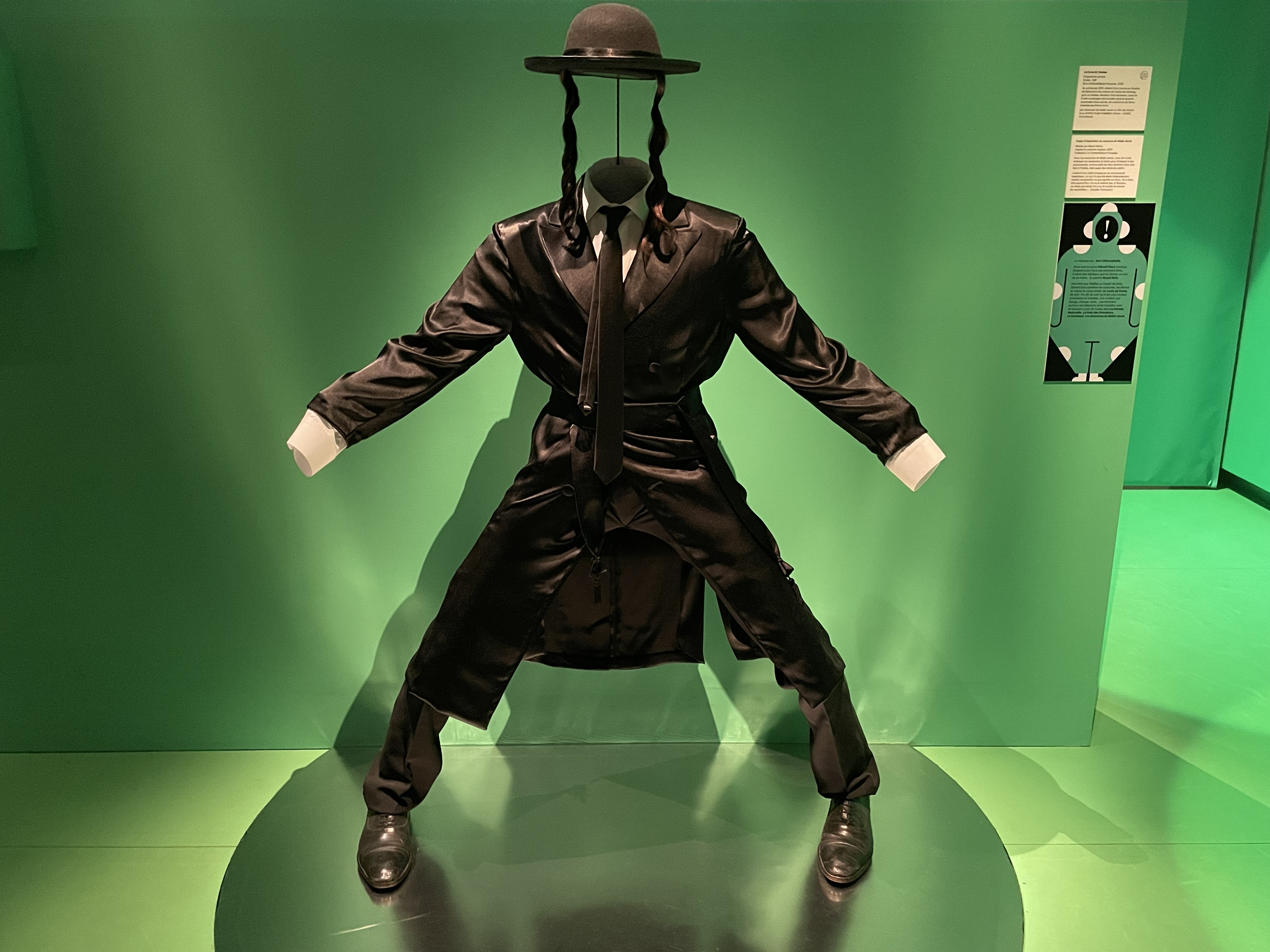
Réplique de la tenue de rabbin portée par Victor Pivert lors de la danse. Exposé à la Cinémathèque en 2020, devant un décor évoquant la couleur du chewing-gum Le Yankee.

La chorégraphie de Kol Aviv apparaissant dans le film n'est pas une vraie danse traditionnelle. Zaoui parle subtilement d'« une danse originale mais qui existait ». D'ailleurs, elle est censée évoquer la culture yiddish alors que Zaoui est lui-même séfarade. Il détaille : « ce n'est pas une danse populaire, même si la base est populaire. Les danses hassidiques sont inspirées du comportement de l'homme pieux. Les gestes de ma chorégraphie sont adaptés de la vision que l'on peut avoir de l'homme juif religieux, de sa manière d'exprimer la crainte de Dieu ou l'extase. C'est la gestuelle qui fait tout, avec le mouvement de l'intérieur vers l’extérieur et même, au démarrage de la chorégraphie, les deux mains vers le sol. Au fond, tout vient d'une certaine façon de parler avec les mains ». Les danses dans les fêtes hassidiques ont la forme de duos d'hommes ou de farandoles : Zaoui en tire plutôt un vrai ballet plus visuel, frontal, symétrique, davantage adapté au spectacle ; la fin de la chorégraphie reprend toutefois les couples d'hommes et les farandoles. Il adapte sa danse au format du film, pratiquant quelques modifications, raccourcissant sa création. D'ailleurs, une première partie, par la suite abandonnée, devait entamer la danse dans un rythme lent par un mouvement de prière évoquant les balancement d'avant en arrière des orthodoxes à la synagogue ou dans la salle d'études, jusqu'à l'arrivée des percussions lançant le ballet effréné,,.
Ilan Zaoui enseigne d'abord cette danse à Louis de Funès seul,,,. Le réalisateur laisse une totale liberté au chorégraphe,,,. Les répétitions ont lieu en parallèle du tournage aux studios de Billancourt ou chez Vladimir Cosma pendant une dizaine de matinées, durant une heure et demie,,,,,. Zaoui retient de son élève son sérieux, sa puissance physique à bientôt soixante ans, son exigence et son sens du rythme et du mouvement,,,. L'acteur explique à ses fils : « Il faut que je danse aussi bien que les danseurs juifs. L'effet comique ne vient pas du ridicule, au contraire ! ». Il apprend rigoureusement les pas et les gestes afin de se sentir ensuite assez libre pour ajouter ses mimiques et autres idées durant le tournage. Il suggère quelques inventions, dont le geste de remuer les doigts en regardant vers le ciel,. Ils sont rejoints par les neuf autres danseurs et Claude Giraud dans les ultimes répétitions reconstituant l'ensemble de la chorégraphie,.

### Tournage

#### L'usine de chewing-gumLe Yankee

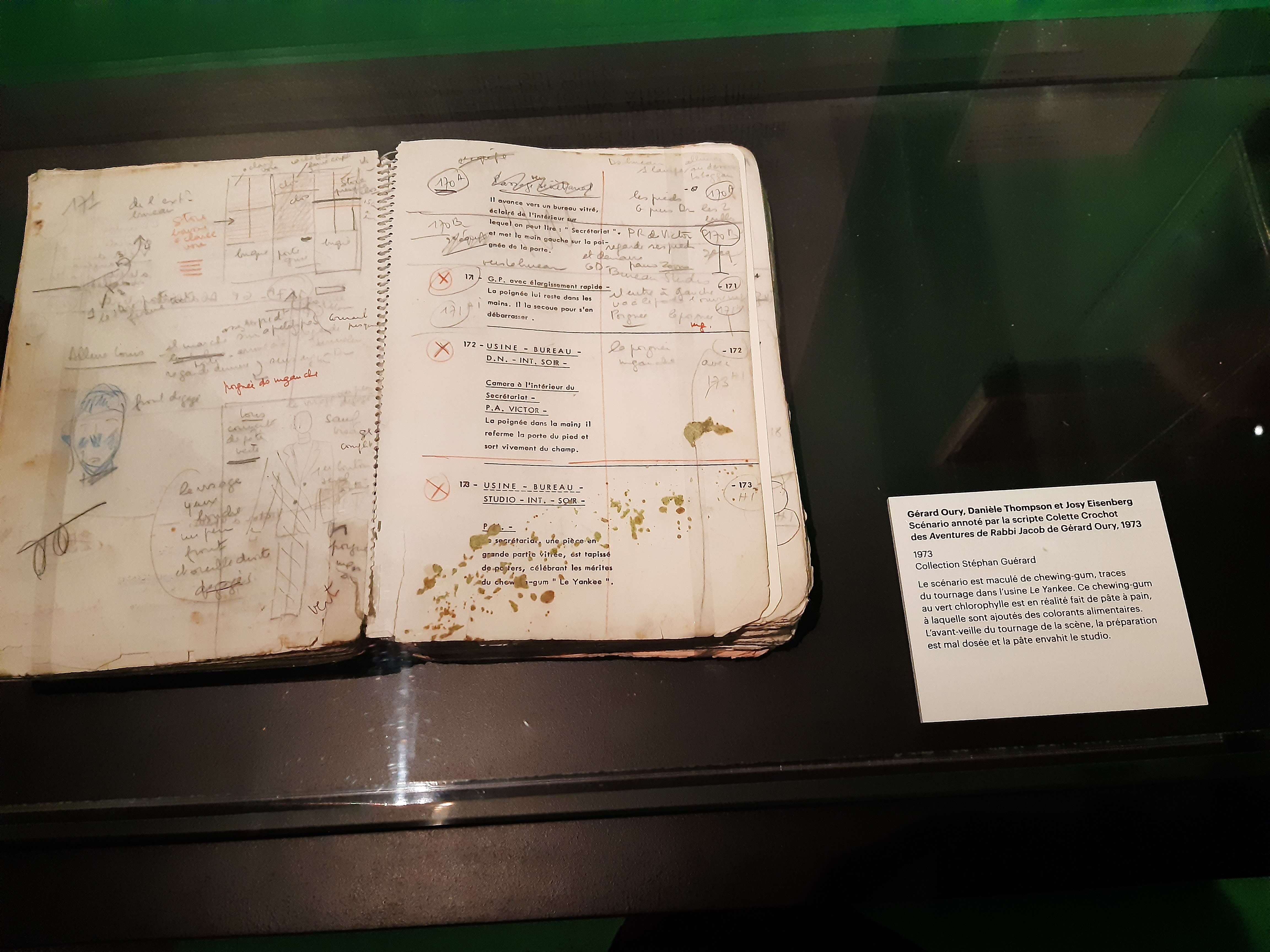
Exemplaire du scénario ouvert à la scène du bureau de l'usine, maculé de traces de faux chewing-gum et annoté par la scripte Colette Crochot.

Le tournage des Aventures de Rabbi Jacob commence le 19 mars 1973 par les scènes de l'usine Le Yankee, aux studios de Billancourt, pour une semaine de prises de vues dans ce décor centré sur la cuve de chewing-gum,,. Quelques passages sont tournés dans les coursives, les escaliers et parmi les machines de la véritable sucrerie de Goussainville, dans le Val-d'Oise,. Les plans extérieurs nocturnes sont filmés près d'une autre usine sucrière du Val-d'Oise, la distillerie désaffectée de Frémainville, entourée de champs,,,. L'ensemble des séquences avec le chewing-gum requiert trois semaines,.
L'immersion dans le faux chewing-gum rend le tournage éprouvant : la matière est visqueuse, collante, s'avère irritante pour la peau et sèche rapidement en gonflant,,,,,. Gérard Oury explique qu'« il n'est pas question de nettoyer les acteurs entre deux plans. Statufiés, de Funès et ses camarades attendent stoïquement, recouverts de leur verte carapace. La gomme se solidifiant à vue d'œil, il faut à chaque reprise par seaux entiers les en asperger ! Personne ne râle, personne ne rouspète. Ce sont des pros. Je les respecte et je les aime »,. Chaque soir, Louis de Funès et ses partenaires nécessitent une heure de nettoyage, à la spatule en bois pour enlever l'essentiel, au savon gras, et à la brosse en chiendent pour récurer le reste,,,,,. L'acteur principal impressionne l'équipe par son abnégation durant ces trois semaines sous cette pâte coriace,,,,.  Claude Carliez, coordinateur des cascades physiques, raconte qu'il « n'a pas hésité une seconde à s'immerger complètement. Pour ne rien risquer, il a fermé les yeux, coupé sa respiration : quand il remontait à la surface, cela provoquait des bulles et faisait rire toute l'équipe. Après coup, il m'a dit : « J'avais l'impression de m'enfoncer dans la vase et que j'allais m'étouffer si j'ouvrais la bouche ». Il doit aussi subir les courants d'air glaciaux parcourant la sucrerie de Goussainville,. Difficulté supplémentaire, deux ou trois mois plus tard, lors de la poursuite en pleine campagne entre l'usine et la berge où est amarrée la DS, le faux chewing-gum s'accroche à la végétation et le sucre contenu dans le mélange attire sur l'acteur des essaims entiers d'abeilles et autres insectes,,,.

« Louis a été d'une patience incroyable. Dix fois il a refait la prise. Or, quand il était tombé dans la cuve, il était tout mouillé et on ne pouvait pas le sécher à chaque fois. Aussi Louis a revêtu, sous son costume, une combinaison en plastique. Je le revois, perfectionniste, se balader sur le plateau en combinaison entre les prises, se rhabiller, replonger dans la cuve. Tout ça pour que la scène soit encore mieux… Je l'ai vu très heureux [sur ce tournage]. Un vrai bonheur ! Sans cesse, pour améliorer, il réinventait des scènes. Je me souviens avoir fait, avec lui, dix-sept, dix-huit prises. En tant que directeur de la photographie du film, je me suis aperçu de son professionnalisme. On pouvait lui dire n'importe quoi, il prenait tout très bien si c'était pour que le film fût encore meilleur. Lorsqu'il améliorait une scène, Gérard Oury le rassurait : « Oui, c’est mieux comme ça », mais de Funès cherchait encore à trouver mieux… »

— Henri Decaë, années 1980,.
Claude Carliez règle les cascades, dont les bagarres dans l'usine. Il doit notamment faire chuter ses hommes dans le chewing-gum depuis le bureau surplombant la cuve, lorsque Pivert y retombe suivi de deux maramouches, puis d'un troisième jeté par Slimane,. Les cascadeurs doivent atterrir dans la cuve sans que la chaise à roulettes sur laquelle est collé Pivert ne leur arrive dessus. Ils répètent cette chute avec un lit de cartons afin d'économiser le liquide. De plus, les comédiens et les cascadeurs doivent ensuite faire attention aux débris de verre médical tombés dans la pâte, dangereux pour les yeux. Gérard Darmon déclare avoir éprouvé un problème oculaire à cause d'un ingrédient employé dans le faux chewing-gum, par la suite également subi par Louis de Funès.

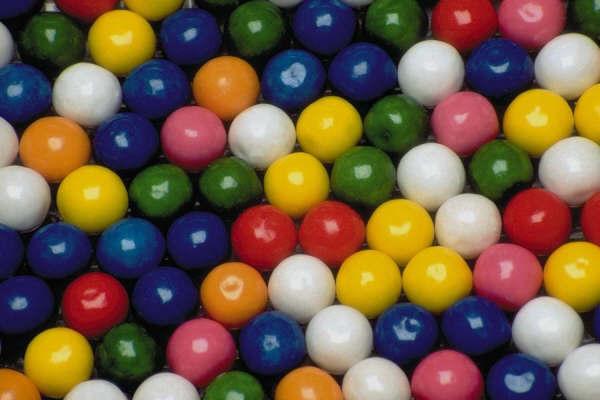
Des billes de bubble gum de toutes les couleurs, comme dans le film.

Au matin du samedi 24 mars, le gardien du studio découvre que le faux chewing-gum a débordé de la cuve et s'est répandu dans tout le décor, la pâte ayant fermenté sous l'effet de la chaleur continue des projecteurs au cours de la semaine ; les issues du plateau sont même bloquées par la matière,,,,,,,,. Les pompiers passent le week-end à aspirer et gratter le sol,,. Gérard Oury n'obtient de son truqueur Pierre Durin que de pouvoir refabriquer au mieux 2 000 litres de pâte en deux jours, au lieu des cinq tonnes remplissant auparavant la cuve : un faux fond est donc placé dans la cuve pour la réduire de moitié,,,. En travaillant jour et nuit, l'équipe permet au tournage de la scène de reprendre dès le lundi 26,,. Cet incident explique les variations de couleur du chewing-gum du vert clair au vert foncé entre différents plans,. En outre, des fausses billes de bubble gum sont retrouvées pendant des années dans les recoins du plateau F des studios de Billancourt.

#### L'aéroport d'Orly

Le tournage exploite les véritables décors de l'aéroport d'Orly puis se replie sur une reproduction dans les studios de Billancourt, plus pratique.

L'équipe prend place à partir du 2 avril à l'aéroport d'Orly. Des scènes sont filmées devant l'aérogare, sur la terrasse panoramique d'Orly-Sud et sur le tarmac à la sortie d'un avion d'Air France,,. Certains jours, les contraintes du lieu obligent à faire travailler Louis de Funès jour et nuit, levé à 6 h 45, arrivant à 8 h à l'aéroport pour tourner le matin, puis à nouveau de 14 h à 18 h, pour recommencer ensuite après 23 h 30,. En effet, l'enchevêtrement de tapis roulants à bagages — sur lesquels Pivert se retrouve brinqueballé avec sa valise — n'est disponible que la nuit, lorsque le trafic est interrompu,. La scène est physique : le costume du comédien cache un épais rembourrage, atténuant les chocs des chutes, alors que la vitesse est de 90 m par minute,. L'acteur demande même à recommencer de nombreuses fois la cascade jusqu'à se trouver « assez affolé ». Quelques plans sont pris dans le hall d'arrivée d'Orly-Ouest, tout en prenant soin de ne pas perturber ni être gêné par les passages des véritables voyageurs,. Pour réduire la présence à Orly, le reste est tourné dans une reconstitution des halls de l'aéroport construite dans les deux plus grands plateaux contigus des studios de Billancourt,,,,. Le cheesecake emporté par Rabbi Jacob est conçu par Pierre Durin et nécessite plusieurs recettes et de nombreux essais, pour obtenir le meilleur effet comique lorsqu'il est écrasé sur le visage du commissaire Andréani.

#### La rue des Rosiers reconstituée à Saint-Denis

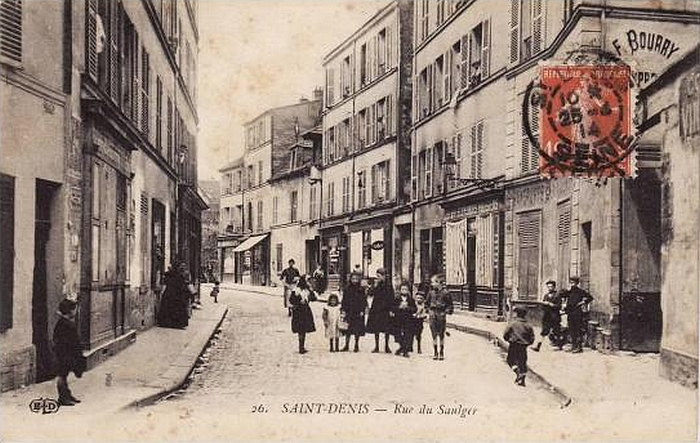
La rue Jean-Jaurès à Saint-Denis, vouée à la démolition dans les années 1970, où les décorateurs reconstituent la rue des Rosiers, à l'ombre de la basilique Saint-Denis.

À partir du 4 mai, le tournage investit pour trois semaines la rue Jean-Jaurès à Saint-Denis, pour les scènes censées avoir lieu rue des Rosiers à Paris,. L'arrivée triomphale de « Rabbi Jacob » dans le Pletzl est filmée du 8 au 10 mai. Une partie des figurants acclamant le prétendu rabbin sont des gens du quartier, ouvriers immigrés maghrébins,,. Gérard Oury se plaît à penser que ces riverains musulmans présents dans la figuration lancent peut-être innocemment des « Salaam, Rabbi Jacob » au milieu des « Shalom » du reste de la foule ; les deux mots ont, de toute façon, le même sens : « paix » — le réalisateur voit là un rappel inattendu à son message de tolérance.
La scène de la danse hassidique est tournée les 17 et 18 mai. Les dernières répétitions de la troupe Kol Aviv avec Louis de Funès et Claude Giraud ont lieu au théâtre Gérard-Philipe de Saint-Denis, proche du plateau,. Ilan Zaoui explique que « tourner sur une vraie chaussée a marqué cette danse dans le rythme. J'avais vraiment accentué les temps forts en travaillant avec de Funès. La chorégraphie d'origine était beaucoup plus aérienne, mais lui avait un côté assez costaud, bien campé ». Gérard Oury place plusieurs caméras — « une caméra épaule et trois ou quatre caméras fixes » d'après Zaoui — afin de disposer de beaucoup d'angles différents au montage,. Louis de Funès exige que ce soit Zaoui qui le fasse entrer dans la danse et qu'il soit devant lui pour avoir un point de repère rassurant,. La danse est filmée en quelques prises, de Funès étant bon dès la première,. Le directeur de la photographie Henri Decaë relate « Louis surprit tout le plateau en se révélant fameux danseur. (…) Et de se diriger vers la caméra [entre les prises], regardant à l'œilleton puis au-dessus de l'appareil pour voir « l'ensemble du plan » et de rejoindre ses partenaires « pour s'insérer mieux » ! »,. Le comique improvise les coups de pied au derrière envoyés à Slimane dans la farandole finale,. Peu avant, Oury a décidé de ne pas garder le prologue lent inspiré de la prière, car il casse le rythme du film, même si la vedette l'avait répété,,.

#### La scène finale, aux Invalides

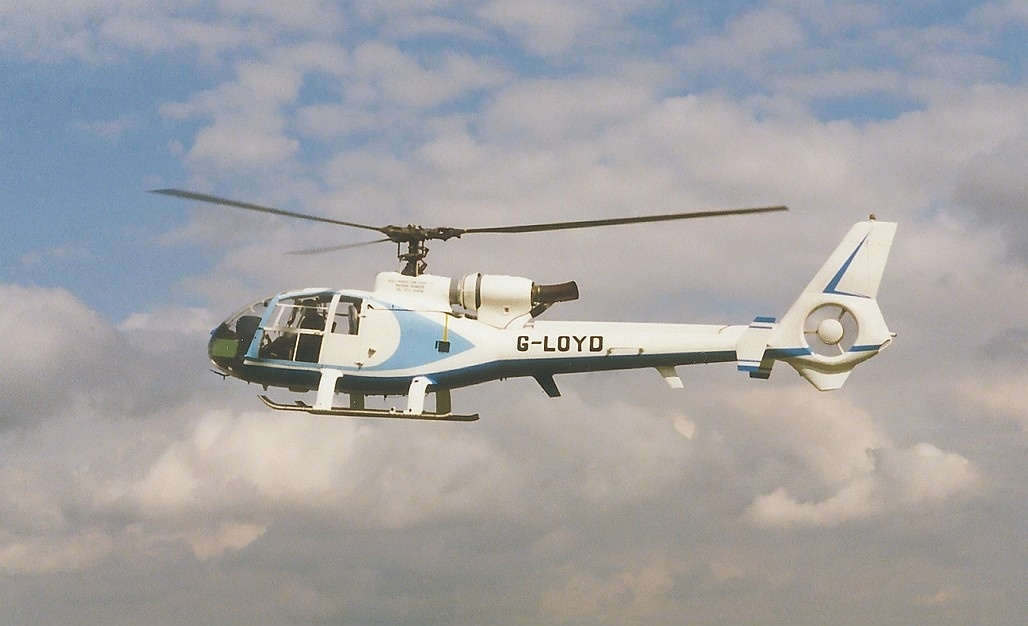
Alors que le ministre indique venir chercher Slimane avec sa dernière Alouette, l'hélicoptère apparaissant à l'écran est un SA-341 G Gazelle.

La scène finale, dans la cour d'honneur des Invalides et dans la cathédrale Saint-Louis des Invalides, est tournée entre le 5 et le 26 juin. Bernard Stora raconte que « C'est interminable parce que c'est d'une extrême minutie et qu'[Oury] fait tous les plans possibles afin de donner le rythme nécessaire. Faire tourner la Cadillac ; ce final avec toute la troupe, ce n'est pas simple ». L'envol de l'hélicoptère est rendu complexe par les précautions requises envers le monument historique : la fragilité des tuiles protégées, vieilles de trois siècles, oblige à ne pas faire voler d'hélicoptère au niveau des toits,,. Le problème est contourné en le filmant descendre sans atteindre les toits, puis en l'amenant par camion sur le sol de la cour pour le voir décoller de quelques mètres, envol simulé par une grue,,. Gérard Oury raconte que les prises de vues sont un jour interrompues par l'arrivée d'un cortège de voitures officielles pour un enterrement ; le ministre Michel Debré est d'ailleurs excédé par « ce cirque » qu'il découvre, oubliant l'accord donné six mois plus tôt au réalisateur. Aux Invalides, Yves Montand rend visite à ses camarades de La Folie des grandeurs.

#### Autres extérieurs
L'embouteillage et le mariage mixte, sur la route de Deauville à Paris, sont tournés dans le bourg de Montjavoult, dans l'Oise,,,,. Les décorateurs transforment en arbre un monument aux morts situé au pied de l'église. Sur un panneau indiquant les directions de Gisors et Chaumont, les noms sont maquillés en « Oisors » et « Haumont »,. Le bref moment du départ des gendarmes à la recherche de Pivert est filmé devant une maison de la grande-rue d'Avernes, dans le Val-d'Oise.
Début juillet, l'équipe tourne dans la station-essence Fina de Morainvilliers sur l'autoroute A13,,. Des plans d'exposition et des fonds de transparences sont filmés sur l'autoroute à hauteur de la centrale de Porcheville,. Le 3 juillet, touché par une critique d'un de ses films lue le matin même le qualifiant de « comique grimacier », Louis de Funès refuse de jouer la scène des grimaces lancées à des motards de la gendarmerie,. Le scénario, validé par la vedette, était pourtant clair : « Victor a repéré les gendarmes et, comme il n'a qu'une idée, se faire arrêter pour échapper à son ravisseur, il se livre à une incroyable série de provocations. Il tire la langue aux motards, fait mine de vomir, exprimant tour à tour mépris, moquerie et dégoût ! ». L'acteur annonce dès son arrivée sur le plateau qu'il n'en fera pas et s'enferme dans sa caravane-loge, réclamant au réalisateur une nouvelle idée,. Gérard Oury écarte toute suppression de ce gag,. Le comique et son ami réalisateur négocient et se disputent pendant deux heures,. La confrontation est encore plus violente que celle survenue sur Le Corniaud en 1964. Oury parvient à lui faire comprendre que ces mimiques ne sont pas gratuites mais nécessaires à l'avancée du récit, qu'il s'agit ainsi de comique de situation plutôt que de simples grimaces, et qu'il ne faut pas se préoccuper de la critique,,. L'acteur cède et joue même plus de grimaces que prévu,.
Durant quelques jours à partir du 8 juillet, le tournage se déplace à Merry-sur-Yonne, en Bourgogne, pour une scène difficile dans l'eau,,,,. Salomon et Pivert remorquent le bateau surmonté de la voiture, avec de l'eau jusqu'au torse, sous la pluie. Les lances à incendie des pompiers locaux sont utilisées,. Les prises de vues ont lieu sur et au bord de l'Yonne, près d'un des points où la rivière se sépare du canal du Nivernais (aux alentours des Rochers du Saussois),,.
À Paris, les prises de vues sont également réalisées au café Les Deux Magots sur le boulevard Saint-Germain, lieu de l'enlèvement de Slimane,,. L'ultime périple jusqu'aux Invalides, le long de la rue de Rivoli, passe devant la Samaritaine puis devant l'hôtel de ville (soit un faux raccord puisque les deux endroits sont inversés), avant de tomber dans la station de métro Palais-Royal, de retrouver la bande de Farès dans la DS aux abords du musée du Louvre et d'arriver place de la Concorde puis au pont Alexandre-III,,,,.

Quelques décors extérieurs (sélection)
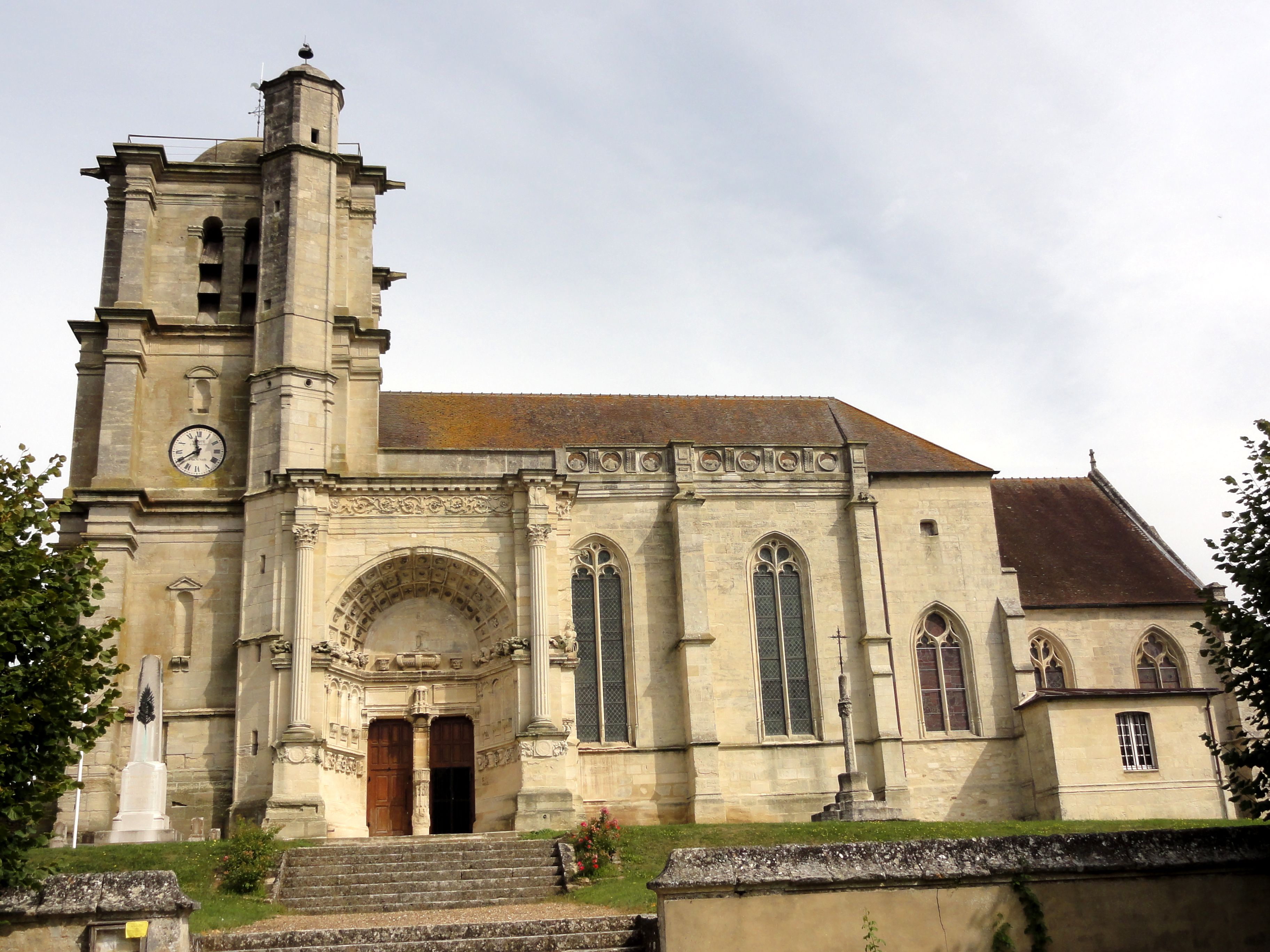
L'église Saint-Martin de Montjavoult, scène du mariage mixte.
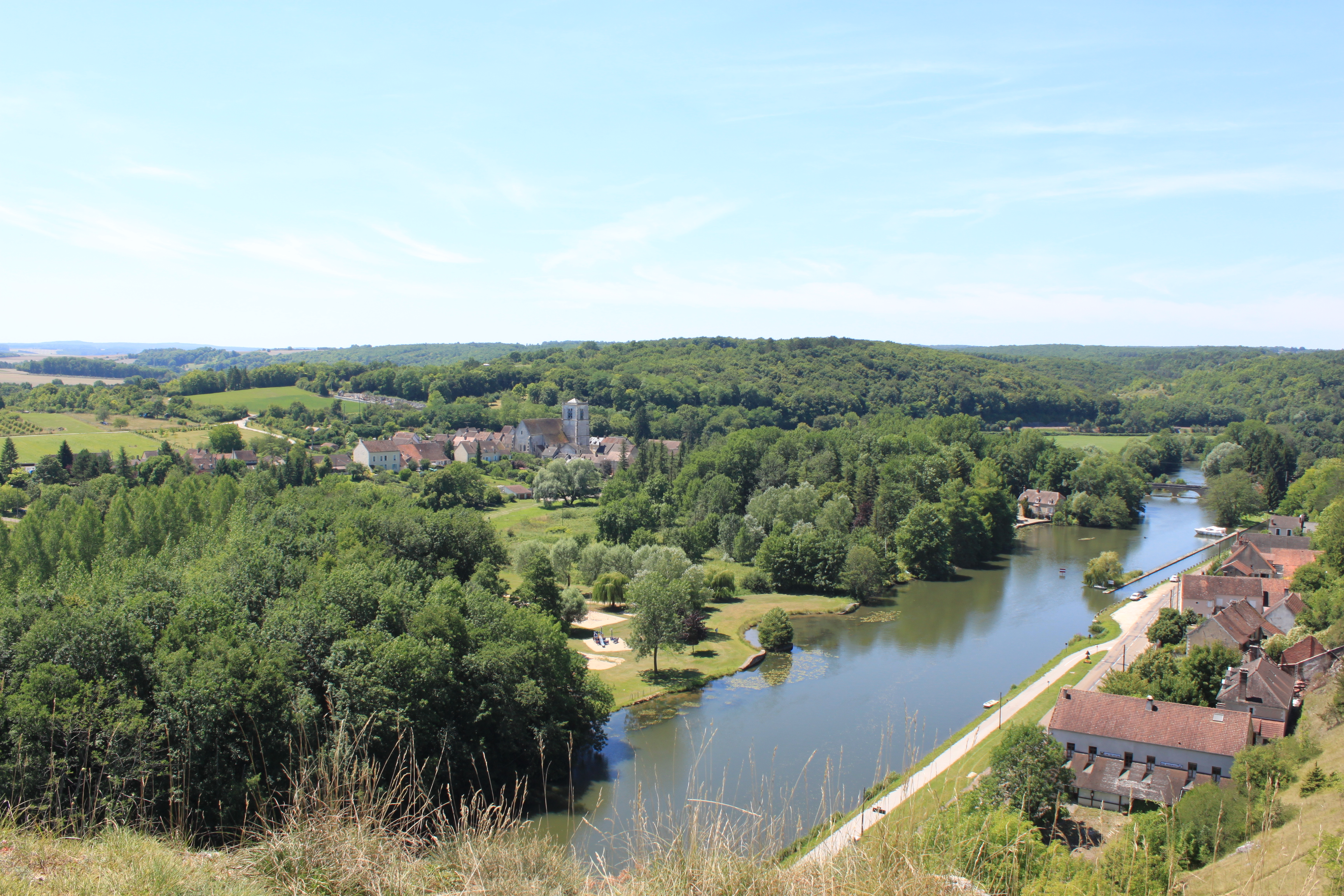
Merry-sur-Yonne, la rive où accoste le bateau surmonté de la DS retournée.
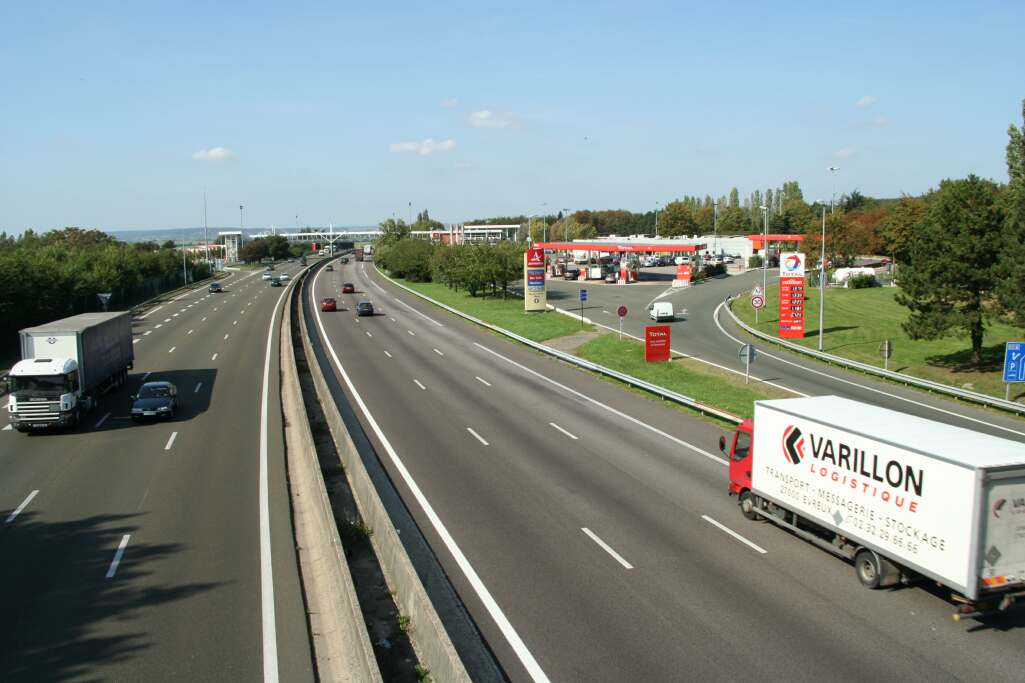
La station-service de Morainvilliers sur l'autoroute A13, scène des grimaces aux gendarmes.
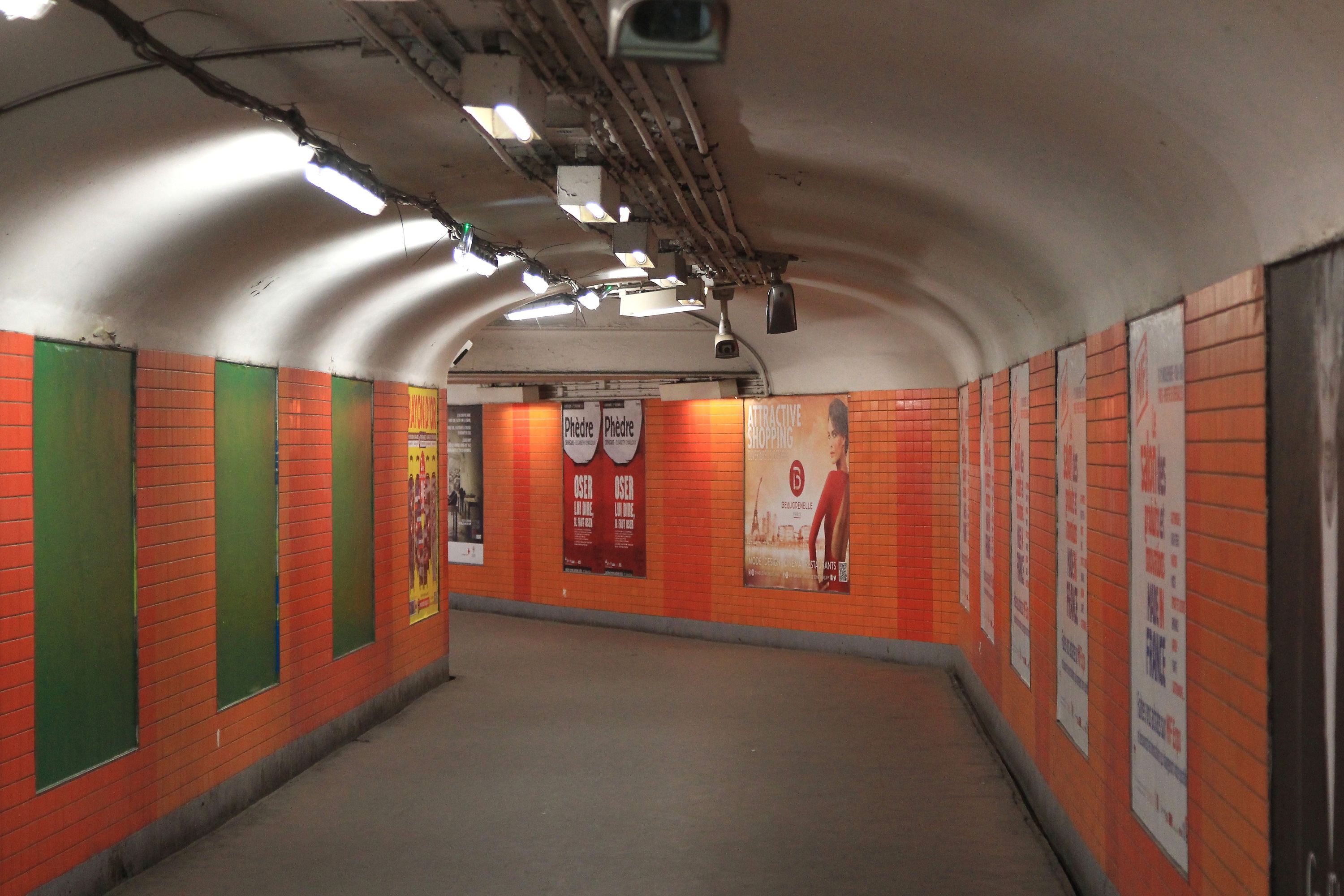
La station Palais-Royal, chute de Slimane et Pivert en moto dans le métro.

#### Fin de tournage à New York

Le générique suit le taxi empruntant le pont de Brooklyn pour arriver à Manhattan dans le Lower East Side.

Après le tournage des transparences aux studios d'Épinay, et avec plus de cinq semaines de retard sur le plan de travail, le réalisateur et son équipe partent pour New York le 2 août, pour y tourner les scènes ouvrant le film,. Le tournage doit vite s'achever car la production n'a plus d'argent, d'autant plus qu'aux États-Unis « la minute de tournage coûte cher » et les syndicats américains imposent de lourdes contraintes. Au fur et à mesure, Bertrand Javal a dû vendre beaucoup de parts du film pour terminer de le financer. Marc Maurette, ancien assistant-réalisateur de Jacques Becker, réussit avec le peu de budget restant à recruter, à bas prix et au dernier moment, une équipe technique sur place. Étant bilingue, il règle de nombreux problèmes lors de cette partie du tournage et utilise à bon escient le faible budget. Des plans aériens de la ville sont filmés pour le générique d'ouverture.
Le départ de Rabbi Jacob de Brooklyn est tourné sur Henry Street dans le Lower East Side, où vit la communauté juive de New York,. Devant le refus des locaux d'apparaître dans le film, l'équipe engage des figurants grimés avec de fausses moustaches, barbes et papillotes. Les juifs orthodoxes du quartier n'apprécient pas la présence du tournage et des professeurs d'une yechiva accusent même Gérard Oury de tourner un film pornographique.
La séquence de l'embouteillage à la sortie de New York (lorsque Rabbi Jacob se rend à l'aéroport JFK) paralyse réellement le trafic routier new-yorkais et ce jusqu'au centre de la ville. La police interrompt donc le tournage et reconduit l'équipe dans une portion du périphérique alors en travaux, pour ne plus entraver la circulation,. Le moment où les hassidim soulèvent le taxi pour sortir des embouteillages nécessite un moulage en plastique polyester du véhicule, sans moteur et aux roues factices, bien moins lourd que le véritable taxi de 2 tonnes, mais pesant toutefois 250 kg, additionnés aux 70 kg du passager. L'élévation de ce taxi factice requiert l'utilisation d'un trépied, qui roule sur la route ; celui-ci est habilement caché derrière l'un des figurants les plus costauds.
Gérard Oury, même s'il n'est pas content de l'équipe technique américaine qui d'après lui « ne brille guère par son efficacité », est satisfait des images tournées à New York : « Je ramène néanmoins de bons éléments : rues colorées, vivantes, insolites ; jets d'eau que les enfants font jaillir vers le ciel en dévissant les bouches à incendie. D'autres gamins, papillotes le long des joues, casquettes à visière, battes de base-ball en main, tapent de toutes leurs forces sur la balle de corde et de liège, surprenant contraste entre une tradition séculaire et l'Amérique d'aujourd'hui ». Le réalisateur, son directeur de la photographie Henri Decaë, sa scripte Colette Crochot et Marc Maurette quittent New York le 13 août, à 20 h 30. Le tournage est ainsi bouclé ; l'image et le son sont enfin remis « en bonnes mains, celles d'Albert Jurgenson » pour que le montage commence.

#### Tournage supplémentaire d'une cascade

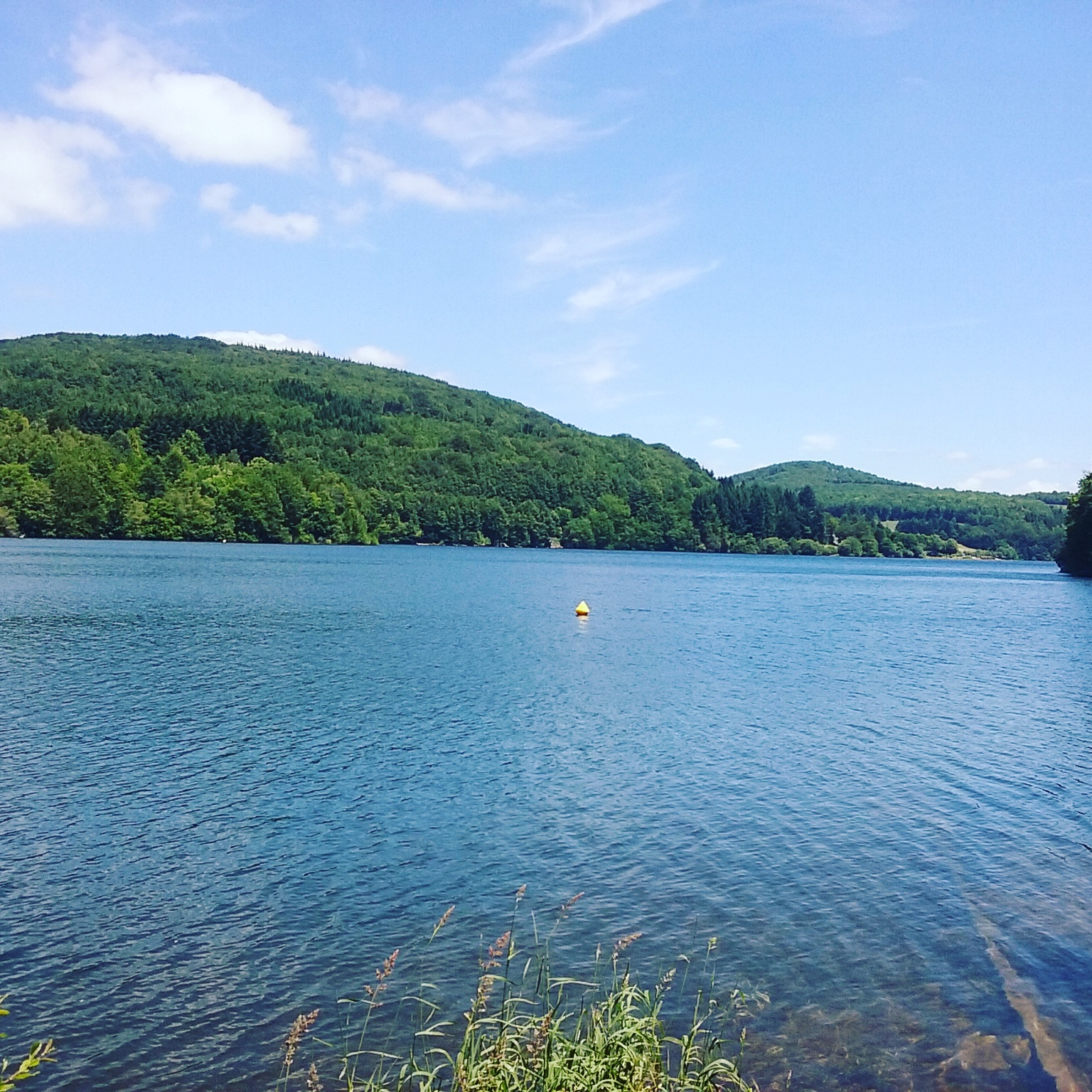
Le lac artificiel de la Raviège, où le cascadeur Rémy Julienne lance la DS.

L'assistant-réalisateur Bernard Stora a passé des semaines à chercher le décor idéal pour filmer les plans du plongeon de la Citroën DS de Victor Pivert dans un lac. Alors que les premiers plans de la scène, où la voiture évite le camion en faisant une embardée, sont réalisés « près des canaux de l'est parisien » selon Stora, les plans du plongeon sont tournées dans le sud de la France, au lac de la Raviège. Ces prises de vues avec une équipe très réduite ont lieu le 25 septembre 1973, plus d'un mois après la fin du tournage principal, et à peine quelques semaines avant la sortie en salle du film. Complexe à réaliser, la séquence doit montrer la DS surmontée du bateau Germaine II sortir de la route, dévaler une pente, puis sauter en l'air et tomber à l'envers dans le lac, amerrissant ainsi sur le bateau. Rémy Julienne, coordinateur des cascades automobiles, assure le réglage et l'exécution de cette cascade, la considèrant comme la plus dangereuse qu'il ait faite :

« La voiture devait quitter la route après avoir évité un gros poids lourd, sauter en l'air, faire un demi-tour et se retourner sur le bateau. Nous étions dans la région de Toulouse, dans une retenue d'eau de 90 m de profondeur. Le choc a été si violent que la voiture s'est démantibulée. Moi, à l'intérieur, je ne retrouvais plus l'embout qui me servait à respirer sous l'eau. En plus, l'un de mes pieds était coincé. Je me suis vu mourir, même si j'avais une équipe sous l'eau. Mais, à cause de la vase, les plongeurs ne retrouvaient plus le véhicule. Heureusement, l'un d'eux a fini par me repêcher à temps ! »

— Rémy Julienne, 2016,.

### Bande originale

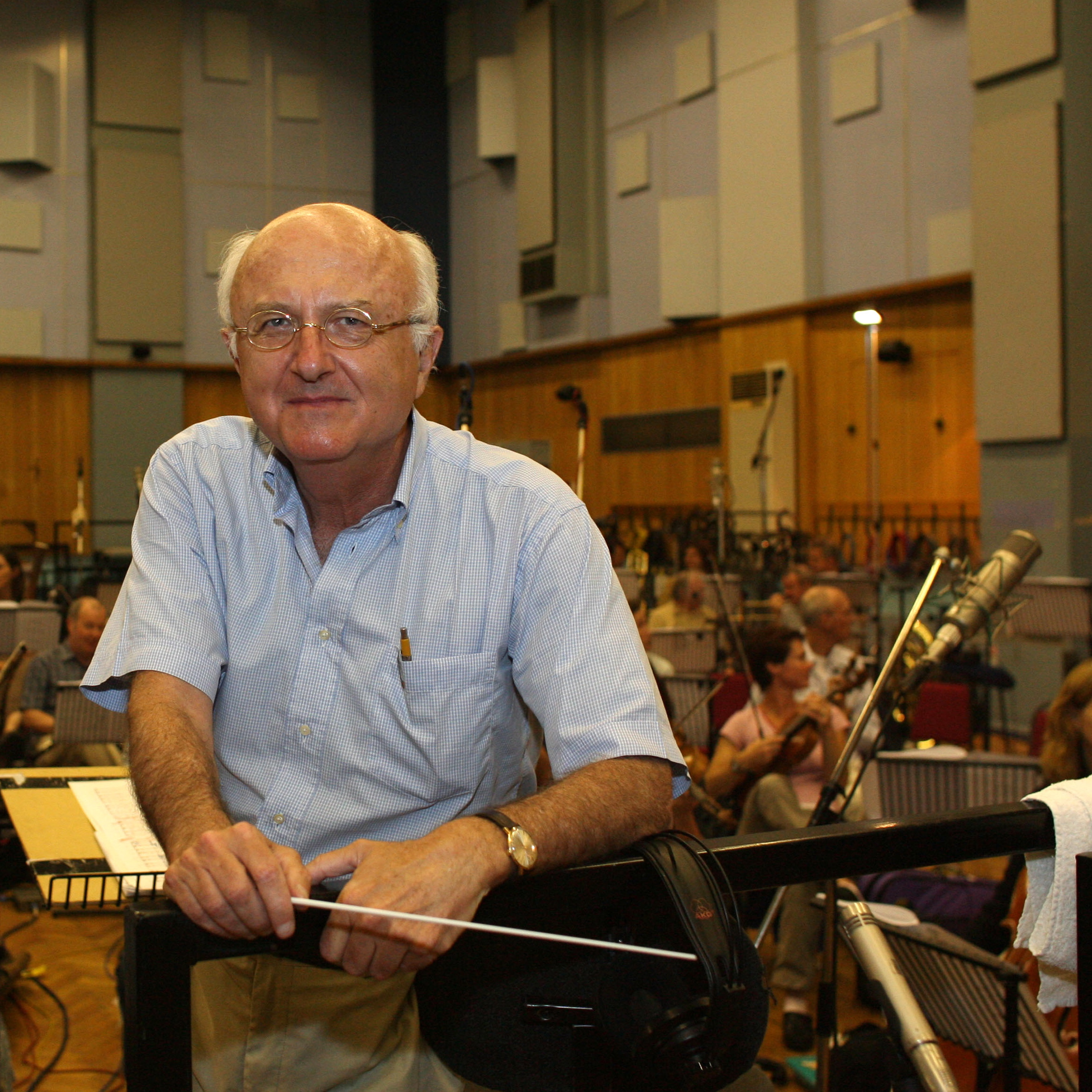
Vladimir Cosma (ici en 2007) signe sa première bande originale pour un film de Gérard Oury et l'une de ses plus fameuses compositions.

Vladimir Cosma compose la bande originale des Aventures de Rabbi Jacob,. Ancien assistant de Michel Legrand, il a été révélé depuis peu par les comédies d'Yves Robert et de Pierre Richard,. Il est fortement recommandé à Gérard Oury par son meilleur ami François Reichenbach, dont il vient de mettre en musique La Raison du plus fou. Alors que le tournage approche, Oury recherche en premier lieu une musique pour la danse « hassidique » effectuée avec brio par Victor Pivert, devant être prête pour l'entraînement des acteurs et les prises de vues,. La musique originale de Philippe Gumplowicz sur laquelle repose la chorégraphie de Kol Aviv est, au goût d'Oury, moins séduisante que la danse elle-même. Des compositeurs prestigieux dont Georges Delerue, Norbert Glanzberg et Michel Polnareff élaborent des maquettes refusées,,,,.
Des mois durant, Reichenbach persiste à convaincre Oury que, bien que moins connu, Cosma, venu de Roumanie, est le seul apte à créer la musique « juive » désirée,. Oury se rend à la première du film Le Grand Blond avec une chaussure noire pour écouter le travail de Cosma,. Le réalisateur ne convoque le musicien que tardivement, lors du tournage à l'aéroport d'Orly : il lui avoue ne pas adhérer à cette bande originale du Grand Blond, composition « trop particulière avec un instrument insolite » (la flûte de Pan), une « musique à effets », « à gimmicks » — ce qu'il ne veut pas pour son film — mais fait confiance à Reichenbach ; Cosma le rassure en lui répondant être capable d'autre chose,,,,.
Cosma écrit la musique de la danse d'après le motif de base de Philippe Gumplowicz puis rencontre le reste du groupe Kol Aviv,,,,. Sa composition doit respecter la chorégraphie déjà établie. Ce travail requiert d'être rendu rapidement pour l'apprentissage de Louis de Funès avant le tournage. Sous la surveillance d'Oury et du monteur Albert Jurgenson, la maquette est enregistrée au studio Davout en la présence de la troupe, afin de donner le rythme et l'esprit de la danse,,. À l'époque, les maquettes sont directement enregistrées dans leur version définitive, avec les musiciens au complet. Validant cette musique, le réalisateur engage Cosma pour écrire l'ensemble de la bande originale. Cosma participe ensuite aux entraînements du comédien avec Ilan Zaoui. Lors du tournage, la première partie plus lente — commençant par Sha Shtil (en), authentique pièce du répertoire klezmer — est finalement abandonnée, la danse s'ouvrant directement par les percussions endiablées,.

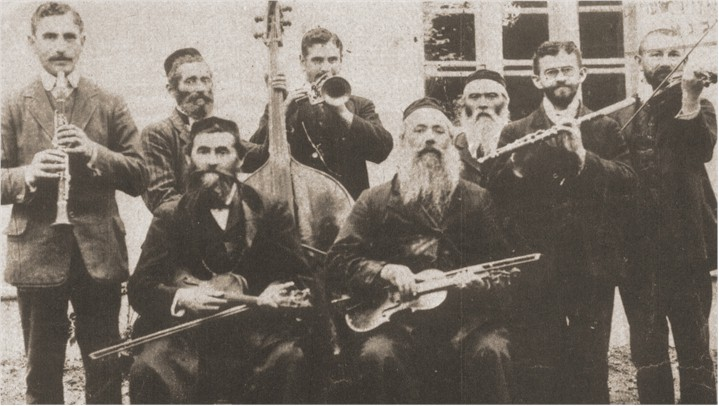
Un groupe de musiciens klezmer de l'ouest de Ukraine, dans l'Empire austro-hongrois, en 1912.

Au sujet de cette danse et des autres créations d'apparence folklorique, Cosma estime que la « musique juive » n'existe pas à proprement parler, en dehors des chants religieux : « il n'y a pas un folklore spécifique juif, pour la simple raison qu'ils n'ont pas eu de terre pendant des siècles. La musique des juifs d'Europe centrale ressemble au folklore roumain, russe ou hongrois alors que celle des juifs d'Afrique du nord est très arabisante, utilisant beaucoup plus les ornements orientaux »,,,. Cosma s'inspire ainsi de sa propre culture d'origine. Plusieurs morceaux sont même l'œuvre de son père Teodor. L'aspect typiquement juif passe par l'interprétation klezmer, l'emploi d'instruments et de musiciens aux vibratos et glissandos particuliers. Les tonalités klezmer de la bande-originale sont notamment dues au clarinettiste Pierre Gossez et au violoniste Paul Toscano, qui ne sont d'ailleurs pas juifs. Le film comporte aussi de véritables chants religieux traditionnels, dont l'hymne Yigdal, dans la scène de la synagogue.
Le générique, lorsque le vrai Rabbi Jacob quitte New York, suit l'envie du réalisateur exprimée à Cosma dès leur première rencontre : « Je veux une musique qui va droit au cœur, qui exprime la fraternité, qui exalte l'émotion. Le film commence à New York, il y a des Américains, des Blancs, des Noirs, des Latinos, des Juifs, des Arabes, il y a tout ce monde qui se côtoie, et il faut que la musique apporte cet esprit d’humanité, de lyrisme. Je voudrais une musique généreuse qui englobe tout ça. Voilà ce que je cherche »,,,,. Au lieu d'évoquer d'emblée le folklore juif, Cosma choisit ainsi de commencer par une musique plus actuelle reflétant la modernité et la mixité culturelle de la ville : un thème soutenu par une rythmique pop, avec « même un solo de guitare distortionné, une rythmique pour guitare avec pédale wah-wah » et « un mélange de voix et de cuivre pouvant rappeler l'orchestre de Ray Conniff »,,. Il utilise également des synthétiseurs, aussi entendus lors de l'inquiétante visite de l'usine,. Il y apporte néanmoins du lyrisme, « une certaine nostalgie », « une certaine émotion » et « un petit parfum juif »,,,,. Plutôt qu'une mélodie, davantage nécessaire aux pièces lentes, Cosma construit un motif musical de plusieurs notes, à la manière du début de la Symphonie no 5 de Beethoven. Ce motif de six notes remonterait à son enfance, lorsqu'il consignait déjà plein d'idées musicales dans un cahier. Ces notes « brèves, brillantes et syncopées » s'accordent à la nervosité de Victor Pivert.
Louis de Funès inspire à Cosma « une couleur rythmique binaire » : « les acteurs ont une grande importance pour ma composition. Une scène jouée par Pierre Richard ne peut avoir le même thème que si elle était jouée par de Funès. Le premier aurait un son de comédie musicale américaine et un rythme de swing, à trois temps, à la Gene Kelly. Quant à Louis de Funès, même s'il peut y avoir de l'émotion dessus, je composais une musique plus musclée avec des rythmes binaires, comme la pop ou le rock. Plus que le sujet du film, je m’inspire de la gestuelle et du tempérament des acteurs »,. Fait exceptionnel, le thème principal est soumis à l'approbation de la vedette : après avoir été « vraiment emballé » par l'ébauche présentée, Gérard Oury conduit aussitôt Cosma aux studios de Billancourt devant l'acteur lui jouer le morceau sur un vieux piano bastringue ; Louis de Funès est enthousiaste,,,,,,. Cosma est comblé de mettre en musique un comédien qu'il admirait déjà enfant en Roumanie dans ses petits rôles des rares films occidentaux traversant le rideau de fer,.
Ce thème-générique est ensuite décliné en plusieurs variantes tout au long du film,, dont une version klezmer lors de la fête célébrant l'arrivée de « Rabbi Jacob » rue des Rosiers. Cosma élabore d'autres thèmes récurrents : celui lié aux maramouches, musique tour-à-tour sinistre ou mouvementée, à chaque péripétie de Slimane face aux hommes de Farès, celui, très lyrique, centré autour de Slimane et ses élans amoureux, entendu dans la scène de l’aéroport puis clôturant majestueusement le film et celui, ironique, accompagnant ou précédant les apparitions de l'inepte commissaire Andréani, ainsi qu'un morceau de transition reprenant l'air de J'irai revoir ma Normandie pour l'apparition de Pivert sur les routes de France,,,.
Grâce au Grand Blond avec une chaussure noire et aux Aventures de Rabbi Jacob, Vladimir Cosma devient l'un des compositeurs les plus demandés du cinéma français. Il retrouve Gérard Oury pour Le Coup du parapluie (1980), L'As des as (1982), Lévy et Goliath (1986), La Soif de l'or (1993) et Le Schpountz (1999) et Louis de Funès sur L'Aile ou la Cuisse (1976) et La Zizanie (1978),,,,. Il explore à nouveau la musique juive à travers L'As des as et Lévy et Goliath,.
La bande originale des Aventures de Rabbi Jacob paraît en 1973 en 33 tours sous le label Polydor, ainsi qu'en single 45 tours de deux extraits,. Des albums sont aussi diffusés en Israël, aux États-Unis et en Argentine entre 1973 et 1976,. La musique est ensuite publiée en LP, cassette puis CD dans plusieurs compilations des œuvres de Cosma à partir des années 1980,,,,, et deux consacrées aux bandes originales des films de Louis de Funès,,,. Une version remaniée plus complète est disponible au sein du coffret de CD Vladimir Cosma : 40 bandes originales pour 40 films édité par Larghetto en 2009, avant d'être publiée seule en 2016. L'album vinyle original est réédité en 2019, puis en CD l'année suivante dans la collection Écoutez le cinéma ! avec un titre alternatif orchestré par Hubert Rostaing.

## Exploitation et accueil

### Sortie mouvementée
« La sortie du film fut imprégnée de ce mélange étrange, violence du réel et euphorie de la fiction. »

— Danièle Thompson, 2008.

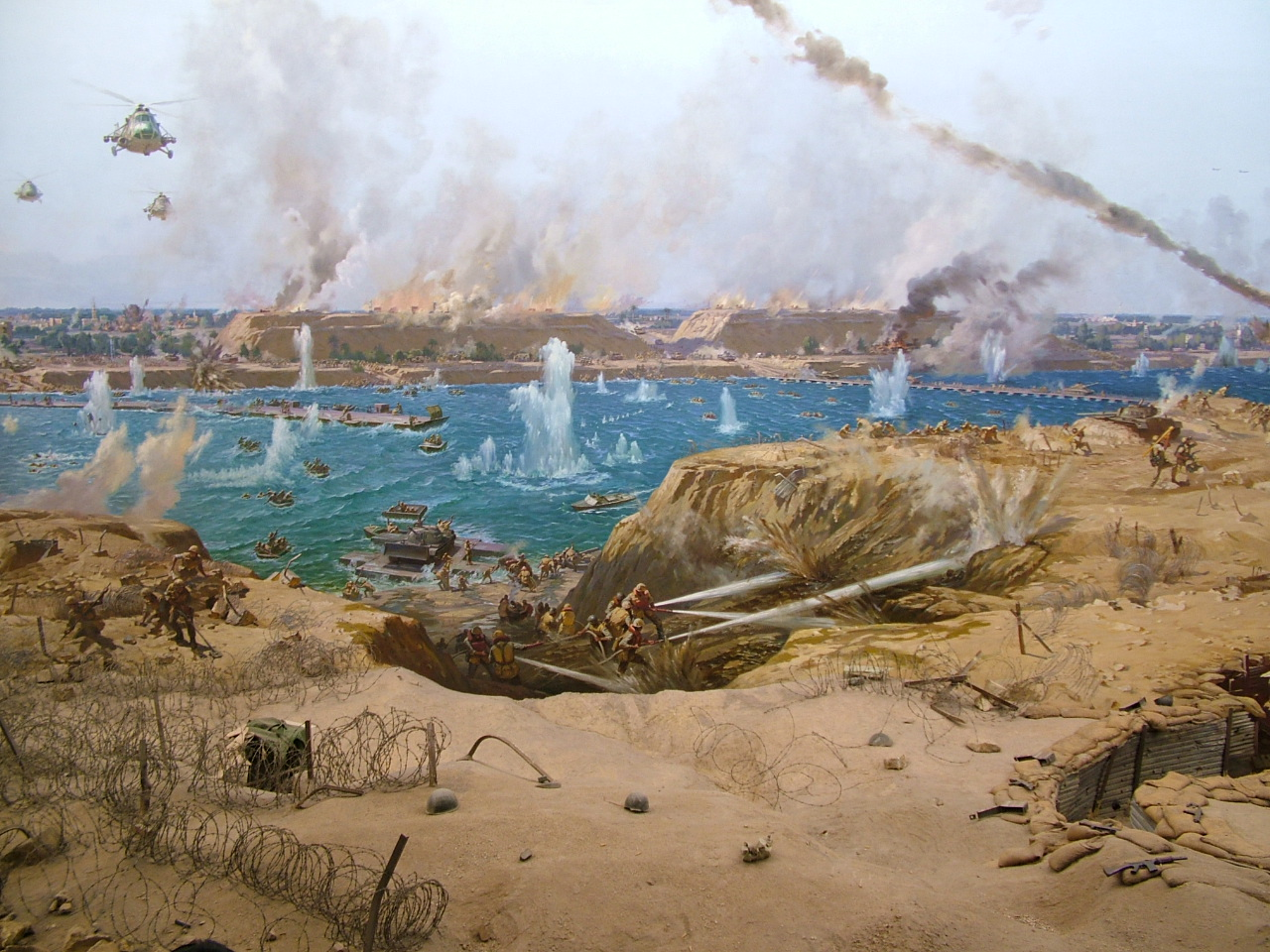
La traversée par l'armée égyptienne du canal de Suez lance la guerre du Kippour opposant Israël aux pays arabes l'entourant, deux semaines avant la sortie du film.

Les Aventures de Rabbi Jacob doit sortir dans les salles le 18 octobre 1973. Une campagne de promotion massive est organisée par l'attaché de presse Georges Cravenne, à l'instar des lancements des précédentes comédies de Gérard Oury,,,. L'affiche conçue par Jacques Vaissier rassemble tous les moments forts du film,,. Plusieurs reportages télévisés ont couvert le tournage de ce film très attendu,,. Louis de Funès et le réalisateur accordent de nombreux entretiens à la presse et la radio-télévision. Les journalistes québécois Lise Payette et Jacques Fauteux font le déplacement jusqu'en France pour la télévision de Radio-Canada. Gérard Oury présente notamment le film sur France Inter et dans Pour le cinéma sur la première chaîne,. L'acteur vedette est interrogé par 24 heures sur la Une lors des dernières répétitions au théâtre de La Valse des toréadors,. Il est aussi questionné par Michel Droit sur la deuxième chaîne. Les 8, 9, 10 et 11 novembre 1973, le journal Libération consacre plusieurs pages au film sous le titre « Les Aventures de Gérard Oury », une initiative d'un personnage à part dans la rédaction, Georges Audibert, vue comme une provocation par les critiques fustigeant le cinéma « commercial »,,.
Le 6 octobre 1973, Israël est attaqué par surprise par une coalition menée par l'Égypte et la Syrie, marquant ainsi le début d'un nouveau conflit israélo-arabe, la guerre du Kippour, aux conséquences mondiales,. Dès le lendemain, Gérard Oury, Georges Cravenne, le producteur Bertrand Javal et le distributeur Gérard Beytout envisagent de reculer la sortie en salles, fixée depuis dix-huit mois,,. Le film peut apparaître comme insultant envers l'un ou l'autre camp ou une exploitation malsaine du conflit en cours,. Ils décident finalement de ne pas la déplacer, malgré le sujet polémique, à leurs risques et périls, les enjeux financiers étant trop imposants,,,. À cette période, Danièle Thompson craint que son père ne subisse une crise cardiaque, en raison de son angoisse. Gérard Oury et Louis de Funès poursuivent la promotion en appuyant le message de tolérance et de paix de leur comédie. Un boycott du film ou des manifestations sont redoutés,. Pensant que l'affiche montrant le comique déguisé en rabbin — placardée dans toute la France et bientôt l'Europe — pourrait être perçue comme offensante et malvenue, le réalisateur et sa fille partent de nuit avec des amis dans Paris décoller le maximum d'affiches,,,. Henri Verneuil déconseille à Oury de sortir le film après l'avoir vu, de peur d'émeutes, voire d'attentats,. Un hebdomadaire de la presse à scandale fait croire que Louis de Funès, sous le coup de menaces, est sous protection policière, en publiant une photo de la scène où Pivert approche un CRS,. À l'approche de la sortie, Oury reçoit plusieurs billets anonymes suppliant « Il ne faut pas projeter Rabbi Jacob, je vous en conjure, annulez tout »,. La préfecture de police de Paris, après des moments d'inquiétude, annonce finalement qu'aucun risque de débordement n'est à craindre pour la sortie,.

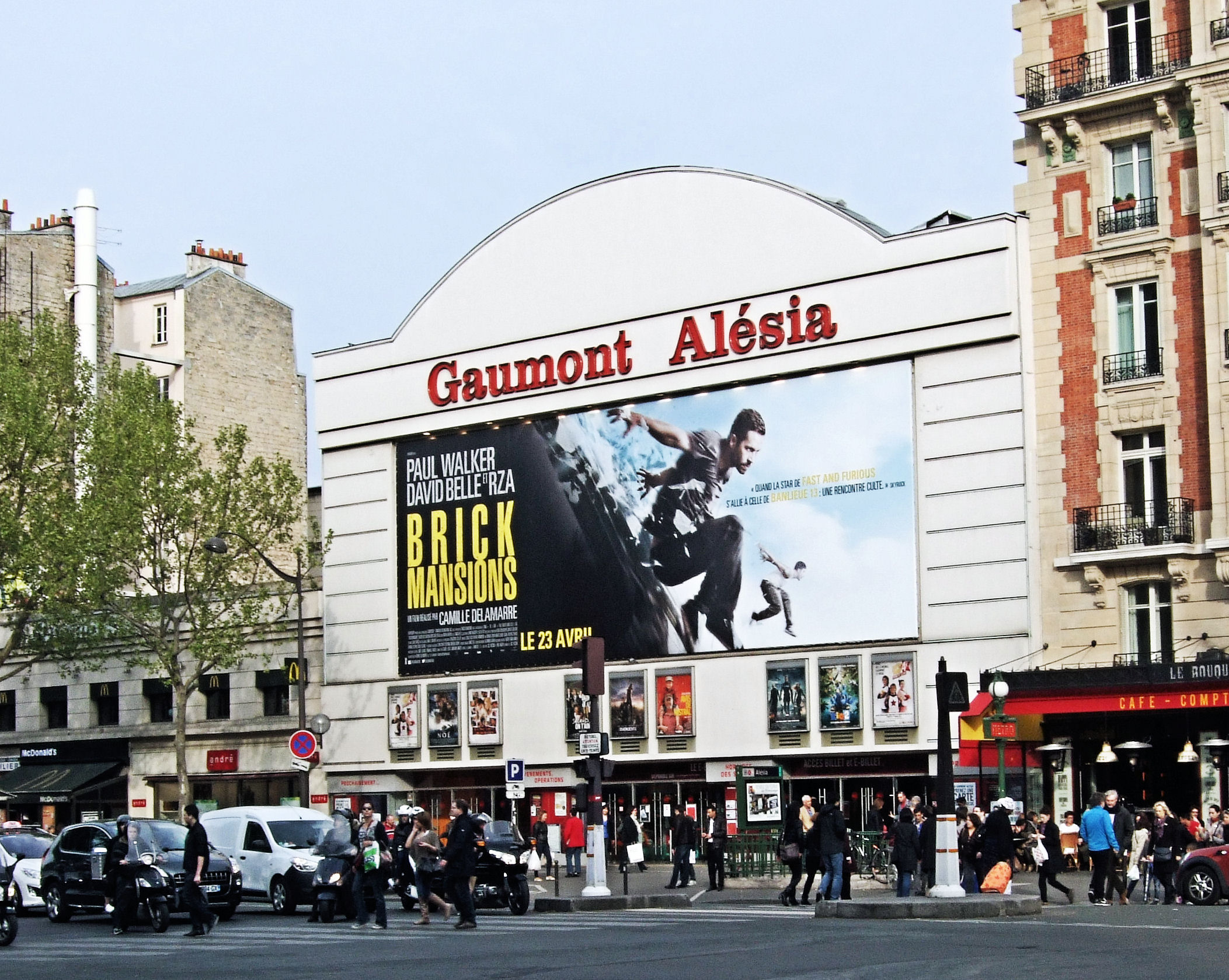
Le cinéma parisien Gaumont Alésia (ici en 2014) accueille la première du film en octobre 1973.

Peu avant la sortie, une projection privée pour quelques membres de l'équipe s'avère désastreuse : personne ne réagit de tout le film, tendu par l'actualité et sa résonance dans la plupart des scènes,. Tous entrevoient un futur échec. D'après Thompson, Louis de Funès est alors « sinistre, le visage fermé, muet, il se tourne vers mon père et lui lance des regards désolés, sans commentaire »,,. La première projection publique a lieu au Gaumont Alésia à Paris. Aucune première réservée à des invités, pratique traditionnelle pour faire l'événement, n'est organisée, selon une conviction ancienne de Gérard Oury et Louis de Funès de privilégier le véritable public : pour eux, un parterre d'invités est un mauvais public, riant difficilement, et ce serait absurde d'offrir des places gratuites à des critiques qui pourraient être défavorables. Cette projection tant appréhendée est finalement un succès rassurant : les spectateurs rient du début à la fin, jusqu'à couvrir les dialogues, et réservent une ovation à l'acteur et au réalisateur,,.

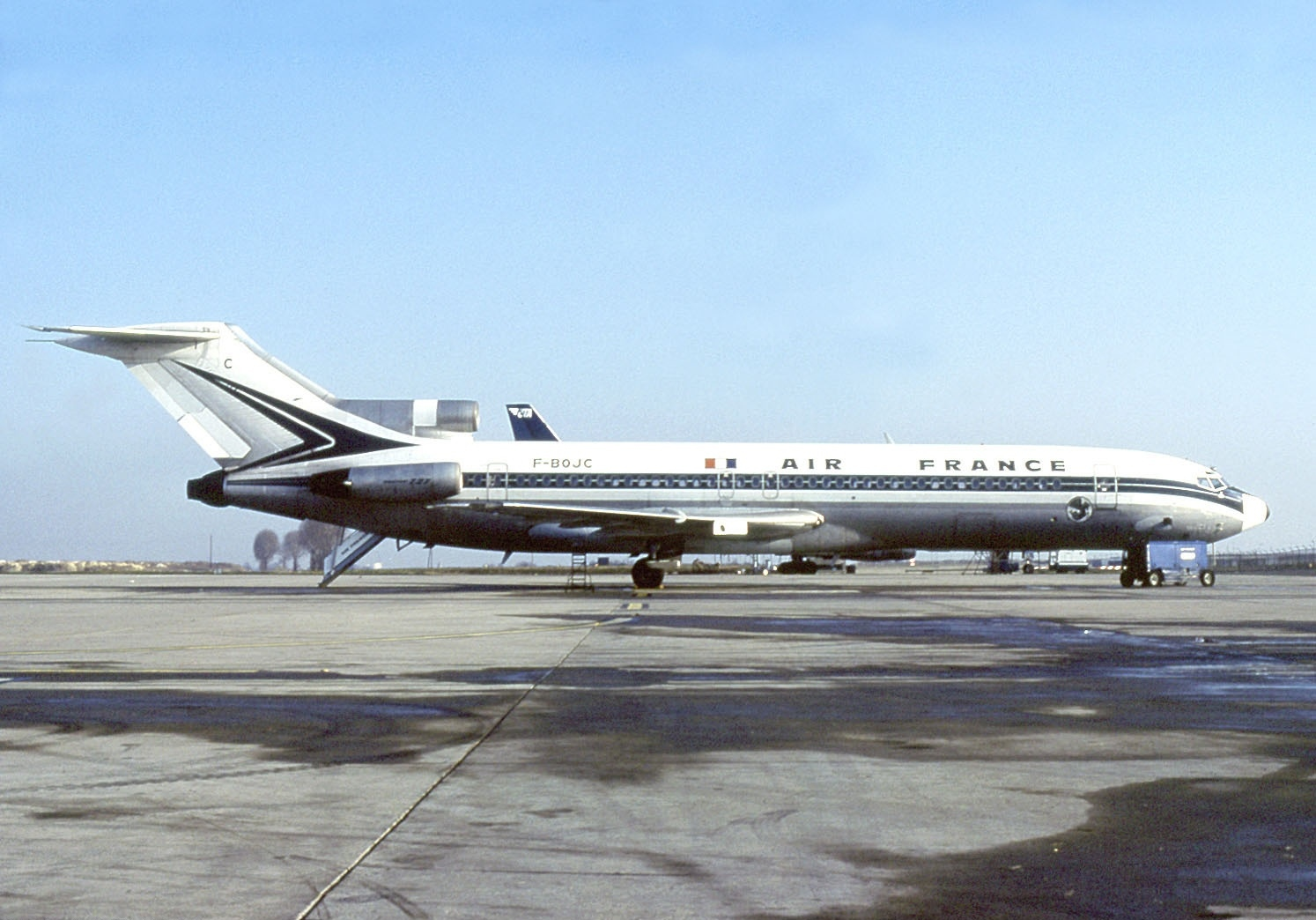
Danielle Cravenne détourne un Boeing 727-228 d'Air France et prend en otages ses passagers pour empêcher la sortie en salle du film.

Le même jour, Danielle Cravenne, l'épouse du publicitaire, tente de détourner le vol Paris-Nice sur Le Caire,,,,,,. Armée d'une carabine 22 long rifle, d'un faux pistolet et prétendant détenir une grenade, elle menace de détruire le Boeing 727 si le long métrage n'est pas interdit,,,. Elle formule également plusieurs revendications liées à la guerre du Kippour. Convertie au judaïsme depuis son mariage et touchée par la cause palestinienne, la jeune femme est psychologiquement fragile et l'éclatement du conflit l'a profondément perturbée,,,,,. N'ayant pas vu le film, elle le suppose anti-palestinien et juge sa sortie intolérable au vu de la situation internationale,,,,,,. Alors que les radios suivent en direct le détournement, un journaliste de RTL présume à l'antenne une douteuse opération de promotion. Danielle Cravenne accepte que l'avion se pose à Marignane pour se ravitailler avant de repartir vers l'Égypte,. Sur place, après l'évacuation des passagers, des tirs du GIPN l'atteignent à la tête et à la poitrine : elle meurt dans l'ambulance qui l'évacuait vers une clinique, à l'âge de trente-cinq ans,,,.
Gérard Oury s'exprime quelques heures après le drame,. Les jours suivants, le réalisateur reçoit des coups de téléphone anonymes, de très nombreuses lettres d'insultes et de menaces, demande à changer de numéro de téléphone et se déplace armé d'un pistolet,,. À la demande d'Oury, Louis de Funès est protégé par la police — discrètement et à son insu,. La une de Libération le surlendemain se fait sur « la pirate du désespoir : une proie facile pour des tueurs assermentés ». La légitime défense avancée par les policiers est mise en cause,. Georges Cravenne, défendu par Robert Badinter et Georges Kiejman, perd le procès qu'il intente ensuite à l'État.

### Accueil critique
Les Aventures de Rabbi Jacob reçoit des critiques favorables,,. Quasiment toute la presse salue le film avec enthousiasme,. La critique est d'ordinaire très violente envers les « films commerciaux » de Louis de Funès. La presse cinéphile refusait jusqu'alors de distinguer ses comédies des « nanars » de Jean Lefebvre, Darry Cowl ou Max Pécas,. De même, les comédies à grand budget de Gérard Oury attirent d'habitude les foudres des critiques parce qu'elle touchent un large public. C'est la portée pacifiste et antiraciste du film, prouvant qu'Oury et de Funès peuvent aborder des messages sérieux derrière le burlesque, qui séduit de nombreux commentateurs,,,. Déjà, La Folie des grandeurs et ses quelques piques politiques avaient fait entrevoir à certains critiques la possibilité d'un cinéma comique populaire pouvant dénoncer.
Hebdomadaire corporatif gardant toujours une certaine retenue, Le Film français sort cette fois-ci de sa réserve pour écrire : « Après Le Corniaud et La Grande Vadrouille, un succès public certain et le chef-d'oeuvre de Gérard Oury ». Félicitant le retour d'une comédie burlesque comme il ne s'en fait plus à l'époque, Judith Cris du New York Magazine considère le film « sympathique, jovial et bienveillant, inscrit dans le plus pur esprit de Chaplin et des Marx Brothers, stimulé par une touche sophistiquée de satire par ici et un clin d'œil intelligent par là ». Politique Hebdo considère que « Gérard Oury réussit très bien le mélange de rigueur et de folie douce où excellent les grands vaudevillistes et les maîtres de la comédie américaine. Après tout, Labiche, prononcé avec l'accent yiddish, cela peut donner Lubitsch ».
Dans La Croix, Henri Rabine déclare « Gérard Oury signe là son film le plus parfait, le plus complet. Parfait parce qu'on ne voit pas ce qu'on pourrait y ajouter ni en retrancher », il a « su mener de front trois histoires différentes, avec douze personnages principaux, sans qu'on ne perde jamais le fil, ni qu'on reprenne son souffle » ; le critique pense que ce « film ne fait pas rire puis réfléchir : il fait rire en réfléchissant… ou réfléchir en riant, au choix »,. Pour Claude Sarraute du Monde, le réalisateur et l'acteur « ont su répondre à un besoin obscur mais certain, celui de se divertir d'abord, de réfléchir ensuite ». Par le passé anti-de Funès, Henry Chapier proclame dans Combat qu'« il faut voir Les Aventures de Rabbi Jacob pour ce fou rire follement généreux, ce profond respect humain et cet amour du beau cinéma fait de nostalgie et de pudeur ». René Barjavel du Journal du dimanche reconnaît « une œuvre fraternelle, qui ne prêche pas la fraternité, mais en montre la nécessité évidente, au milieu de la sottise et de la violence » : « le film, subtilement, nous invite à un discret examen de conscience ».  Pour Les Échos, « Les Aventures de Rabbi Jacob est le contraire d'un film à message, mais le sourire y naît aussi, plus fin et plus digne ».

« Ce film va connaître, connaît déjà, un immense succès, et ce n'est que justice. Il y a chez Oury un respect du public et du travail bien fait, un soin dans le gag (au risque de le rendre parfois laborieux), un sens du « jusqu'où peut-on aller trop loin » qui fait merveille ici puisque évoquant Juifs et Arabes, Rabbi Jacob ne suscite jamais de rires honteux. Cela dit, le fim de Gérard Oury est avant tout un film de Louis de Funès, qui devient carrément monstrueux dans l'hystérie burlesque, abandonnant tout caractère humain pour rejoindre sa vraie famille : Donald Duck, Woody Woodpecker et Bip Bip. »

— Pierre Ajame, Le Nouvel Observateur, 29 octobre 1973.

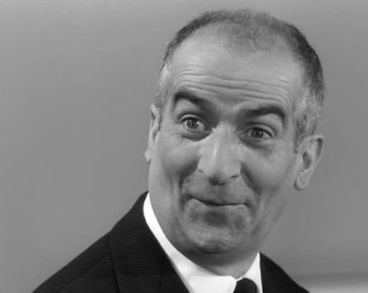
La critique salue le numéro riche, expressif et énergique de Louis de Funès, ici dans un autre film.

La performance de Louis de Funès est louée par tous. Robert Chazal, indéfectible soutien de l'acteur dans France-Soir, affirme : « Louis de Funès, c'est la puissance comique élevée à la hauteur de l'art. Son personnage de PDG tyrannique et raciste se place dans la galerie des grands caractères du théâtre et du cinéma »,. Dans L'Express, Jacques Doniol-Valcroze écrit qu'« évoluant de la méchanceté tranchante à l'indulgence râleuse, Louis de Funès parcourt au pas de charge un univers kafkaïen avec un constant bonheur d’expression ». Jean de Baroncelli est dithyrambique dans Le Monde : « l'œil rond, le poil en bataille, le visage convulsif, piaffant, trépignant, grimaçant, gesticulant, grondant et grognant, le comédien se dédouble pour exécuter les mille variations d'un “numéro” que nous croyons connaître par cœur et qui, pourtant, nous surprend encore. Il est à la fois la raison d'être, le centre de gravité et le moteur du film »,. Newsweek le décrit « merveilleusement apoplectique, rustre et apeuré ». Mentionnant « une sorte de bourrée juive », Le Monde est par ailleurs seul à évoquer la scène de la danse, un moment pourtant devenu l'un des plus célèbres du film. Henry Chapier déclare également « On savait qu’il nous faisait rire : on ne se doutait pas qu’il allait nous faire pleurer ».
Ses partenaires sont appréciés, France-Soir détaillant qu'« il y a soixante rôles dans le film, tous distribués avec beaucoup de minutie, et Gérard Oury dirige les acteurs secondaires avec la même rigueur que les premiers rôles ». Baroncelli savoure cette « troupe homogène » entourant la vedette. Henri Rabine félicite le retour de Suzy Delair après dix ans d'absence au cinéma et la place accordée à Marcel Dalio et Claude Giraud. Les critiques voient en Henri Guybet la véritable révélation du film, Rabine remarquant ce « Salomon narquois et gentil, qui, en Maître Jacques de l'aventure, déploie autant d'humour que de sensibilité ».
Jamais véritablement éreinté, le film n'est à la limite traité qu'avec un ton vaguement distant, considéré avec un rien de condescendance de principe, sans plus. Télérama persifle « la noble mais peu convaincante conversion d'un Gérard Oury qui se croit obligé de sacrifier au discours humanitaire ». Samuel Lachize livre dans L'Humanité-Dimanche une analyse très politique du film, mais l'exonère de graves manquements et conclut, à l'inverse de La Croix, « Rire ? Sans doute… Mais réfléchir, c'est mieux ». Le magazine Valeurs actuelles estime que « le cinéma comique français a des talents moins démagogiques », citant Jacques Tati, Pierre Étaix ou Pierre Richard. Les Nouvelles littéraires donne un résumé moqueur : « c'est l'histoire d'Hitler qui rencontre Ben Barka, lui sauve la vie sans le vouloir, se déguise avec lui en rabbin, et finit par réconcilier juifs, arabes et racistes » puis conclut : « c'est le gros rire franc et massif assuré dans les salles populaires. C'est le rire français. C'est navrant ». L'hebdomadaire d’extrême-droite Minute ne reproche rien directement au film sinon d'être « candidement antiraciste ».

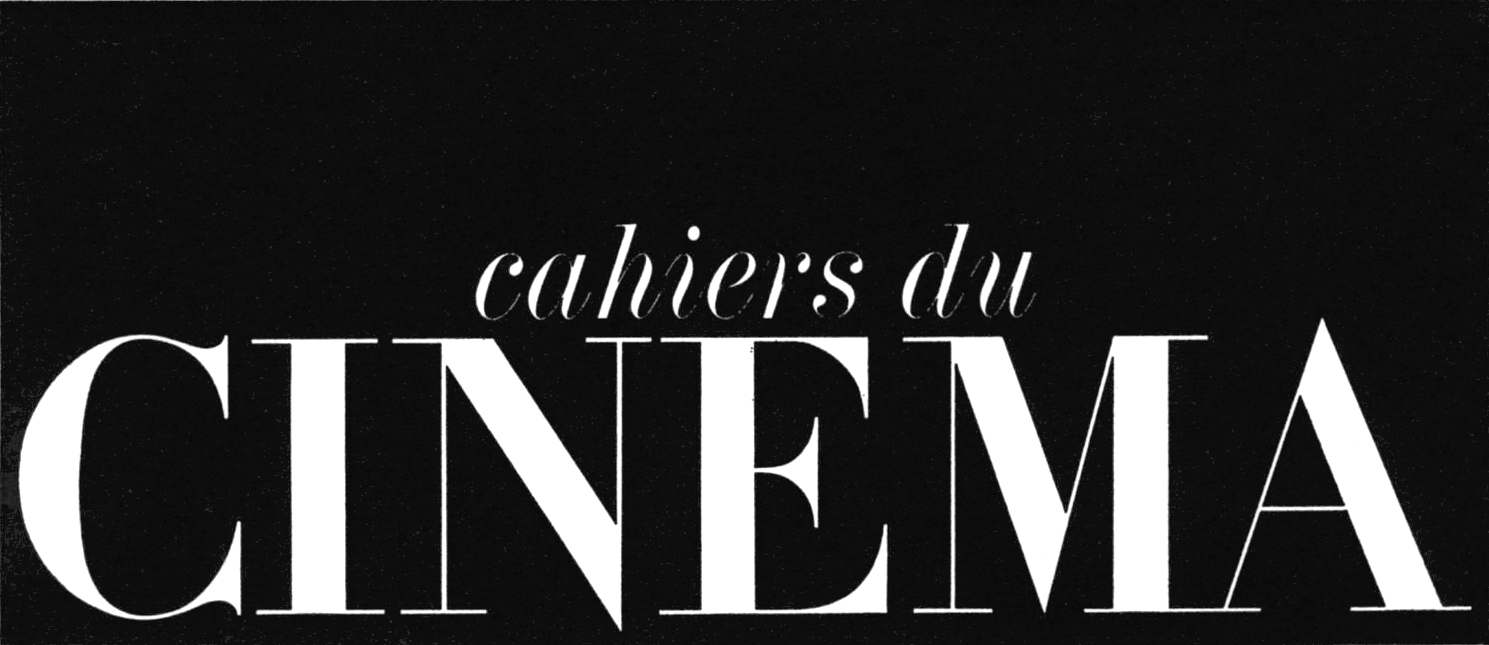
Seuls critiques véritablement négatifs, les Cahiers du cinéma dénoncent la promotion accordée au film par Libération.

La seule critique véritablement négative vient des Cahiers du cinéma,. La promotion accordée au film pendant trois jours sur plusieurs pages dans Libération fait polémique auprès des journalistes les plus à gauche,,. Georges Audibert fait notamment une longue interview d'Oury et rapporte qu'au cours d'une projection dans un cinéma parisien des gens se sont levés et ont applaudi la scène de la poignée de main entre l'Arabe et le Juif. Ces articles complaisants envers un film « commercial » irritent les critiques des Cahiers du cinéma, qui demandent à publier une sorte de droit de réponse dans le quotidien, afin de dénoncer « ce journaliste UDR »,. La revue cinéphile est alors versée dans le maoïsme,,. De plus, Marin Karmitz, réalisateur du film mao Coup pour coup, réclame que soit repoussée la parution de son propre entretien « dans l'attente d'une définition plus claire de la place et du sens accordés au cinéma par Libération ». Pour cette frange politisée de la critique, Les Aventures de Rabbi Jacob ne constitue qu'une comédie populiste de droite. Au détour d'un article théorique des Cahiers, Pascal Bonitzer l'évoque comme un exemple du « cinéma comique réactionnaire français ». En mars 1974, Serge Daney, critique des Cahiers animant la rubrique cinéma de Libération, raille « le bon scénariste qu'est Georges Pompidou », qui venait de déclarer : « la France n'est pas un pays raciste »,.

« Il n'y pas seulement rencontre et coup de foudre entre Oury et de Funès. Il y a aussi rencontre objective entre Rabbi Jacob et le discours dont la bourgeoisie a besoin aujourd'hui (nous disons bien aujourd'hui parce que cela peut changer) pour désarmer le thème du racisme. Pour toucher le grand public, Oury a trouvé ce qu'il fallait lui dire. Au sempiternel et culpabilisant « au fond nous sommes tous racistes » il a substitué un « vous, Français moyens qui vous reconnaissez dans Louis de Funès, c'est vrai que vous êtes racistes, mais ce n'est pas grave. Vous êtes racistes en surface, pas profondément. Il y a assez d'humain, de générosité inemployée en vous pour que, le moment venu, vous renonciez au racisme comme à un jeu vraiment trop bête ». Rassurés et flattés (il le faut bien après Ollioules, le MTA et les robinets du pétrole), les spectateurs font un triomphe au film. On comprend donc Oury lorsque à la fin de son entretien, il perd toute retenue et se met à faire l'apologie du système capitaliste (même sous sa forme la plus rarement défendue : la censure).
On comprend moins que les camarades de Libération lui laissent le dernier mot, ne tirent aucune conclusion. On est en droit de se demander de quelle conception il s'agit là. Nous avions mieux à faire que la page spectacle du Monde. Nous pensons aussi qu'il ne faut pas nous cantonner dans un rôle « d'experts rouges en lecture de films ». Pour nous, enquêter, ce n'est pas un vœu pieu, ce n'est pas seulement savoir ce que les masses pensent des films, c'est les inciter à prendre en main la critique des produits dont les abreuve la bourgeoisie. Pour nous, la tâche de Libération, c'est de participer activement en tant que journal à la constitution du camp du peuple. On ne demande pas à Libé une analyse en règle des classes en France et dans le monde, on lui demande d'essayer — dans chaque cas concret — de délimiter où est l'ennemi et où commence le camp du peuple, de tracer une ligne de démarcation (même provisoire). Nous disons, pour en revenir à Gérard Oury, qu'il n'y a aucun intérêt, aucun enjeu à lui donner la parole, même sur trois numéros, si l'on n'est pas capable de mener contre lui une lutte idéologique. »

— Commentaire de la revue Cahiers du cinéma paru dans le Libération du 15 novembre 1973,.

### Box-office

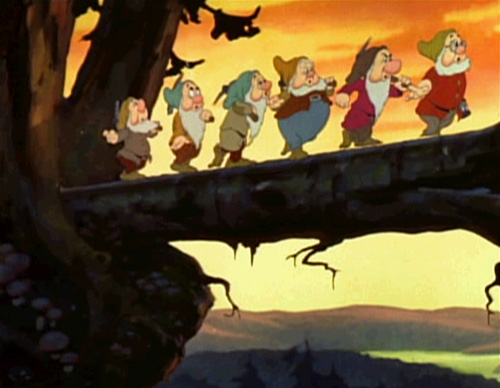
Seule une reprise du classique des studios Disney, Blanche-Neige et les Sept Nains (1938) parvient à détrôner le film à l'approche de Noël.

Les Aventures de Rabbi Jacob sort en salles à l'approche des vacances scolaires de la Toussaint, propices aux films familiaux. En cet automne 1973, les concurrents potentiels sont 
L'Emmerdeur avec Lino Ventura et Jacques Brel dans un duo comique, Le Grand Bazar des Charlots ou encore le drame Deux Hommes dans la ville associant Alain Delon et Jean Gabin. Dès la semaine de la sortie, le film d'Oury est présent sur 128 écrans en France, un large circuit de distribution alors novateur. À Paris, il est exploité dans seize salles d'exclusivité et prend largement la tête des entrées pendant six semaines, avant d'être détrôné par Le Magnifique avec Jean-Paul Belmondo fin novembre. Le Film français fait sa une du succès du film avec, en gros titres, des chiffres jamais vus auparavant dans la capitale : « Les Aventures de Rabbi Jacob, exclusivité Paris, 1re semaine 189 000 entrées (189 436), 2e semaine 189 000 entrées (189 244), 3e semaine 189 000 entrées (189 973) »,.
Dans le même temps, le film prend directement la première place du box-office national la semaine de sa sortie avec 557 289 entrées puis fait mieux la suivante avec 738 295 entrées et se surpasse en troisième semaine avec 873 022 entrées, cumulant ainsi déjà plus de deux millions d'entrées,,,. Cette constance est le signe d'un bon bouche à oreille. Une baisse survient en quatrième semaine avec 478 867 entrées, sans cependant décrocher de la première position. Après sept semaines d'exploitation en tête du box-office, le film cède sa place à une reprise en salles du dessin animé américain Blanche-Neige et les Sept Nains (1938),,. Les Aventures de Rabbi Jacob atteint la barre des quatre millions d'entrées lors des fêtes de Noël,. Il a ainsi profité de l'affluence des vacances de la Toussaint puis de celles de fin d'année.
Le film finit l'année avec 4 546 689 entrées : en à peine trois mois d'exploitation, il s'assoit comme le plus vu dans les cinémas français au cours de l'année 1973, devant Le Dernier Tango à Paris sorti en décembre 1972. Il devient également le onzième film en quinze ans à avoir dépassé le million d'entrées à Paris. Il franchit le cap des cinq millions d'entrées dans la France entière fin janvier 1974. Il se maintient dans les dix meilleurs résultats nationaux hebdomadaires jusqu'en mi-février 1974. En novembre 1974, le film établit un record en totalisant plus d'un million et demi de spectateurs dans son exclusivité à Paris,,. Une moto Kawasaki 100 — le modèle enfourché par Pivert et Slimane — est offerte au million-cinq-cent-millième spectateur parisien. À la fin de l'année, Les Aventures de Rabbi Jacob est le treizième film le plus vu dans les salles françaises en 1974 avec 1 863 189 entrées, portant le total à 6 409 878 entrées depuis sa sortie. Il engrange encore 310 668 entrées en 1975 et 188 323 en 1976, cumulant dès lors 6,9 millions d'entrées en quatre ans,. Avec 126 270 entrées en 1977, le film parvient aux sept millions. L'exploitation se poursuit jusqu'en 1981.
| Semaine | Semaine                                 | Rang | Entrées | Cumul             | no 1 du box-office hebdo.                   |
| ------- | --------------------------------------- | ---- | ------- | ----------------- | ------------------------------------------- |
| 1       | du 17 octobre au 23 octobre 1973        | 1er  | 189 436 | 189 436 entrées   | Les Aventures de Rabbi Jacob                |
| 2       | du 24 octobre au 30 octobre 1973        | 1er  | 189 244 | 378 680 entrées   | Les Aventures de Rabbi Jacob                |
| 3       | du 31 octobre au 6 novembre 1973        | 1er  | 188 973 | 567 653 entrées   | Les Aventures de Rabbi Jacob                |
| 4       | du 7 novembre au 13 novembre 1973       | 1er  | 123 262 | 690 915 entrées   | Les Aventures de Rabbi Jacob                |
| 5       | du 14 novembre au 20 novembre 1973      | 1er  | 115 287 | 806 202 entrées   | Les Aventures de Rabbi Jacob                |
| 6       | du 21 novembre au 27 novembre 1973      | 1er  | 95 411  | 901 613 entrées   | Les Aventures de Rabbi Jacob                |
| 7       | du 28 novembre au 4 décembre 1973       | 2e   | 73 599  | 975 212 entrées   | Le Magnifique                               |
| 8       | du 5 décembre au 11 décembre 1973       | 4e   | 72 820  | 1 048 032 entrées | Blanche-Neige et les Sept Nains (ressortie) |
| 9       | du 12 décembre au 18 décembre 1973      | 7e   | 45 361  | 1 093 564 entrées | Vivre et laisser mourir                     |
| 10      | du 19 décembre au 25 décembre 1973      | 5e   | 70 219  | 1 163 783 entrées | Blanche-Neige et les Sept Nains (ressortie) |
| 11      | du 26 décembre 1973 au 1er janvier 1974 | 6e   | 91 163  | 1 255 778 entrées | Blanche-Neige et les Sept Nains (ressortie) |
| 12      | du 2 janvier au 8 janvier 1974          | 6e   | 37 700  | 1 293 478 entrées | Mon nom est Personne                        |
| 13      | du 9 janvier au 15 janvier 1974         | 7e   | 39 277  | 1 332 755 entrées | Malicia                                     |
| 14      | du 16 janvier au 22 janvier 1974        | 9e   | 34 148  | 1 366 903 entrées | Malicia                                     |
| 15      | du 23 janvier au 29 janvier 1974        | 9e   | 28 533  | 1 395 436 entrées | Papillon                                    |
| 16      | du 30 janvier au 5 février 1974         | 14e  | 15 642  | 1 411 078 entrées | Opération Dragon                            |

| Semaine | Semaine                                | Rang | Entrées | Cumul             | no 1 du box-office hebdo.                 |
| ------- | -------------------------------------- | ---- | ------- | ----------------- | ----------------------------------------- |
| 1       | du 17 octobre au 23 octobre 1973       | 1er  | 557 289 | 558 079 entrées   | Les Aventures de Rabbi Jacob              |
| 2       | du 24 octobre au 30 octobre 1973       | 1er  | 738 295 | 1 296 374 entrées | Les Aventures de Rabbi Jacob              |
| 3       | du 31 octobre au 6 novembre 1973       | 1er  | 873 022 | 2 169 396 entrées | Les Aventures de Rabbi Jacob              |
| 4       | du 7 novembre au 13 novembre 1973      | 1er  | 478 867 | 2 648 263 entrées | Les Aventures de Rabbi Jacob              |
| 5       | du 14 novembre au 20 novembre 1973     | 1er  | 392 961 | 3 041 224 entrées | Les Aventures de Rabbi Jacob              |
| 6       | du 21 novembre au 27 novembre 1973     | 1er  | 355 980 | 3 397 204 entrées | Les Aventures de Rabbi Jacob              |
| 7       | du 28 novembre au 4 décembre 1973      | 1er  | 241 361 | 3 638 565 entrées | Les Aventures de Rabbi Jacob              |
| 8       | du 5 décembre au 11 décembre 1973      | 2e   | 222 931 | 3 861 496 entrées | Blanche-Neige et les Sept Nains (reprise) |
| 9       | du 12 décembre au 18 décembre 1973     | 6e   | 130 509 | 3 992 005 entrées | Blanche-Neige et les Sept Nains (reprise) |
| 10      | du 19 décembre au 25 décembre 1973     | 5e   | 273 164 | 4 265 169 entrées | Blanche-Neige et les Sept Nains (reprise) |
| 11      | du 26 décembre 1973 au 31 janvier 1974 | 5e   | 281 520 | 4 546 689 entrées | Blanche-Neige et les Sept Nains (reprise) |
| 12      | du 1er janvier au 8 janvier 1974       | 6e   | 205 351 | 4 752 040 entrées | Mon nom est Personne                      |
| 13      | du 9 janvier au 15 janvier 1974        | 4e   | 167 551 | 4 919 591 entrées | Mon nom est Personne                      |
| 14      | du 16 janvier au 22 janvier 1974       | 3e   | 141 312 | 5 060 903 entrées | Mon nom est Personne                      |
| 15      | du 23 janvier au 29 janvier 1974       | 4e   | 124 500 | 5 185 403 entrées | Mais où est donc passée la 7e compagnie ? |
| 16      | du 30 janvier au 5 février 1974        | 8e   | 99 677  | 5 285 080 entrées | Papillon                                  |
| 17      | du 6 février au 12 février 1974        | 10e  | 89 912  | 5 374 992 entrées | Papillon                                  |
| 18      | du 13 février au 19 février 1974       | 14e  | 68 026  | 5 443 018 entrées | Papillon                                  |
| 19      | du 20 février au 26 février 1974       | 15e  | 48 051  | 5 491 069 entrées | Lacombe Lucien                            |
| 20      | du 27 février au 5 mars 1974           | 18e  | 42 611  | 5 533 680 entrées | Les Chinois à Paris                       |
| 21      | du 6 mars au 12 mars 1974              | 20e  | 38 893  | 5 572 573 entrées | Les Chinois à Paris                       |
| 23      | du 13 mars au 19 mars 1974             | 23e  | 32 898  | 5 605 471 entrées | Les Chinois à Paris                       |
| 24      | du 20 mars au 26 mars 1974             | 20e  | 34 848  | 5 640 319 entrées | Les Chinois à Paris                       |
| 25      | du 27 mars au 2 avril 1974             | 18e  | 52 070  | 5 692 389 entrées | Le Mouton enragé                          |
| 26      | du 3 avril au 9 avril 1974             | 28e  | 21 223  | 5 713 612 entrées | Les Valseuses                             |
| 27      | du 10 avril au 16 avril 1974           | 19e  | 42 111  | 5 755 723 entrées | Les Valseuses                             |

Louis de Funès reconquiert le box-office français après deux années d'hégémonie des Charlots.

À la fin de son exploitation en salles sur plusieurs années, Les Aventures de Rabbi Jacob enregistre 7 295 727 entrées, dont un score exceptionnel de plus de deux millions rien qu'à Paris,,. Avec le recul, le film est en tête du box-office des films sortis en France en 1973, loin devant Mon nom est Personne et Mais où est donc passée la septième compagnie ?,. Louis de Funès place ainsi une nouvelle fois un film au sommet du classement, après l'avoir fait en 1964, 1965 (avec Le Corniaud), 1966 (avec La Grande Vadrouille), 1967 et 1970. Il s'agit du troisième meilleur box-office de l'acteur, derrière ces deux films d'Oury et Le Gendarme de Saint-Tropez (1964). Il réaffirme son règne sur le box-office après plusieurs années dominées par la nouvelle génération de comiques comme les Charlots, Pierre Richard ou Jean Yanne,.

### Sorties à l'étranger

Le titre allemand du film.

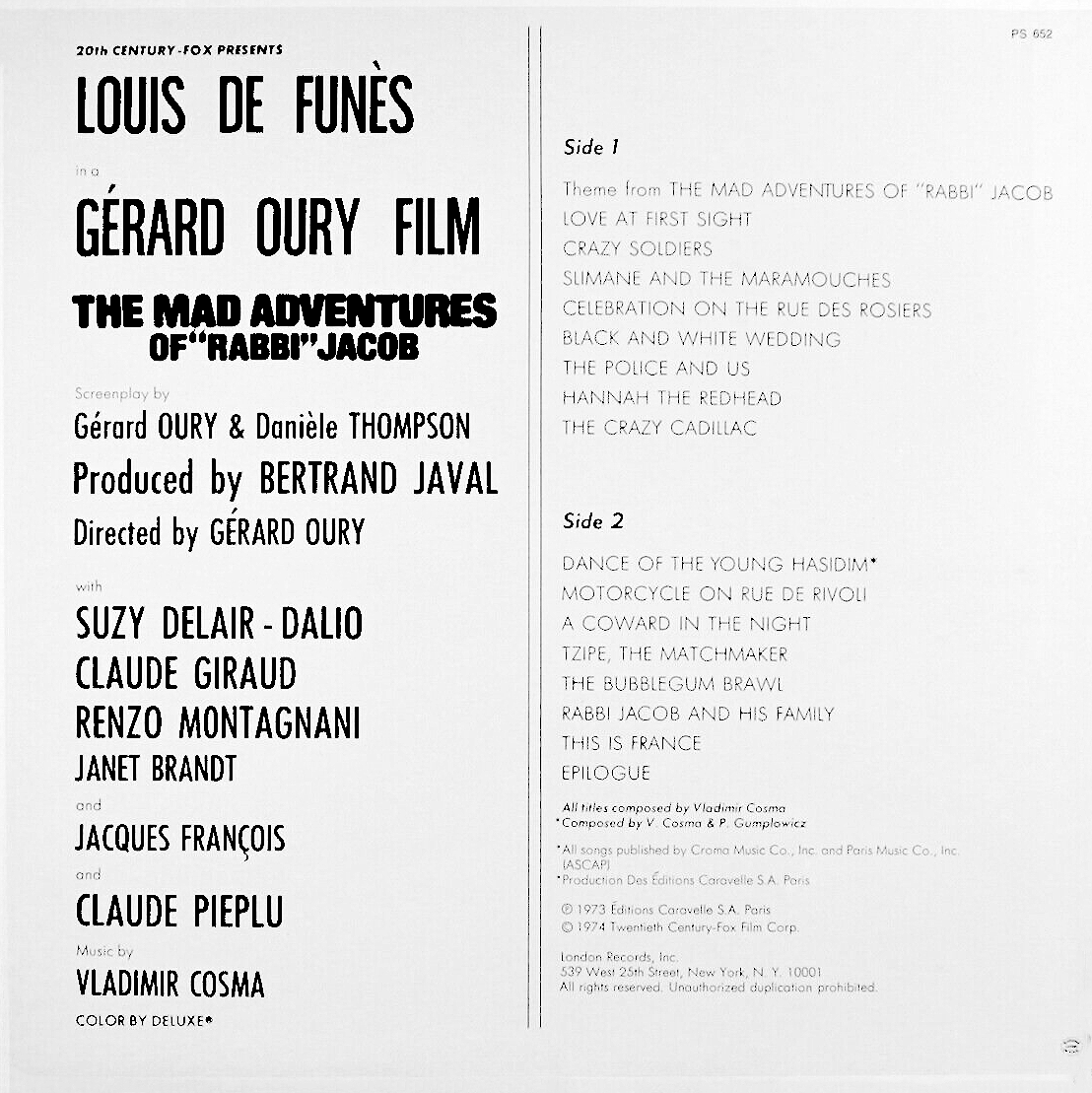
En 1974, l'album de la bande originale sort aux États-Unis (London Records).

Les Aventures de Rabbi Jacob sort aussi en Belgique le 30 novembre 1973 (à Gand) sous le titre flamand De avonturen van Rabbi Jacob, au Portugal le 11 décembre nommé As Aventuras do Rabi Jacob, aux Pays-Bas le 20 décembre, en Allemagne de l'Ouest le 21 décembre intitulé Die Abenteuer des Rabbi Jacob, au Danemark le 15 février 1974 sous le titre Det rabler for 'rabbi' Jacob, en Italie le même jour titré Le folli avventure di Rabbi Jacob, en Espagne en mars 1974 nommé Las locas aventuras de Rabbi Jacob, en Finlande le 26 avril 1974 intitulé Rabbi Jacobin hassut seikkailut, en Argentine le 23 mai 1974, aux États-Unis le 17 juillet 1974 (à New York en français sous-titré), en Suède le 12 août 1974 sous le titre Fan ta' bofinken, au Royaume-Uni le 19 décembre 1974, en Turquie le janvier 1975 titré Papaz kaçtı, en Irlande le 17 janvier 1975, et au Japon le 22 février 1975 nommé ニューヨーク-パリ 大冒険. Au tournant des années 1990, le film sort en Pologne (Przygody Rabina Jakuba), en Hongrie (Jákob rabbi kalandjai) et en Russie (Приключения раввина Якова).
Le film connaît également des sorties en Australie, au Brésil (As Loucas Aventuras do Rabbi Jacob), en Bulgarie (Приключенията на равина Якоб), au Canada, en Grèce (Οι τρελές περιπέτειες του ραμπί Ζακόμπ), en Norvège (Rabbi Jacobs fantastiske opplevelser i Paris), en Roumanie (Aventurile rabinului Jacob), en Tchécoslovaquie (nommé Dobrodružství rabína Jákoba en tchèque et Dobrodružstvá rabína Jacoba en slovaque) et en Ukraine	(Пригоди рабина Якова). Le titre international anglophone est : The Mad Adventures of Rabbi Jacob. Le film ne sort pas en Union soviétique, où Louis de Funès est pourtant populaire, car il traite de l'antisémitisme. Il est interdit en Algérie, y compris plus tard à la télévision, car il met en avant une autre religion que l'islam et est considéré comme « un film de propagande anti-arabe en pleine guerre de Kippour »,.
Les Aventures de Rabbi Jacob enregistre notamment 2,9 millions d'entrées en Espagne et 2,5 millions en Allemagne,. Outre les succès dans ces deux pays, la critique du New York Magazine de juin 1974 évoque également un record au box-office du Canada. Au 13 novembre 1974, le film a engrangé 1,25 million de dollars aux États-Unis.

### Distinction
- Golden Globes 1975 : nomination au Golden Globe du meilleur film en langue étrangère[143],[144],[145],[note 20].

### Exploitations ultérieures
À l'instar des autres films de Louis de Funès, Les Aventures de Rabbi Jacob est régulièrement programmé à la télévision française et remporte de bonnes audiences,,,. La plus ancienne trace de diffusion date du jeudi 31 décembre 1981 sur TF1. Les premières diffusions recensées par l'Inathèque remontent au mardi 14 janvier 1986 sur Antenne 2 en première partie de soirée puis sur TF1 le 3 juillet 1995 à 20 h 55. Une diffusion le dimanche 31 mars 1991 sur TF1 attire 10,2 millions de spectateurs. En 2019, dix-neuf passages sur les chaînes nationales gratuites françaises sont alors recensés.
En vidéo, Les Aventures de Rabbi Jacob sort d'abord en VHS en 1981, puis dans d'autres éditions en 1992 et 1998. Le film paraît en DVD en 2002 puis en 2004 (dans un coffret incluant un livret sur sa création et des documentaires), et en 2010. Il est édité en Blu-ray en 2008. Une nouvelle restauration sort dans les salles de cinéma en juillet 2019, ensuite disponible en Blu-ray 4K, notamment dans un coffret reprenant les suppléments de 2004,. Cette version est rééditée en DVD et Blu-ray en 2020,.

### Postérité

#### Fin de la collaboration entre Gérard Oury et Louis de Funès

Après Rabbi Jacob, Le Crocodile devait pourfendre les dictatures de tous bords de l'époque, dont celle du général Pinochet au Chili.

En plein succès du film, dès le début de 1974, Gérard Oury lance Louis de Funès — qui maintient ne plus vouloir tourner que sous sa direction — dans une nouvelle comédie sur l'intolérance, ridiculisant les dictatures du monde d'alors, de droite comme de gauche : Le Crocodile,,. Il doit camper un dictateur d'un pays du sud : despote d'extrême droite, Crochet est renversé par un coup d'État ourdi par son épouse et le chef de sa police, puis prend le parti de ses anciens opposants révolutionnaires et parvient à reconquérir le pouvoir en créant une dictature d'extrême gauche,,,. L'idée de mettre dos à dos les deux camps est venue à Oury à la lecture des critiques politiques adressées par la presse cinéphilique aux Aventures de Rabbi Jacob,,. Il écrit le scénario avec Danièle Thompson et, même si ce film n'a plus de rapport avec le judaïsme, Josy Eisenberg. L'acteur-vedette doit notamment être entouré de Régine Crespin, Aldo Maccione et Charles Gérard,. De nouveau, Bertrand Javal produit ce projet risqué,. Les prises de vues sont annoncées pour mai 1975,.
S'il ne tourne entre-temps dans aucun film, Louis de Funès s'épuise au théâtre, à soixante ans passés,. Il subit deux infarctus en mars 1975,,. Il ne peut dès lors plus assumer ce futur tournage à l'étranger où des scènes très physiques vont reposer sur ses épaules,,. Après plusieurs mois d'hésitation, Le Crocodile est finalement abandonné, entraînant la ruine du producteur,. Jusqu'alors amis, Louis de Funès et Gérard Oury s'éloignent progressivement l'un de l'autre, même si chacun déclare à la presse vouloir travailler de nouveau ensemble,.
Malgré les réticences des compagnies d'assurances, le comédien réapparaît à l'écran, amaigri et plus assagi, dans L'Aile ou la Cuisse (1976) de Claude Zidi, alors que la profession le pensait fini ; il reprend ainsi le chemin des plateaux pour encore quelques succès,,,,. Oury essuie d'autres ratés au théâtre et au cinéma avant de revenir avec La Carapate (1978), mené par Pierre Richard,,. Il tente plusieurs fois de reprendre Le Crocodile avec une autre vedette, en vain,,. En 1993, lorsque Gérard Oury reçoit un César d'honneur pour l'ensemble de sa carrière au nom du « cinéma comique français », il le dédie à Louis de Funès, son acteur-fétiche, mort dix ans auparavant, et offre la statuette à sa veuve,.

#### Reportage de Gérard Oury en Israël

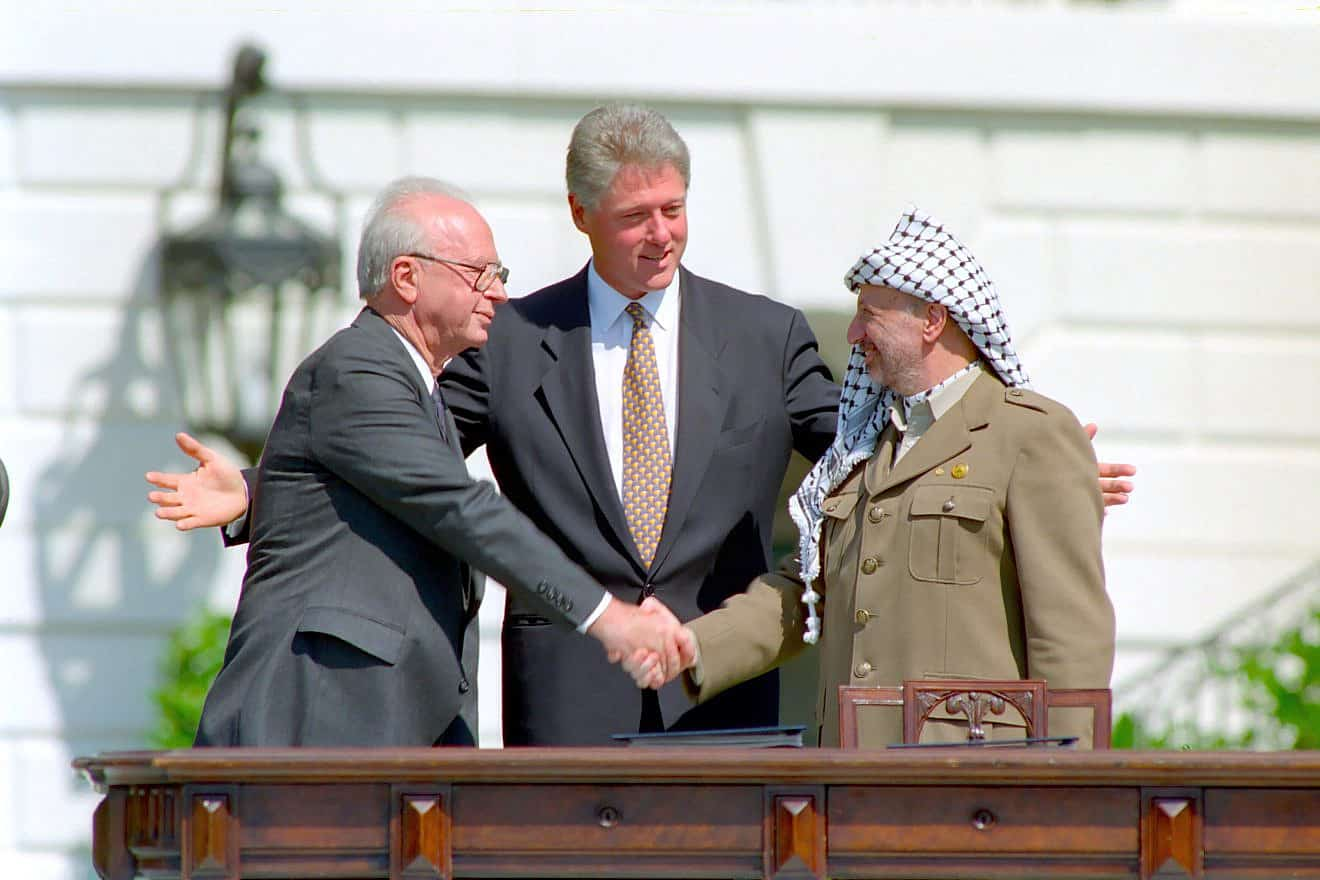
En 1993, à l'occasion des vingt ans du film et de la récente signature des accords d'Oslo, Gérard Oury tourne un reportage en Israël et dans les territoires palestiniens.

À l'occasion du vingtième anniversaire des Aventures de Rabbi Jacob, en 1993, Gérard Oury réalise pour l'émission Envoyé spécial un reportage sur la situation au Proche-Orient, à la demande de Paul Nahon et Bernard Benyamin,,. Il est ravi de cette brève incursion dans le journalisme, métier de sa mère Marcelle Houry. L'année est marquée par l'avancée du processus de paix israélo-palestinien avec la signature des accords d'Oslo en septembre,.
Retournant dans un pays visité vingt ans auparavant lorsqu'il écrivait son film, Gérard Oury part donc documenter les relations entre israéliens et palestiniens sur le terrain, ainsi que leurs rapports contrariés à ces accords historiques alors plein d'espoirs,. Il ponctue son reportage d'extraits du film. Le documentaire l'amène en Israël et dans les territoires palestiniens occupés, à Jérusalem-Est et sa vieille ville, dans une école talmudique, au cimetière juif du Mont des Oliviers, à la Porte dorée, à l'institut Notre Dame de France, au Saint-Sépulcre, et dans la bande de Gaza, à la rencontre de juifs libéraux ou orthodoxes, de musulmans et des différentes communautés chrétiennes. Il reçoit un accueil chaleureux et constate la notoriété de sa comédie auprès des Israéliens et des Arabes,. Il filme notamment une manifestation antigouvernementale d'extrémistes juifs et l'anniversaire de la déclaration d'indépendance de la Palestine avec un discours à distance de Yasser Arafat,. Le cinéaste conclut son reportage sur l'extrait de la poignée de main entre Salomon et Slimane, le Juif et l'Arabe, cousins « éloignés ».
Le reportage est diffusé à la veille de Noël 1993, sur France 2. Lors de l'entretien suivant la diffusion, Gérard Oury raconte la popularité des Aventures de Rabbi Jacob dans le monde. Selon lui, Mouammar Kadhafi, dictateur de la Libye, l'aurait trouvé très drôle. L'ambassadeur de Belgique en France Alfred Cahen lui aurait également relaté que Yasser Arafat aurait été bouleversé par la poignée de main entre cousins « éloignés » en regardant le film. En prolongement musical, Oury choisit d'associer les chanteurs français juif et algérien Jean-Jacques Goldman et Khaled, plus tard auteurs ensemble de la chanson à succès Aïcha,,,.

#### Reconnaissance et popularité

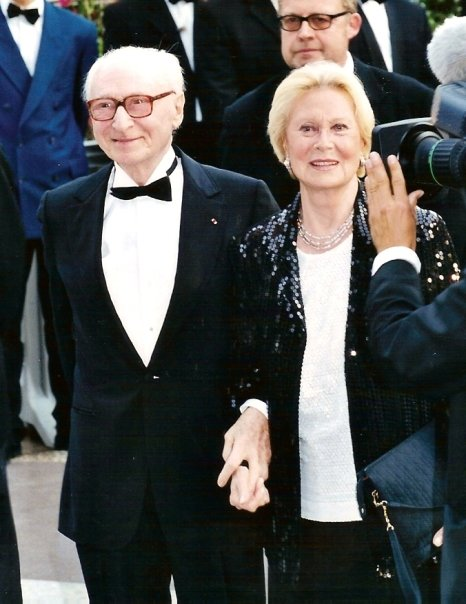
Gérard Oury et Michèle Morgan lors du festival de Cannes 2001.

En mai 2001, Les Aventures de Rabbi Jacob est projeté lors de la 54e édition du festival de Cannes à l'occasion d'un hommage rendu à Gérard Oury,. Aucun de ses films n'avaient été sélectionné par le festival. De nombreux acteurs dirigés par Oury montent les marches avec sa famille, Michèle Morgan et lui. Le président Jacques Chirac félicite « l'un des plus grands serviteurs du cinéma populaire français ».
Les Aventures de Rabbi Jacob, à l'instar des autres films de Louis de Funès, marque la culture populaire française. La musique composée par Vladimir Cosma connaît une popularité durable. Qu'est-ce qu'on a fait au Bon Dieu ? (2014), autre comédie sur le racisme, aligne les références au film d'Oury, notamment en le mentionnant dans des dialogues ou avec la sonnerie de portable du gendre juif reprenant le thème musical de Cosma. En 2016, La Terre promise, album de Lucky Luke écrit par Jul, dans lequel le cow-boy escorte une famille de Juifs d'Europe de l'est jusqu'au Far West, rend plusieurs hommages aux Aventures de Rabbi Jacob. Le film et ses répliques sont encore utilisés dans la vie politique française et belge des années 2010,,,. Des accessoires sont exposés au musée Louis-de-Funès inauguré en 2019. Une exposition consacrée au film à La Ciotat est prévue en octobre 2023 à l'occasion du cinquantième anniversaire de sa sortie, avant d'être repoussée à cause du déclenchement d'un nouvel épisode violent du conflit israélo-palestinien,. En 2025, un sondage classe Les Aventures de Rabbi Jacob comme la cinquième comédie préférée des Français.

#### Adaptation en comédie musicale
En 2002, le producteur de Notre-Dame de Paris émet l'idée d'une comédie musicale adaptée des Aventures de Rabbi Jacob,. Gérard Oury donne son accord verbal, peu de temps avant sa mort en juillet 2006. Vladimir Cosma retravaille et modernise ses compositions pour la comédie musicale, créant ainsi des morceaux aux styles très variés, allant vers la musique pop et raggamuffin,. Danièle Thompson surveille de près l'élaboration du projet, mis en scène par Patrick Timsit,,. Respectueux de la trame originale, le spectacle repose sur des tableaux scéniques reprenant les scènes principales telles celles de la rue des Rosiers ou de l'usine de chewing-gum. Les chorégraphies du spectacle mêlent jazz, danse contemporaine, danse urbaine et hip-hop,. Ilan Zaoui revient régler la danse hassidique dans une version allongée, trente-cinq ans après l'avoir enseignée à Louis de Funès. Le rappeur MC Solaar remporte un grand succès en interprétant la chanson Le Rabbi muffin, d'après le thème musical du film,. Attendue comme un événement, Les Aventures de Rabbi Jacob, la comédie musicale, jouée au palais des congrès de Paris à la rentrée 2008, est finalement un échec public et critique, souffrant de la comparaison avec sa source,,,,.

#### Projet de suite par Danièle Thompson
« Quarante ans après, tout a changé : que s'est-il passé ? Que sont devenus les enfants et les petits-enfants de Victor Pivert, de Slimane et de Salomon ? Dans une France qui a perdu son insouciance, n'aurait-on vraiment plus le cœur à rire ensemble d'un industriel raciste déguisé en rabbin pour sauver un arabe ? Parce que l'envie de revoir un tel portrait de la France n'a jamais été aussi pressante et que mieux aimer notre pays à la lumière de ses défauts est de salubrité publique, les auteurs ont voulu partir sur les traces des descendants de Rabbi Jacob et imaginer une suite à ce monument de la culture populaire et joyeuse. Inutile de chercher qui serait le nouveau Louis de Funès… dans la France du XXIe siècle, ce ne peut être qu’une femme ! »

— Communiqué de Haut et Court et G Films annonçant le projet, 2016.

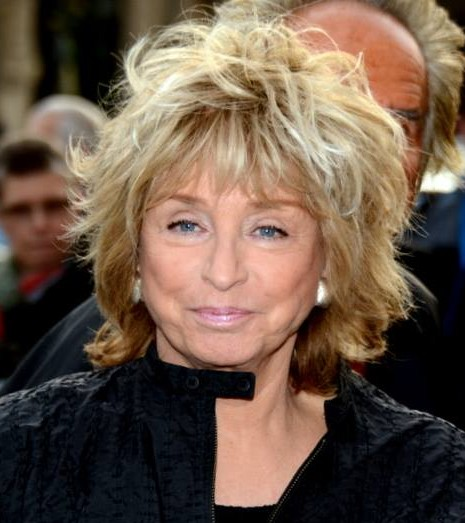
Danièle Thompson, ici en 2014, envisage une suite quarante ans après, menée par une actrice.

Le 1er décembre 2016, le site Allociné dévoile le projet d'une suite au film, annoncé par les sociétés de production G Films, appartenant à Danièle Thompson (devenue réalisatrice dans les années 2000), et Haut et Court,,, : « les droits ont été rachetés et le projet est en cours ». L'annonce prévoit une sortie à la période de Noël 2018 et provoque l'étonnement général,. Le film est intitulé « Rabbi Jacqueline », un titre provisoire. Aucun réalisateur ou acteur ne sont alors désignés. Selon la fille de Gérard Oury, « Rabbi Jacqueline, c'est une suite sans en être une, c'est un énorme saut dans le temps, ça se passe aujourd'hui, quarante ans plus tard ». Le tournage est à l'origine prévu courant 2017.
Danièle Thompson écrit le scénario aux côtés de son fils Christopher et de l'auteur de bande dessinée Jul, choisi pour son sens de la satire,. Dans les années 2000 et 2010, en raison d'un certain repli communautaire et d'une remontée du racisme et de l'antisémitisme en France, Les Aventures de Rabbi Jacob est considéré comme impossible à refaire, à cause de ses thématiques difficiles à aborder,. Danièle Thompson indique néanmoins que « l'axe du récit ne sera pas l'antisémitisme, il faut absolument qu'on se libère des péripéties de 1973 et qu'on ancre la suite dans la réalité sociale de 2017. Tout a changé depuis Rabbi Jacob. Il faudra aussi s'éloigner le plus possible de la personnalité de Victor Pivert. ». Jul détaille que le film abordera des problématiques contemporaines, comme celles de la théorie du genre ou du « mariage pour tous ». Thompson admet aussi que plaire au public constituera un défi : « Il va falloir être digne de la fameuse attente car, comme pour La Grande Vadrouille, le public est un petit peu propriétaire du film ».
Au cours des six années suivantes, Danièle Thompson déclare à plusieurs reprises toujours travailler sur le scénario, attendant d'aboutir à une version satisfaisante,,,. Elle est toutefois aussi prise par son film Cézanne et moi (2016) et sa série Bardot (2023). En octobre 2018, Henri Guybet explique ne pas vouloir apparaître dans le film : « Ça serait idiot. Morphologiquement, j'ai changé ou alors avec un Salomon vieux, mais ça ne pourrait être qu'une petite entrevue et ça n'a pas beaucoup d'intérêt. » ; quelques mois plus tard, Thompson indique pourtant sa participation au projet s'il se réalise. En 2023, la réalisatrice avoue renoncer au projet, accusant « une sorte de censure qui existe aujourd'hui » : « il faut faire très attention à ne pas heurter les sensibilités », tout en reconnaissant la difficulté déjà existante cinquante ans plus tôt,. Elle précise cependant le mois suivant que le projet n'est « pas totalement enterré ».